# Royaume de Valence
Pour les articles homonymes, voir Valence.
1238–1707
Entités précédentes :
- Taïfa de Valence
- Taïfa d'Alpuente
- Taïfa de Dénia
- taïfa de Murcie

Entités suivantes :
- Royaume d'Espagne

Le royaume de Valence (en catalan : Regne de València ; en latin : Regnum Valentiæ ; espagnol : Reino de Valencia) est un royaume de la couronne d'Aragon, existant entre 1238, année de sa fondation par Jacques « le Conquérant », roi d'Aragon et comte de Barcelone, et la promulgation des Décrets de Nueva Planta en 1707, qui signifia l'abolition de ses institutions et de ses fors, et leur remplacement par ceux de Castille. Dès lors et jusqu'à la division territoriale de l'Espagne de 1833 (es), le nom de « royaume de Valence » demeura pour désigner son territoire au sein des différentes administrations de l'Espagne bourbonienne.
Après la conquête initiale, le territoire du royaume fut augmenté par une série d'annexions au sud de la ligne Biar - Busot et commença un processus de colonisation, dominé par les Catalans et Aragonais. En 1261 furent proclamés les Fors de Valence, confirmant le caractère juridique et administrative du royaume, disposant de sa propre administration, au même niveau que les autres territoires composant la couronne d'Aragon. Ce faisant, il s'agissait pour le monarque de limiter l'influence de la noblesse féodale aragonaise. La création du royaume provoqua une réaction irritée de cette dernière, qui voyait ainsi empêchée la prolongation de ses seigneuries dans les terres valenciennes et un accès direct à la mer.
Le XVe siècle est considéré comme le moment de la plus grande splendeur du royaume. Sa capitale, la ville de Valence, devint le centre le plus actif de la couronne d'Aragon sur le plan économique et financier, supplantant Barcelone, et son patriciat urbain dynamique fit ostentation de son pouvoir de différentes manières, notamment à travers de grandes œuvres d'architecture civile, comme les tours de Quart (1440-1461), le palais de la Généralité et, surtout, la nouvelle Loge de la soie. Le progrès matériel donna lieu à une grande effervescence culturelle, notamment dans le domaine littéraire, c'est pourquoi le siècle est également connu comme le « siècle d'or des lettres valenciennes ».
Les institutions du royaume furent maintenues après le mariage des rois catholiques et l'entité passa devint donc l'un des possessions du roi d'Espagne.
Au cours de la guerre de Succession d'Espagne , le territoire valencien défendit majoritairement la cause de Charles de Habsbourg. À l'issue de la défaite d'Almansa, le vainqueur Philippe V sanctionna le territoire en supprimant ses privilèges et institutions, qui se trouvèrent intégrés dans la couronne de Castille.
Dans les années 1830, la nouvelle structuration administrative de l'État espagnol divisa l'ancien royaume en trois provinces : Alicante, Valence et Castellón.
À l'issue de la transition démocratique, qui déboucha sur la constitution de nouvelles entités régionales, les communautés autonomes, l'ancien royaume et la récupération de ses anciennes institutions forales furent explicitement revendiqués par la plus grande partie des forces politiques régionales comme référence historique du processus et les trois provinces constituèrent l'actuelle Communauté valencienne, dont le territoire coïncide essentiellement avec celui de l'ancien royaume,.

## XIIIesiècle: formation du royaume

### Conquête et colonisation
Après avoir conquis Majorque (1229-1230),, le roi d'Aragon et comte de Barcelone Jacques Ier, « qui n'avait pas encore de projet défini et encore moins la volonté de créer un nouveau royaume », céda l'initiative de la conquête des territoires de la taïfa de Valence aux nobles et aux troupes armées du royaume d'Aragon, à qui il accorda la propriété de tous les châteaux et villes qu'ils pourraient occuper. En 1231, Blasco de Alagón prit Morella et l'année suivante, les soldats de Teruel conquirent Ares,. Après ces succès aragonais initiaux, le monarque décida d'assumer personnellement le commandement des opérations de conquête et se réunit à Alcañiz avec Blasco de Alagón et le maître de l'ordre des Hospitaliers pour élaborer la stratégie à suivre. On décida d'attaquer les centres névralgiques situés dans la plaine, comme Borriana et Valence elle-même, au lieu de soumettre successivement châteaux et fortifications,.

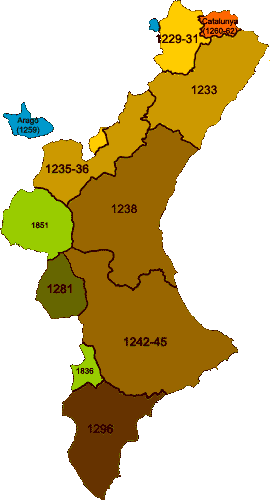
Chronologie de la conquête du royaume de Valence et des ajouts réalisés au cours du XIXe siècle.

Dans la conquête dirigée personnellement par Jacques, on distingue habituellement trois phases, :
- La première, qui commença au printemps 1233, consista en la conquête de Borriana (es) (qui tomba le 16 juillet après un siège difficile) suivie de celle des autres lieux situés dans la partie nord de la taïfa de Valence comme Peníscola, Polpís, Alcalatén ou Vilafamés[13],[12],[14] ;
- La deuxième phase, déployée en 1237 et 1238, consista en la conquête de la ville de Valence. Pour réunir les moyens nécessaires, en octobre 1236 le monarquie convoqua à Monzón les Cortes du royaume d'Aragon et les Cortes catalanes, promettant de répartir les terres conquises entre ceux qui y participeraient. Il demanda également le soutien du pape Grégoire IX qui, au début de l'année suivante, accorda à la campagne militaire le statut de croisade. Le 15 août 1237 eut lieu la bataille décisive du Puig, nommée d'après la petite tour de guet d'El Puig, tout près de Valence, au cours de laquelle l'armée de Zayyán ibn Mardanish fut vaincue. Le siège de Valence commença au printemps de l'année suivante et la ville capitula le 22 septembre. Le roi fit son entrée solennelle dans la ville le 9 octobre ; ce même jour, la mosquée principale serait consacrée comme cathédrale chrétienne. Après la chute de Valence, la frontière avec les musulmans fut établie au niveau du fleuve Júcar. À la fin de 1238 ou au début de 1239, le monarque prit Cullera, située à son embouchure[15],[12],[14].

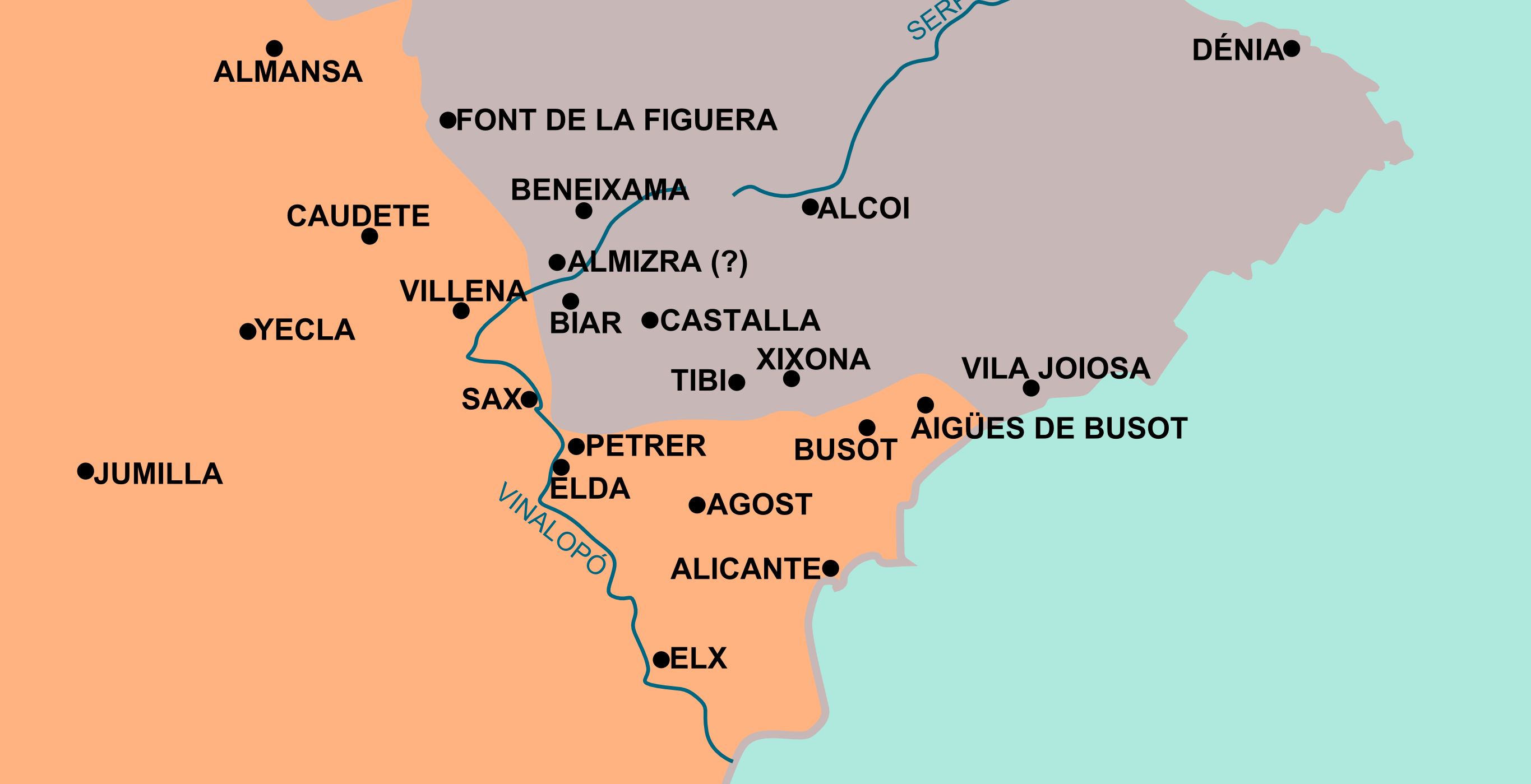
Le traité d'Almizra de 1244 fixait la frontière sud entre la couronne de Castille (en orange) et la couronne d'Aragon (en gris) sur la ligne Biar - Busot.

- La troisième phase consista en la conquête des territoires au-delà du fleuve Júcar. Elle commença avec la conquête d'Alzira en 1242, suivie l'année suivante par la prise de Dénia, celle Xàtiva, puis enfin de Biar en février 1245, où fut établie la frontière sud du nouveau royaume, se conformant ainsi avec ce qui avait été établi dans le traité d'Almizra, conclu l'année précédente entre les couronnes de Castille et d'Aragon[16],[12],[17],[18].

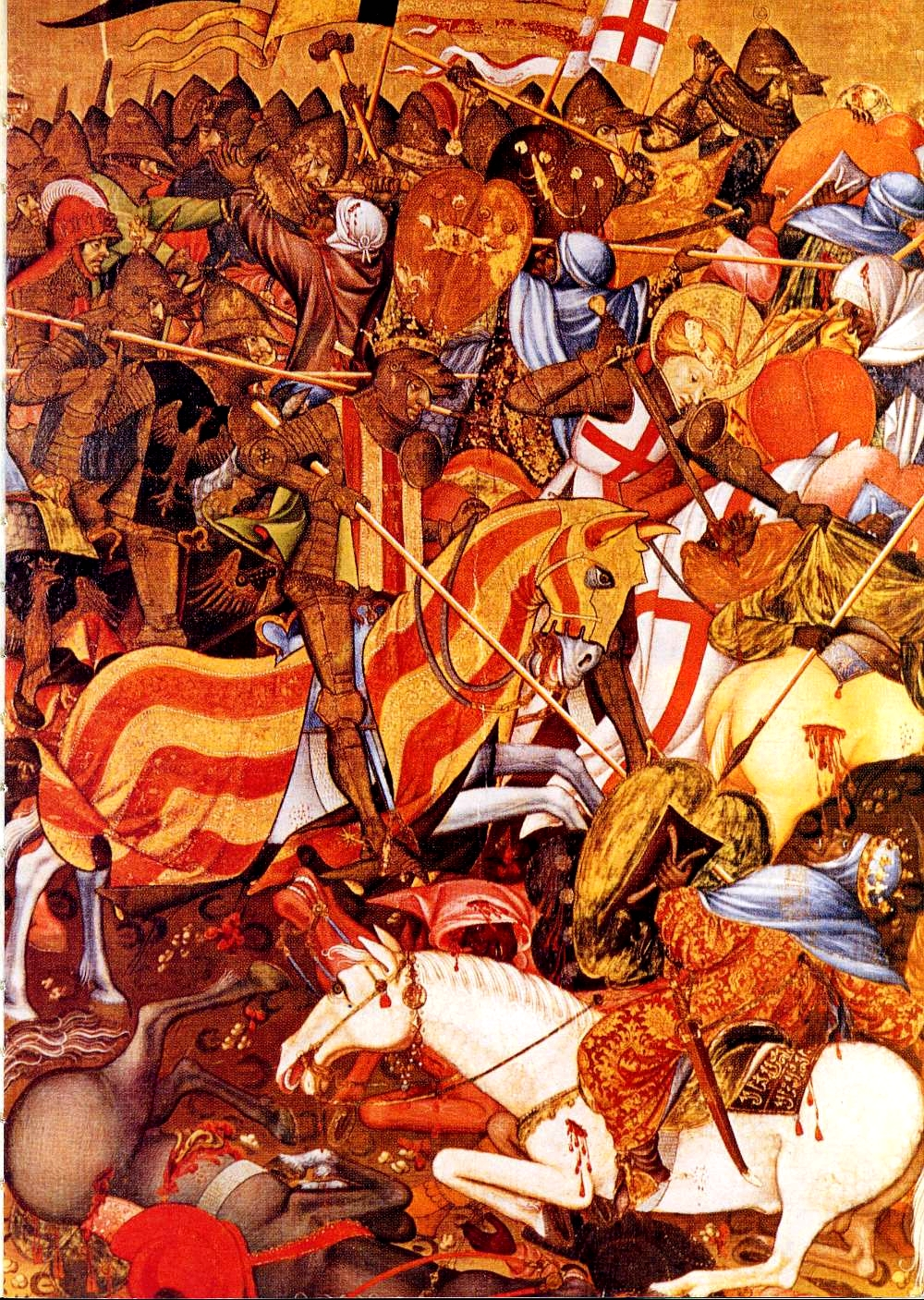
Partie centrale du retable de Saint Georges, du début du XVe siècle (actuellement au Victoria and Albert Museum de Londres) qui représente la bataille d'el Puig dans laquelle apparaît le roi Jaume I (avec la Senyera Reial), accompagné de San Jorge (avec sa croix distinctive), en combattant aux musulmans de Balansiya (bien que en réalité Jacques I ne fût pas présent dans cette bataille)

Le nord du territoire (zone située entre Morella et Borriana) est colonisé lors d'une première étape, entre 1232 et 1236, bien que subsistent encore quelques noyaus andalous. Dans cette zone la noblesse eut une participation importante, avec des domaines très étendus comme ceux de Blasco d'Alagon ou ceux des ordres militaires du Temple et des Hospitaliers, qui dépassèrent ceux du domaine royal, réduit aux localités les plus importantes. Le méthode de repeuplement employée fut la concession de chartes de peuplement, octroyées par la couronne aussi bien que par les seigneurs laïques et les ecclésiastiques,.

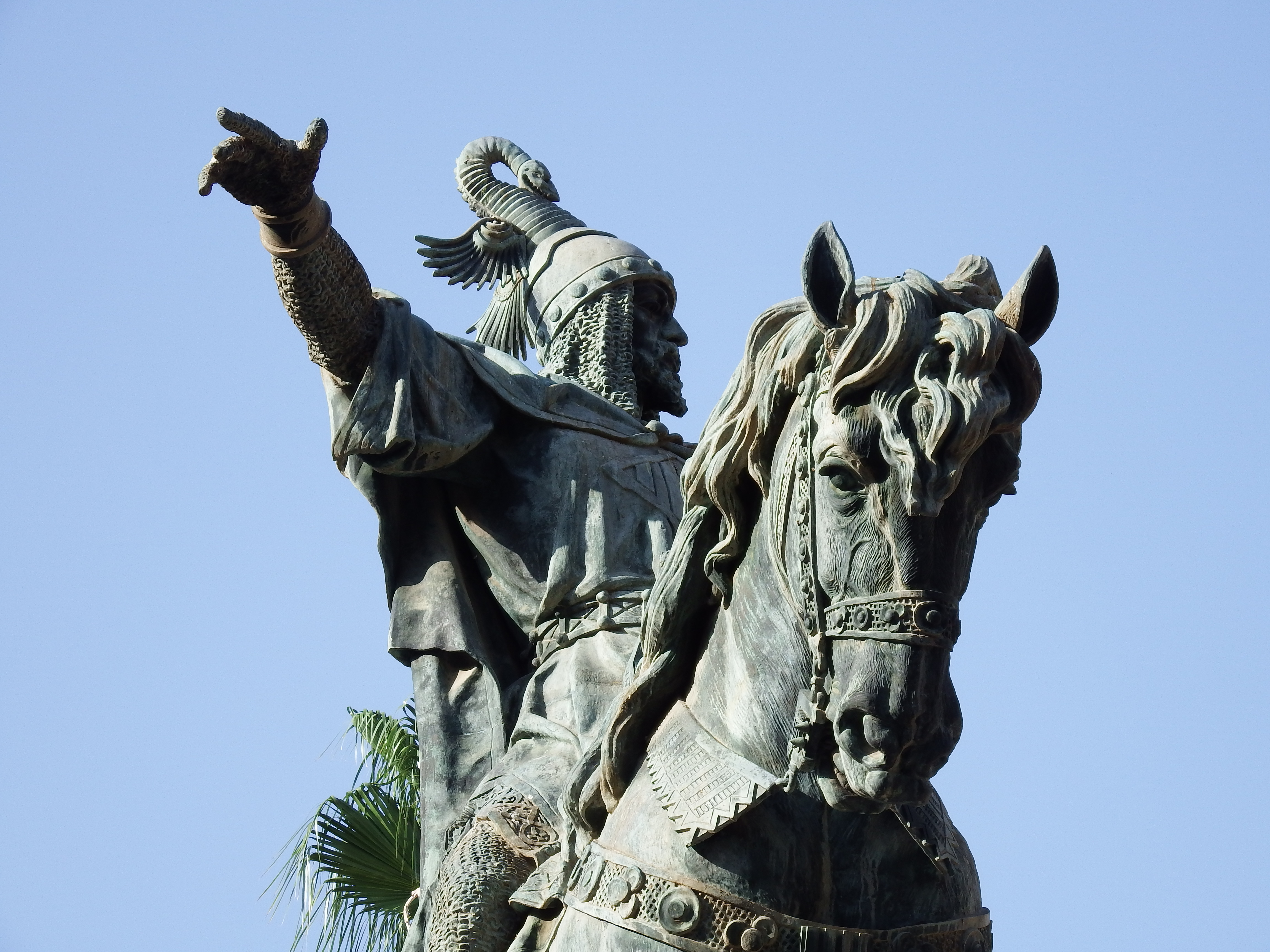
Détail de la de Valence, inaugurée en 1890. Le cimier de la couronne avec le dragon ailé est un anachronisme car ce fut implanté par le monarque Pierre Le Cérémonieux cent ans plus tard (il régna entre 1336 et 1387).

Lors de la colonisation de la ville de Valence et sa huerta, ainsi que celle des régions voisines, le système suivi fut celui de donations spécifiques et individuelles qui étaient consignées dans le Llibre del Repartiment, comme celui qui était en usage à Majorque. Dans le cas de la ville de Valence, les maisons et domaines de ses habitants musulmans expulsés furent répartis entre les conquérants en fonction de leur classe sociale — les nobles reçurent les biens de l'aristocratie musulmane, qui comprenaient les meilleures maisons et les domaines proches,. Cependant, le contrôle de la répartition des terres par la monarchie empêcha la formation de grands domaines nobiliaires susceptibles de rivaliser avec la couronne.
La colonisation du territoire au sud du Júcar ne commença réellement qu'après la répression de la révolte andalouse d' Al-Azraq en 1247, qui provoqua des expulsions massives et des déplacements forcés de la population musulmane, jusqu'alors majoritaire,. « Dans ces terres méridionales, le contrôle de la couronne était déjà absolu, libre de toute ingérence nobiliaire. [...] Le réseau de centres colonisateurs, encore faible dans les années 1350 et 1360 — au total, à peine une douzaine au sud de Xàtiva : Gandia, Dénia, Llutxent, Albaida, Ontinyent, Cocentaina, Bocairent et Alcoi — reçut un nouvel élan avec les dernières révoltes musulmanes de 1276, qui provoquèrent de nouvelles déportations et réinstallations de la population autochtone, confinée dans des réserves montagneuses, et une nouvelle vague de colons chrétiens. » L'affluence de colons se maintint de façon ininterrompue bien qu'irrégulière au cours des siècles suivants. Aucun document ne suggère la présence de Mozarabes dans la taïfa de Valence au moment de la conquête.

Repeuplement du royaume de Valence entre 1238 et 1425, d'après. En rouge, une majorité de Catalans. En bleu, une majorité de colons d'autres origines, notamment aragonaises. En blanc, aucune donnée disponible. La ligne de démarcation linguistique actuelle entre comarques catalanophones et hispanophones est figurée sur la carte.

Les premiers colons furent les troupes, fantassins et chevaliers, qui avaient participé à la conquête, suivis par des paysans, des marchands, des artisans, des prêtres, etc., tous venus dans leur immense majorité de Catalogne et d'Aragon, ainsi que marginalement des personnes venues de toute l'Europe chrétienne qui avaient répondu à l'appel de la croisade. Selon Antoni Furió, « Catalans et Aragonais s'installèrent indistinctement sur la côte et à l'intérieur des terres, sur les terres de seigneurie et celles du roi, en groupes homogènes ou mélangés entre eux. » Ce produirait finalement, c'est que « le nouveau pays s'intégrerait progressivement à l'espace culturel et linguistique catalan, puisque la langue de l'administration, de la chancellerie royale aux notaires municipaux, et celle des affaires, celle des échanges commerciaux, ainsi que celle de la rue, celle parlée principalement dans les villes et les villages du pays, était le catalan. »
Selon Enric Guinot, sur la base d'études anthroponymiques, qui « ont pu établir des mécanismes statistiques acceptables sur la provenance des colons du nouveau royaume », « on constate à grands traits une nette prédominance des colons venus de Catalogne dans une proportion approximative de deux tiers, tandis qu'un tiers étaient des Aragonais et un nombre beaucoup plus faible de Navarrais et d'Occitans. »

### Création d’un nouvel espace politique

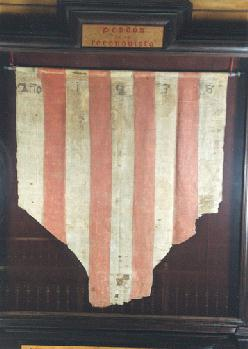
Enseigne royale d'Aragon conservée aux Archives historiques municipales de Valence connu sous le nom de pennon de la Conquête, car c'est le drapeau que les musulmans de la ville de Valence hissèrent sur une tour des murailles en signe de reddition, mettant ainsi fin au siège du roi d'Aragon et comte de Barcelone Jacques IEr.

Dès la prise de Valence, Jacques Ier décide d'instaurer un cadre institutionnel séparé pour englober les territoires nouvellement conquis. Ainsi, dans un document daté du 18 octobre 1238 — soit quelques jours après la conquête de la capitale — il est présenté comme Iacobus, Dei gratia rex Aragonum, Maioricarum, Valentie, comes Barchinone et Ugelli et dominus Montispesulani — en latin ; « Jacques, par la grâce de Dieu roi d'Aragon, de Majorque, de Valence, compte de Barcelone et d'Urgell et seigneur de Montpellier » —. Il sollicite la confection d'un nouveau recueil juridique, clairement favorable à ses intérêts, peut-être élaboré durant le siège de Valence par un groupe de juristes de la chancellerie royale incluant notamment Pere Albert (es), chanoine de la cathédrale de Barcelone, la coutume de Valence (es),,, (en catalan : Costum de València). Cette décision fut prise « pour son propre bénéfice, en se basant sur l'orientation césariste du droit romain, favorable à l'autorité publique, identifiée à celle des rois et des princes », qui connaissait alors une vague de restauration dans toute l'Europe,. Selon l'historien José Angel Sesma Muñoz (es), la décision du monarque de constituer les royaumes de Valence et de Majorque comme « entités politiques indépendantes de plus haut rang [...] signifiait, tout simplement, la destruction de l'édifice commun de la Couronne et contraindre chacune de ses unités à un trajet individuel », « une division intérieure, avec des frontières de différenciation, spatiale, sociale et institutionnelle, qui empêcherait l'unité d'action et favoriserait la « nationalisation » dans chacun des États », condamnant la couronne d'Aragon « à être à l'avenir une simple union dynastique ; Les différences et les griefs furent perpétués, empêchant une croissance harmonieuse et solidaire. »
Dans un premier temps, la Costum ne s'appliquerait qu'à la ville de Valence et à des noyaux de population directement contrôlés par le monarque ; ceux cédés aux nobles et aux ecclésiastiques, en récompense de leur participation à la conquête, furent régis par les droits que leurs seigneurs considéraient comme les plus adaptés à leurs intérêts. « Ainsi, quelques années après la prise de la ville de Valence et contrairement à leurs prétentions d'être « générales » dans le royaume, celui-ci n'était pas exclusivement soumis aux Costums de la ville, mais constituait, au contraire, une mosaïque juridictionnelle composée de différents droits seigneuriaux ».

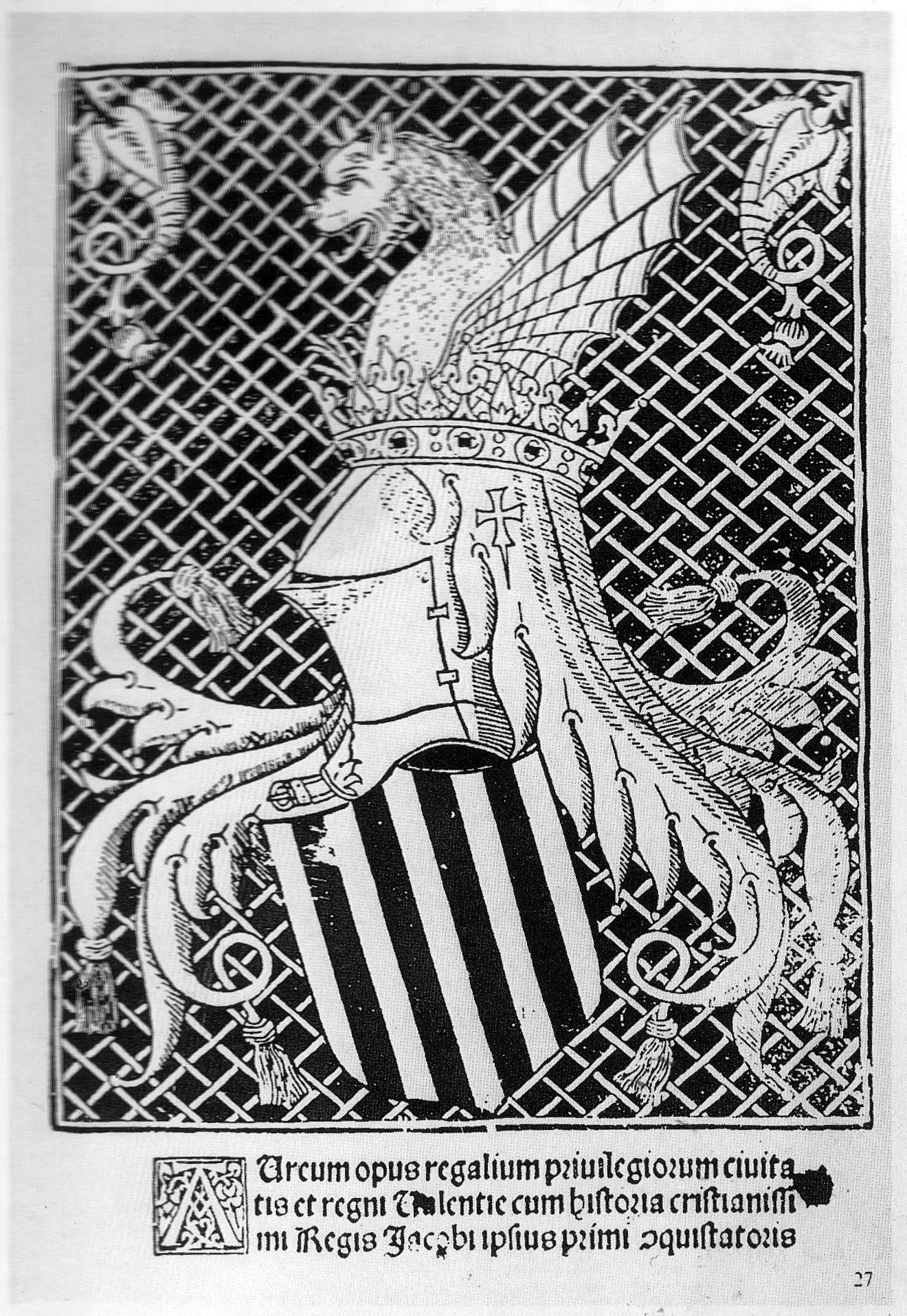
Couverture de l'Aureum opus regalium privilegiorum civitatis et regni Valentiae, cum historia cristianissimi regis Iacobi ipsius primi conquistatori (« Oeuvre dorée des privilèges royaux de la ville et du royaume de Valence, avec l'histoire du roi Jacques lui-même, premier conquérant »), compilation des Fors de Valence datant de 1515. Le symbole héraldique utilisé est l'écu du roi Pierre IV « Le Cérémonieux » (dragon ailé posé sur une couronne et un heaume).

Jacques réforma la Coutume de Valence probablement en 1250 dans le but d'en faire une loi unique et exclusive du royaume de Valence, sous la dénomination de Fors («Furs) de Valence. Cependant, la position de la noblesse aragonaise ne changea pas, celle-ci préférant continuer d'appliquer les Fors d'Aragon dans ses domaines car ils lui garantissaient une série de prérogatives, tout y en empêchant l'ingérence de l'autorité royale,,. Le roi maintenant fermement ses intentions, il réunit en 1261 les trois ordres ou bras — ecclésiastique, nobiliaire et royal — et devant eux proclama solennellement que les Fors seraient applicables aux causes judiciaires de tous les habitants de la ville et du royaume, dans ce qui est considéré comme la première célébration des Corts valenciennes. Le monarque offrit quelques compensations, mais la noblesse aragonaise s'opposa frontalement à la prétention du roi, finissant par abandonner la réunion et la ville de Valence où était célébrée l'assemblée. Au contraire, la ville de Valence et la plupart des localités du domaine royal, apportèrent fermement leur soutien au roi, en échange de concessions fiscales et dans l'accès aux ressources naturelles.
Aux Cortes valenciennes de 1261, Jacques Ier ordonna la traduction en langue romane des Fors de Valence (jusqu'alors rédigés en latin), auxquels furent ajoutées de nouvelles dispositions, puis il prêta serment sur eux et les décréta loi générale du royaume. Il établit ensuite que ses successeurs seraient obligés de convoquer les Cortes à Valence pour prêter un serment solennel au début de leur règne. Dix ans plus tard, le roi accepta de ne pas modifier les Fors à l'avenir sans le consentement des Corts, établissant ainsi que les lois du royaume de Valence étaient le résultat de l'accord entre le roi et les élites du royaume représentées dans celles-ci, et ne pouvaient être révoquées sans le consentement des deux parties. C'est ainsi que surgit le pactisme, qui caractérisa également les relations entre le souverain et ses vassaux dans le reste des États de la couronne d'Aragon (royaume d'Aragon et principauté de Catalogne),,.

### Incorporation des comarques méridionales

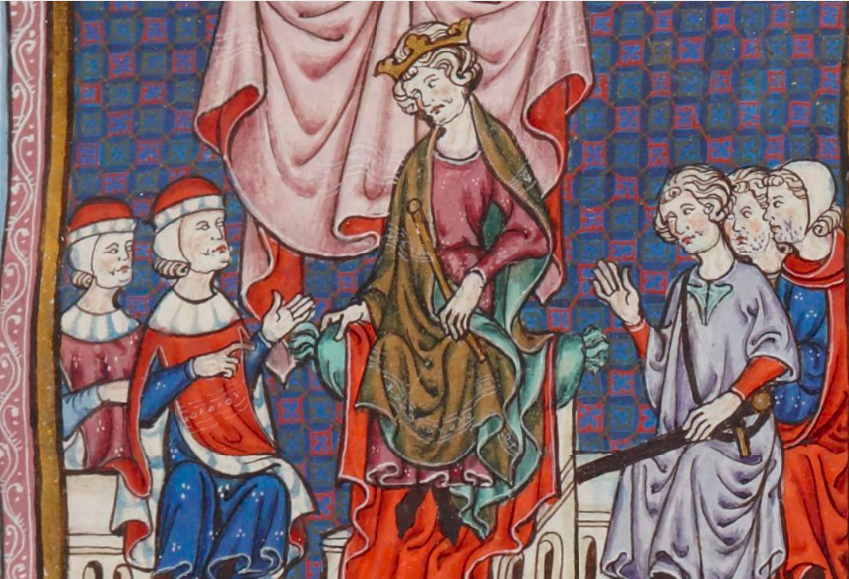
Miniature des Usatici et Constitutiones Cataloniae représentant Jacques II avec son conseil.

En 1296, Jacques II, petit-fils de Jacques Ier, intervint dans la crise dynastique qui se produisait en Castille après la mort d'Alphonse X le Sage en acceptant l'offre du royaume de Murcie de l'un des prétendants au trône de Castille, Alphonse de la Cerda, en échange d'aide. En quelques mois le roi prit Alicante, Elche, Orihuela, Murcie et Carthagène. La guerre se poursuivit cinq ans durant : en 1301, le roi de Valence occupait également Mula et Lorca, près de la frontière avec le royaume nasride de Grenade. Finalement, les représentants des deux Couronnes se réunirent en 1304 à Torrellas où ils parvinrent à un accord de paix, la sentence arbitrale de Torrellas, par laquelle ils se partageaient le royaume de Murcie. L'est, d'Alicante à Carthagène, revint au monarque d'Aragon, et l'ouest, y compris la capitale, à la Castille. Le traité d'Elche, signé l'année suivante, cédait Carthagène à la Castille et établissait définitivement la limite méridionale du royaume de Valence à Guardamar,.
Le roi de Valence bénéficia de la collaboration d'au moins une partie de la population chrétienne du royaume de Murcie car des colons venus de la couronne d'Aragon s'y étaient installés après la conquête de la taïfa de Murcie (en) par Jacques Ier trente ans plus tôt au nom de son gendre, le roi de Castille Alphonse X de Castille.

## XIVesiècle: du conflit foral à la guerre de lignages

### Le conflit foral et sa résolution: les Cortes de 1329-1330
Les successeurs de Jacques Ier, mort en 1276, durent faire face à une escalade du conflit local entre les partisans des fors de Valence et ceux des fors d'Aragon, qui aboutit jusqu'à une guerre ouverte, en dépit du fait que lors des Cortes d'Aragon célébrées en 1264-1265, encore sous son règne, les noble aragonais avaient obtenu la reconnaissance par le roi de leur droit à être couverts par les fors aragonais dans leurs domaines valenciens. Cependant, Jacques « se limita à accepter une situation de fait, ce qui supposait bien moins que ce que les nobles prétendaient : la reconnaissance du fait que la conquête n'avait pas été une entreprise de la Couronne et de ses sujets catalans et aragonais, mais une geste exclusive de l'Aragon, raison pourquoi laquelle sa loi devrait régir le territoire. »

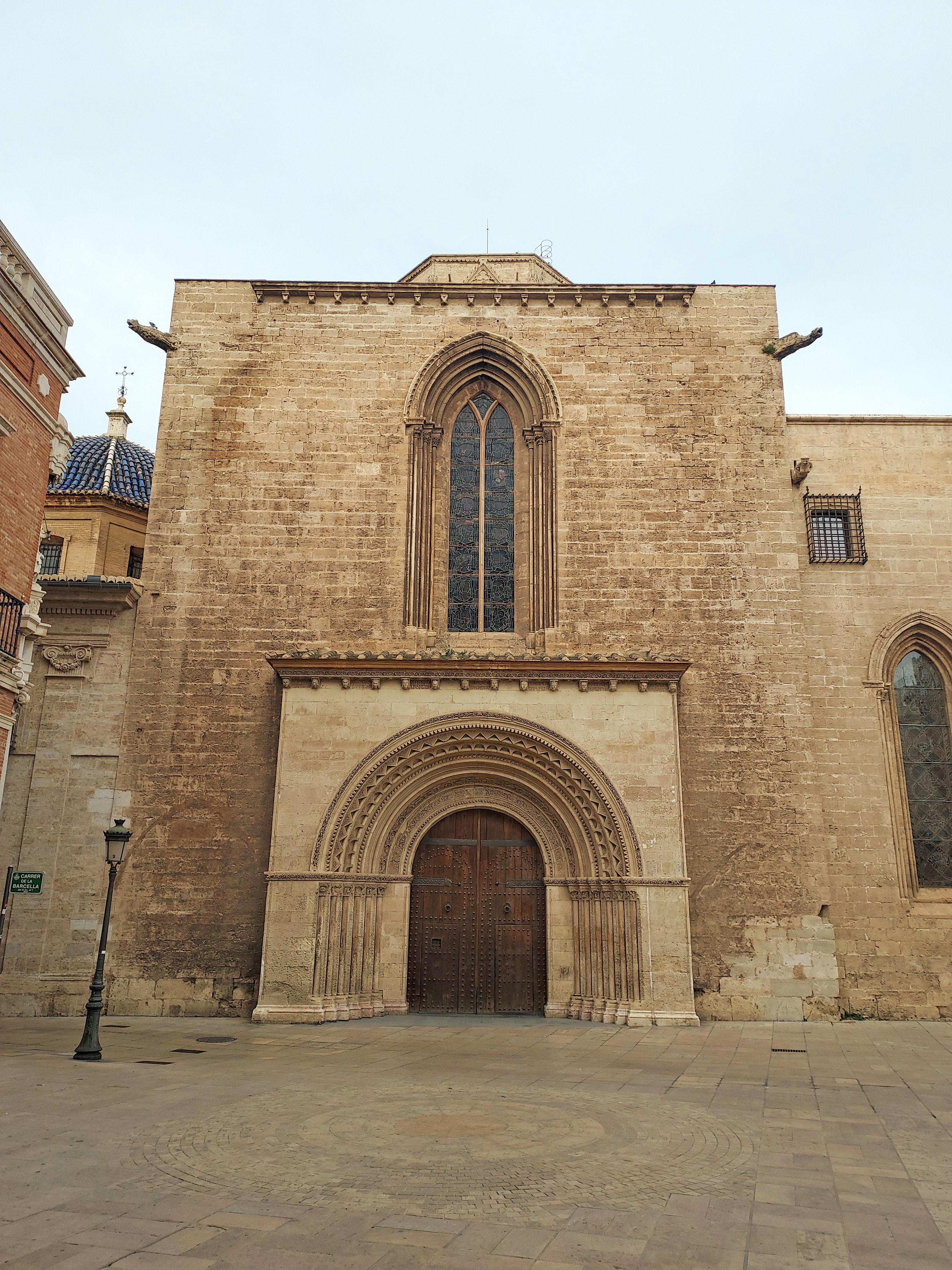
Porte de l'Aumône de la cathédrale de Valence, où furent solennellement publiés et où le roi prêta serment sur les nouveaux Fors le 24 octobre 1329, mettant ainsi fin au conflit civil opposant les élites du royaume pendant plus de cinq décennies.

L'unité forale, solution au conflit, ne fut atteinte qu'avec la célébration des Cortes du royaume en 1329-1330, sous le règne d' Alphonse IV « le Débonnaire », où l'on convint, non sans de fortes controverses, que les Fors seraient les seuls qui régiraient le royaume et que les seigneurs aragonais, avec des concessions à l'autonomie juridiques de ceux-ci dans des certains cas,.
Selon l'historien Vicent Baydal, l'accord de 1329 « n'était pas la solution finale recherchée par tous ceux qui avaient défendu les lois valenciennes pendant tant d'années, car elles cédèrent d'importants pouvoirs aux seigneurs au détriment du roi », mais « en tout cas, la disposition fut finalement acceptée... » Selon Agustín Rubio Vela, si Alphonse IV n'a pas résolu définitivement le conflit, peut-être afin d'éviter une intervention de la noblesse aragonaise susceptible de déstabiliser les institutions, les mesures prises ont permis l'apaisement des tensions sur le long terme. « En 1329-1330 un pas important avait été fait dans le processus de territorialisation, si l'on en juge par les nombreux lieux où les Furs s'appliquèrent dorénavant... mais il ne fut pas total. » Les fors d'Aragon ne disparurent pas complètement du royaume de Valence, car le roi déclara une exemption spéciale pour plusieurs magnats, tels que les Xèrica, les Luna, les Arenós et les Urrea, qui resta en vigueur jusqu'aux Cortes de 1626. Jusqu'à cette date, les lois aragonaises perdurèrent ainsi dans certains réduits, comme les petites seigneuries de Benaguasil, La Pobla de Vallbona et Almassora, ou dans quatre grandes baronnies de l'intérieur, limitrophes de l'Aragon : Arenoso (es), Chelva, Jérica et Alcalatén,.
D'autre part, « à partir de ce moment, progressivement, les Cortès commencèrent à jouer un rôle fondamental dans la gouvernance général du royaume, à travers la participation active de toute la communauté politique. » En 1336, les syndics des localités royales l'exprimèrent clairement pour la première fois à l'occasion de l'accession au trône de Pierre IV « le Cérémonieux » : « Ladite Corte générale représente tout le royaume de Valence. » De plus, l'union forale déboucha sur l'utilisation immédiate du concept de « Général du royaume de Valence » pour désigner la communauté politique formée par les trois ordres. Par exemple, c'est le terme qu'utilisèrent les représentants des villes royales lors d'une réunion qu'ils tinrent en 1332 avec le roi Alphonse IV, au cours de laquelle ils discutèrent de questions « tocants lo bon estament de tot lo General del regne » (« concernant le bon état de tout le Général du royaume »). « Les Cortes de 1329-1330 elles-mêmes furent le théâtre de la première donation générale concédée globalement par tout le royaume [...] et qui devait être payée six ans durant au au moyen d'impôts indirects appliqués sur tout le territoire et collectés par une commission inter-ordre formée de deux nobles, deux ecclésiastiques, deux citoyens et deux citadins... de sorte qu'au concept politique de Général s'ajouta à une tâche effective : la collecte et la gestion des ressources fiscales. » « Union forale, union politique et union fiscale allaient ainsi de pair ».

### La guerre de l'Union (1347-1348): la première guerre civile
Le successeur d'Alphonse IV, Pierre IV d'Aragon, conseillé par un groupe de nobles et de juristes roussillonnais qui avaient servi Jacques III de Majorque et que Pierre avait incorporés à sa cour après avoir réintégré le royaume de Majorque et le comté de Rousillon à sa Couronne en 1343-1344, mit en place une politique autoritaire basée sur une conception césariste du pouvoir qui, en plaçant la volonté du roi au-dessus des fors de Valence, rompait avec le traditionnel pactisme qui régissait les relations entre le souverain et ses vassaux,.
En réponse, la ville de Valence convoqua en mai 1347 les représentants des trois ordres ou bras (braços) du royaume, l'évènement déclencheur étant la proclamation deux mois plus tôt de l'infante Constance comme héritière du trône sans le consentement des Cortes et contre la coutume de la couronne d'Aragon qui excluait les femmes de la succession, pour constituer une union « per preservar furs, privilegis, libertats e bon uses, franquees e inmunitats de la ciutat et regne de aquella », (« pour conserver fors, privilèges, libertés et bons usages, franchises et immunités de la ville et du royaume de celle-ci ».

Drapeau de Borriana, en application du privilège concédé à la ville par le roi Pierre IV le 13 mars 1348 par lequel aux quatre pals de gueules sur champ d'or furent ajoutés une frange de "bleu grisâtre" sur laquelle seraient peintes, brodées ou estampées trois couronnes royales, en récompense pour la loyauté envers le monarque durant l'.

La rébellion s'étendit à de nombreuses localités, aussi bien enclavées dans le territoire sous juridiction royale que dans les domaines seigneuriaux, mais six villes royales, en premier lieu Xàtiva, suivie de Morella, Castellfabib, Alpuente, Vila-real et Borriana, rejoignirent le camp monarchiste, ainsi que la plus grande partie de la noblesse — en particulier les magnats seigneuriaux. Ainsi, la rébellion de l’Unió devint la première guerre civile dans l'histoire du royaume de Valence,.
Au début de décembre 1347, les rebelles de l'Union de Valence vainquirent les royalistes à La Pobla Llarga et à Bétera, ce qui obligea le monarque à se rendre à Valence à la tête d'une puissante armée. Cependant, l'expédition échoua car la plupart des troupes furent renvoyées faute de moyens pour payer leur solde et à cause de l'éclatement de la mutinerie dans la ville de Morvedre lorsque le roi y arriva accompagné de ses conseillers roussillonnais. Ainsi, Pierre le Cérémonieux fut contraint d'accepter les exigences des « unionistes » et fut amené à Valence à la fin du mois de mars 1348. Le 6 avril, environ quatre cents personnes, en majorité issues des classes populaires, prirent d'assaut le palais del Real (en), situé extra muros, et obligèrent le roi et la reine à danser avec eux au son de chansons satiriques chantées par le barbier Gonçalbo de Roda (es).
Lorsque la peste noire, qui eut des conséquences dévastatrices dans tout le royaume, éclata dans la ville de Valence en mai 1348, les dirigeants de l'Union de Valence décidèrent de laisser le roi partir pour éviter qu'il ne soit contaminé. Celui-ci se mit alors à la tête d'une armée qui s'était formée en Catalogne et en Aragon et à laquelle s'étaient joints les royalistes valenciens, s'attaquant en premier lieu aux insurgés de l'Union d'Aragon, qu'il vainquit en juillet à la bataille d'Épila (en). La nouvelle de la défaite des « unionistes » aragonais radicalisa leurs homologues valenciens qui instaurèrent un climat de terreur dans la ville de Valence, débouchant sur l'exécution de nombreux partisans du roi. Ils nommèrent également le juriste Joan Sala comme capitaine de guerre (en catalan : capità de guerra), doté de pouvoirs exceptionnels. Néanmoins ces mesures ne suffirent pas à arrêter l'avancée de l'armée royaliste commandée par le monarque lui-même et les partisans de l'Union furent vaincus le 8 décembre lors de la bataille de Mislata (es). La capitale capitula deux jours plus tard, suivie par les autres villes et localités qui avaient rejoint la rébellion.

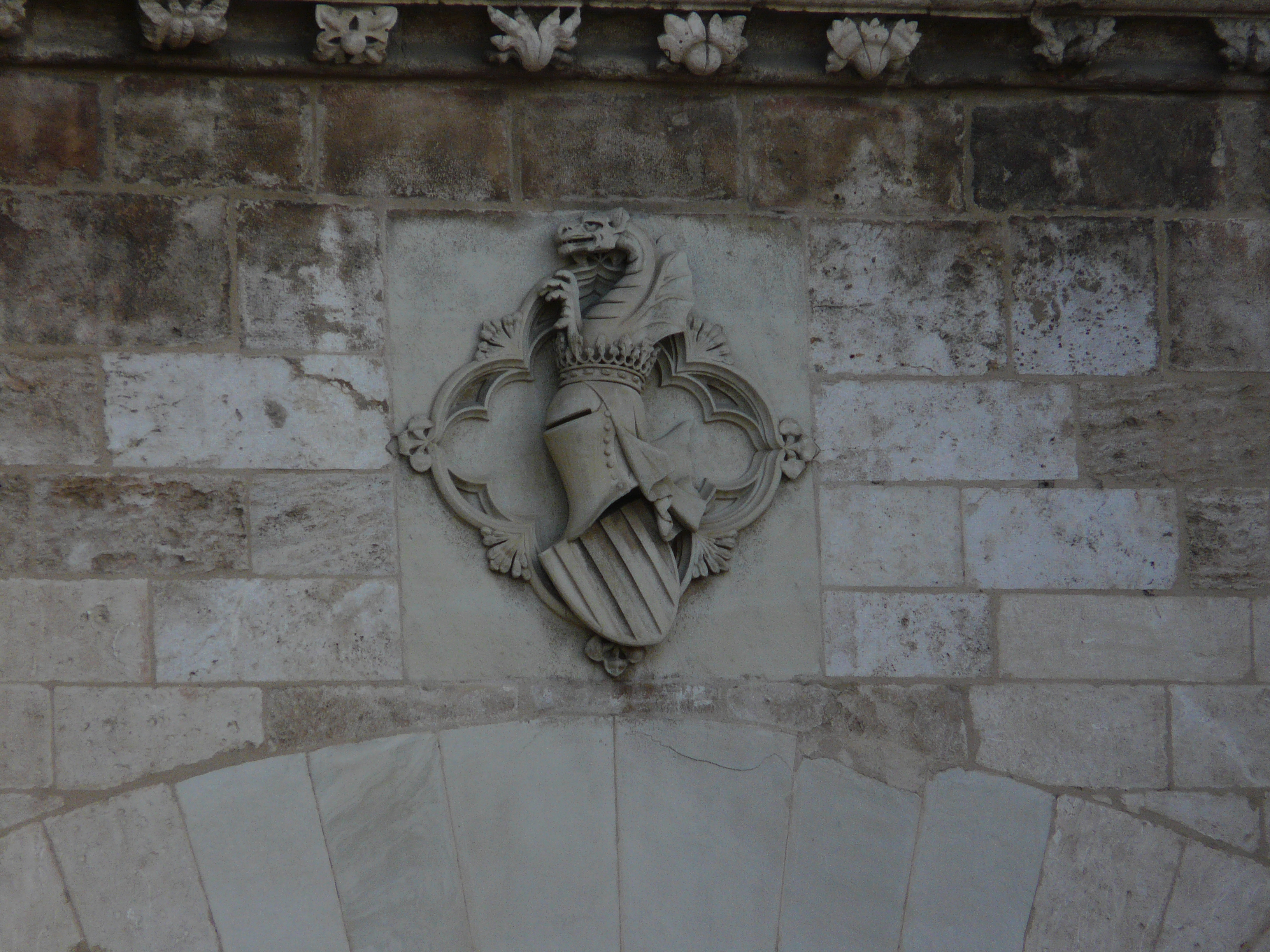
Armoiries de Pierre le Cérémonieux (relief des tours Serranos de Valence).

D'autre part, aux Cortes de 1362-1363 furent furent approuvés 45 nouveaux fors, dont l'un obligeait le roi à réunir des Cortes tous les trois ans « a bé de la cosa pública del regne de València » (« pour le bien de la chose publique du royaume de Valence »), engagement que ses successeurs devaient prendre solennellement au début de chaque règne, sans quoi ils ne pourraient pas « fer o demanar subsidi, do o ajuda al dit vostre regne o a alcun braç de aquell » (« faire ou demander un subside, un don ou une aide audit vôtre royaume ou à quelque bras de celui-ci »), la demande pouvant être refusée « sens encorriment de alcuna pena, per gran necessitat que y fos per alcuna manera o rahó » (« sans encourir aucune pénalité, si grande que fût la nécessité de quelque manière ou pour quelque raison que ce soit »). Ainsi, par ces nouveaux fors le roi se trouvait contraint à gouverner à travers les Cortes pour pouvoir obtenir des subsides du royaume, comme ce fut effectivement le cas au cours des années qui suivirent.
Quant au déroulement de la guerre, Pierre le Cérémonieux fut contraint de signer la paix de Morvedre (es) en juillet 1363, qui lui imposait de sévères conditions, parmi lesquelles la cession à la Castille de la zone méridionale disputée. Bien que l'accord ne fût jamais appliqué, cette zone (Alicante, Elche, Crevillent, Asp, Elda et Xixona) fut occupée en décembre, suivie les villes côtières (Dénia, Oliva, Gandia, Cullera et Morvedre), le conflit atteignant les portes de Valence même, qui fut de nouveau assiégée en mars 1364. L'offensive fut aggravée par de nouvelles attaques venues par le nord et le sud (Orihuela se rendit par la faim en juin 1365), « qui mirent le pays au bord du désastre ». La contre-offensive du Cérémonieux commença en septembre avec la prise de Morvedre, qui était le centre des opérations des razzias castillanes, suivie de celle de Segorbe et avec elle de toute la vallée du Palancia. Cependant, le tournant final de la guerre n'eut lieu qu'au début de l'année 1366, lorsque la Castille fut envahie par une armée de mercenaires expérimentés au cours de la guerre de Cent Ans — grandes compagnies, commandées par Bertrand Duguesclin — qui, avec les troupes de la couronne d'Aragon et les troupes rebelles castillanes, proclamèrent roi Henri de Trastamare, frère bâtard de Pierre Ier, l'obligeant à se retirer des territoires occupés de la couronne d'Aragon.
Cependant, le conflit entre les couronnes de Castille et d'Aragon continua car le nouveau roi de Castille Henri II, qui avait accédé au trône après avoir vaincu et tué Pierre Ier à la bataille de Montiel (1369), mettant ainsi fin à la guerre civile castillane, refusait de céder le royaume de Murcie à Pierre le Cérémonieux comme il l'avait promis en échange de son aide. Finalement, en 1375, par le traité d'Almazán (es), d'autre part très favorable aux intérêts castillans et qui contribua à l'hégémonie du royaume de Castille dans la péninsule, le Cérémonieux renonçait au royaume de Murcie, en échange de quoi Henri II abandonnait définitivement ses prétentions sur le sud du royaume de Valence.
En récompense de sa bravoure pour avoir résisté à deux reprises à l'attaque des Castillans, la ville de Valence reçut les deux « L » de ses armoiries (signifiant « doublement loyal »). En outre, au cours de cette guerre, les villes de Villena et Sax, devenues valenciennes par la sentence arbitrale de Torrellas en 1304 (bien qu'elles se soient maintenues dans la seigneurie castillane de Villena (es)), furent rendues à la Castille — elles ne furent réincoporée dans la province d'Alicante qu'au XIXe siècle.

Blason « primitif » de la ville de Valence (XIIIe et XIVe siècles)[74]
Variante du blason « primitif » (XVIe – XVIIe siècle)[74]
Variante du blason « primitif » avec les barres d'Aragon (XVIIe siècle)
Armoiries royales, utilisées depuis 1377[74]

### La guerre des lignages (1373-1410)
Après la guerre, le royaume de Valence se trouvait dans un état désastreux. « Aux morts, mutilations (au combat ou en représailles, dans un conflit particulièrement cruel), expulsions et exils massifs, aux maladies et aux affamements extrêmes — qui amena les habitants d'Orihuela à consommer de la chair humaine pendant le siège de la ville — s'ajouteront la perte des récoltes, le vol de bétail, l'abattage systématique des arbres et la destruction de moulins et canaux d'irrigation. Des désastres propres d'une guerre d'usure, de raids et de pillages plutôt que de batailles rangées, et qui, répétés pendant plus de dix ans et combinés aux autres calamités de l'époque [les épidémies périodiques de la peste noire], provoqueront la paralysie des communautés locales. » C'est dans ce contexte qu'eurent lieu des luttes entre lignages nobles, atteignant le niveau d'une véritable guerre, impliquant d'autres groupes sociaux, et que la Couronne se montra incapable d'arrêter. Son épicentre fut la ville de Valence, mais elle eut des échos dans tout le royaume.
On a traditionnellement expliqué la guerre de lignages comme une conséquence de la crise : les familles nobiliaires, appauvries, se seraient affrontées pour la conquête et le contrôle des pouvoirs municipaux, une manière de maintenir leur statut. Toutefois, selon Agustín Rubio Vela, « il faut fuir de toute tentation simplificatrice et souligner la complexité du phénomène de la violence, qui pour un contemporain aussi perspicace que Eiximenis était due, entre autres choses, à l'abondance même de nobles et de cavaliers dans la capitale, et à la présence de nombreuses personnes oisives. »

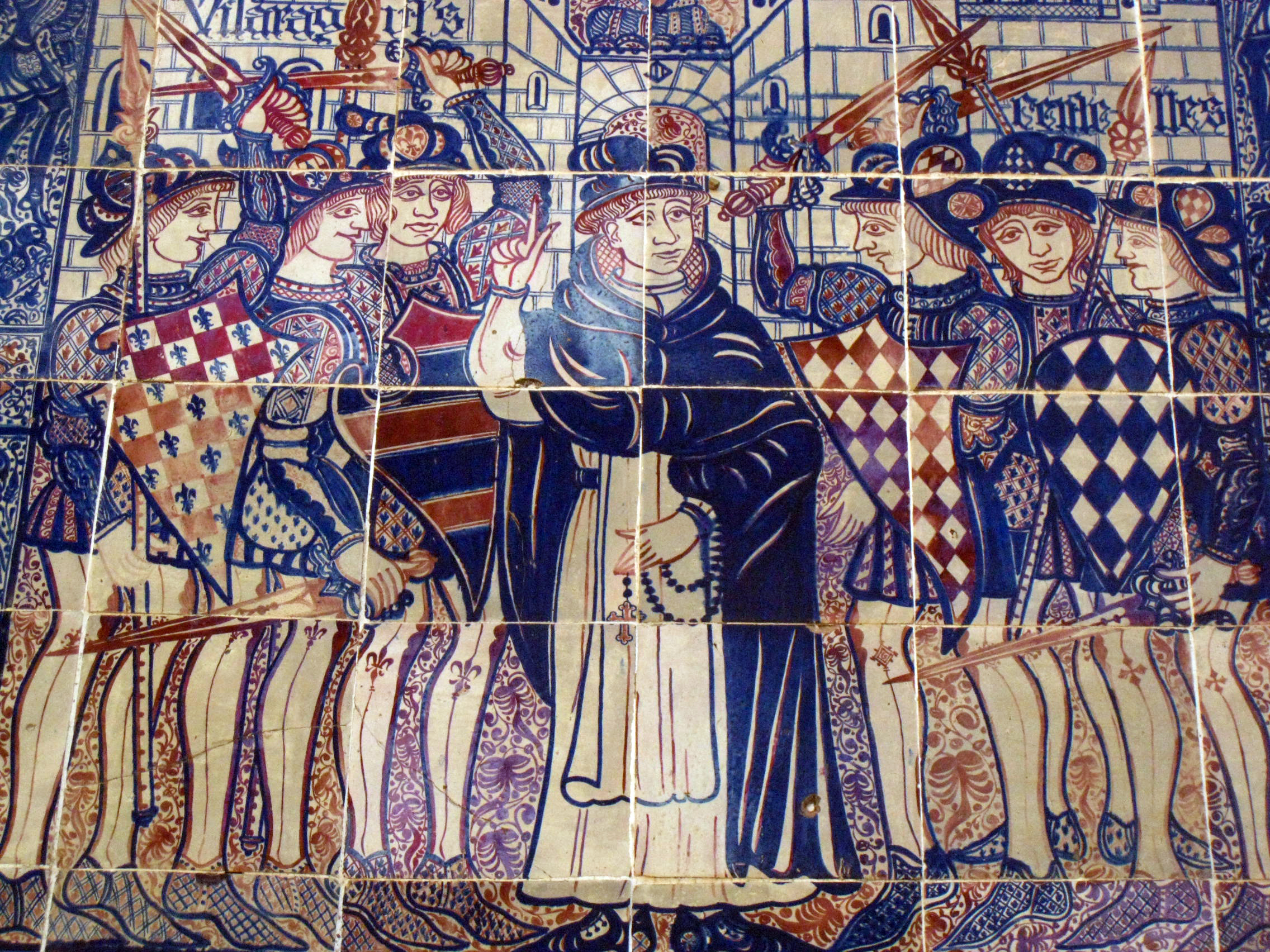
Fragment du retable en céramique de la cathédrale de Valence sur lequel apparaît Saint Vincent Ferrier essayant d'établir la paix entre les lignages des Centelles (à sa gauche) et des Vilaraguts (à sa droite).

Bien que les exactions des noble remontent au début du XIVe siècle, elles ne devinrent un problème sérieux qu'à partir de 1373, lorsque commença la confrontation entre les camps respectivement dirigés par Jaime de Prades y de Foix, évêque de Valence, et par Berenguer de Vilaragut (es). Les hostilités cessèrent trois ans plus tard, mais reprirent entre 1379 et 1382, bien que la direction du premier camp passât à Ximèn Pérez d'Arenós. La paix fut rétablie grâce à l'intervention d'officiers royaux, des autorités de la ville de Valence et du frère dominicain Vincent Ferrier, mais l'affrontement continua, prenant un ton politique car dans le conflit entre le roi Pierre le Cérémonieux et son héritier, l'infant Jean, la faction dirigée par Pérez de Arenós s'aligna avec ce dernier tandis que celle dirigée par Berenguer de Vilaragut le fit avec le roi et la reine Sibylle de Fortià.
L'affrontement devint une véritable guerre de lignages sous le règne de Martin Ier (1396-1410), qui avait succédé à son frère Jean (1387-1396). A cette époque, la direction de la faction d'Arenós était passée à Gilabert de Centelles et celle de Vilaragut à Jacme Soler. Les hostilités entre les Centelles et les Soler, qui transformèrent de la ville de Valence et ses environs en un champ de bataille, furent déclenchées lorsque Gilabert de Centelles fit de la vengeance pour la mort de son frère Pere de Centelles, mort dans un incident de rue, en une question d'honneur chevaleresque. En 1403, Gilabert de Centelles tua Jacme Soler à Almedíjar ; la mort de ce dernier fut suivie d'immédiates représailles sanglantes de la part de Pere Marrades, mais au cours des deux années suivantes les Centelles furent vaincus au « champ de Llombai » (1404) puis dans « la grande lutte de la chaîne » (1405).
Étant donné que les vice-rois (es) nommés par Martin Ier n'étaient pas parvenu à mettre fin aux désordres, le roi lui-même se déplaça à Valence en 1406. Il ordonna l'arrestation des chefs des factions et nomma de nouveaux jurats et consellers, ouvrant une nouvelle période de calme relatif, mais deux ans plus tard les hostilités s'aggravèrent, affectant d'autres villes comme Alzira ou Xàtiva et même l'ordre de Montesa. Cette même année, l'héritier de la Couronne Martin le Jeune, mourut et l'année suivante, le roi Martin lui-même, ne laissant aucun héritier, et chaque camp prit parti pour les deux principaux candidats à sa succession : les Centelles pour Ferdinand d'Antequera ; les Soler pour Jacques II d'Urgell. Le sort de la couronne d'Aragon était en jeu.

### Violence contre les Mudéjars et les Juifs: le pogrom de 1391
Les communautés musulmane (mudéjars) et juive subissaient une grande hostilité de la part de la société chrétienne. La première comptait environ cent mille personnes, soit environ la moitié de la population du royaume, tandis que la seconde atteignait à peine dix mille personnes, bien que son poids économique fût considérable, puisque ses membres étaient très actifs dans le commerce et la finance, de sorte que la majorité vivait dans des centres urbains, à la différence de la communauté mudéjare, encore essentiellement rurale, vouée à l'agriculture, bien qu'il y eût aussi des aljamas mudéjars dans certains villes.
Le frère dominicain Vincent Ferrier prêchait que «jueus e moros estiguen tancats e murats, no entre los cristians... car no havem majors enemics. Si us envien pa, llançau-lo als cans» (« [que] Juifs et Maures soient enfermés et entourés de murs, pas parmi les chrétiens… car nous n'avons pas de plus grands ennemis. S'ils vous envoient du pain, jetez-le aux chiens. »). Dans le cas des « Maures », l'hostilité était accentuée par les attaques fréquentes des pirates berbères sur la côte et des musulmans du royaume nasride de Grenade dans les comarques méridionales du royaume. Une attaque de ces derniers qui arriva jusqu'aux environs de la capitale elle-même même, provoqua l'assaut et la mise à sac sac du quartier maure de Xàtiva en 1386.
Beaucoup plus grave fut le massacre des Juifs de 1391, qui commença le dimanche 9 juillet dans la ville de Valence, dont le quartier juif, l'un des plus importants de la Couronne, fut rasé — environ deux-cents Juifs furent tués et les autres, environ trois mille, furent baptisés de force —, puis s'étendit dans les jours suivants à d'autres juiveries (celles d'Alzira, Xàtiva, Borriana, Morella et Sant Mateu ), et dans celles où il n'y eut pas de massacres, les habitants furent contraints de se convertir de force ou de fuir. La seule ville qui échappa à la vague antisémite fut Morvedre, qui accueillit des réfugiés d'autres quartiers juifs, devenant dès lors le principal noyau juif du royaume. Après le pogrom, « la communauté hébraïque ne retrouverait plus le poids et l'importance qu'elle avait eus dans la vie du pays et occuperait à l'avenir une position de plus en plus marginale. Leur place serait occupée par les convers, qui hériteraient également de l'aversion et de l'hostilité des vieux chrétiens (en). »

## XVesiècle: Une époque de splendeur

### L'«Interrègne» et le compromis de Caspe (1410-1412)
Après la mort sans héritiers de Martin Ier, la couronne d'Aragon resta sans roi pendant deux ans, une période connue sous le nom d'« Interrègne ». Cinq candidats, avec plus ou moins de légitimité, se présentèrent à la succession. Finalement la dispute se réduisit à deux, qui bénéficiaient du plus grand soutien : le Trastamare Ferdinant d'Antequera, fils de Jean Ier de Castille et petit-fils de Pierre IV « le Cérémonieux » par la ligne féminine, et Jacques II d'Urgell, arrière-petit-fils d'Alphonse IV d'Aragon et le plus proche parent de Martin Ier par ligne masculine. À Valence, les Centelles soutinrent le premier et les Solers (et les Vilaraguts) le second.

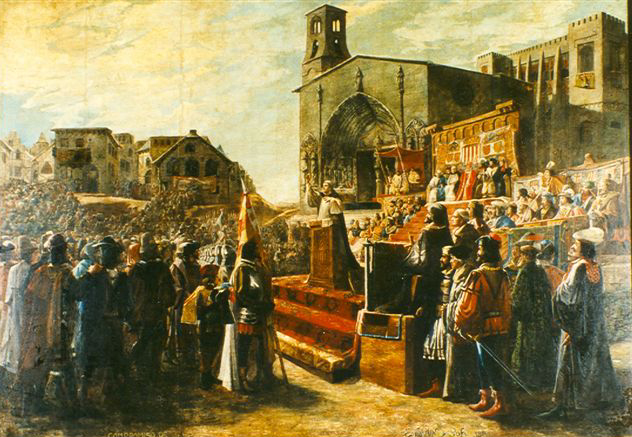
Peinture historique d'Emilio Fortún Sofí sur le Compromis de Caspe (1890, Hôtel de ville de Caspe).

L'affrontement entre les deux camps empêcha la célébration de Corts et chaque faction se réunit séparément : les Soler et les Vilaraguts ainsi que leurs partisans le firent d'abord au palais Del Real de Valence (en) puis à Vinaròs, tandis que les Centelles se réunirent à Paterna puis à Traiguera. Finalement le conflit fut réglé par les armes lors de la bataille du Codolar (en), à proximité de Morvedre, qui se solda par la victoire des partisans du Trastamare dirigés par les Centelles. Cela scella le résultat de la réunion tenue à Caspe entre les représentants des trois États de la couronne d'Aragon, un par ordre : pour le royaume d'Aragon, Domingo Ram, évêque de Huesca, Francisco de Aranda, homme de confiance du pape Luna (qui avait pris fait et cause pour Ferdinand d'Antequera) et le juriste Berenguer de Bardají (es) ; pour la principauté de Catalogne, Pere Sagarriga, archevêque de Tarragone, Bernat de Gualbes, conseller de Barcelone, et le juriste Guillem Valseca ; pour le royaume de Valence Vincent Ferrier, son frère Boniface Ferrier, prieur de la chartreuse de Valldecrist, et le juriste Giner Rabasa, remplacé au dernier moment par Pere Bertrán. Le vote se conclut par une nette victoire du candidat castillan qui obtint les voix des trois représentants aragonais, d'un des Catalans (Bernat de Gualbes) et de deux des Valenciens (les frères Ferrier).

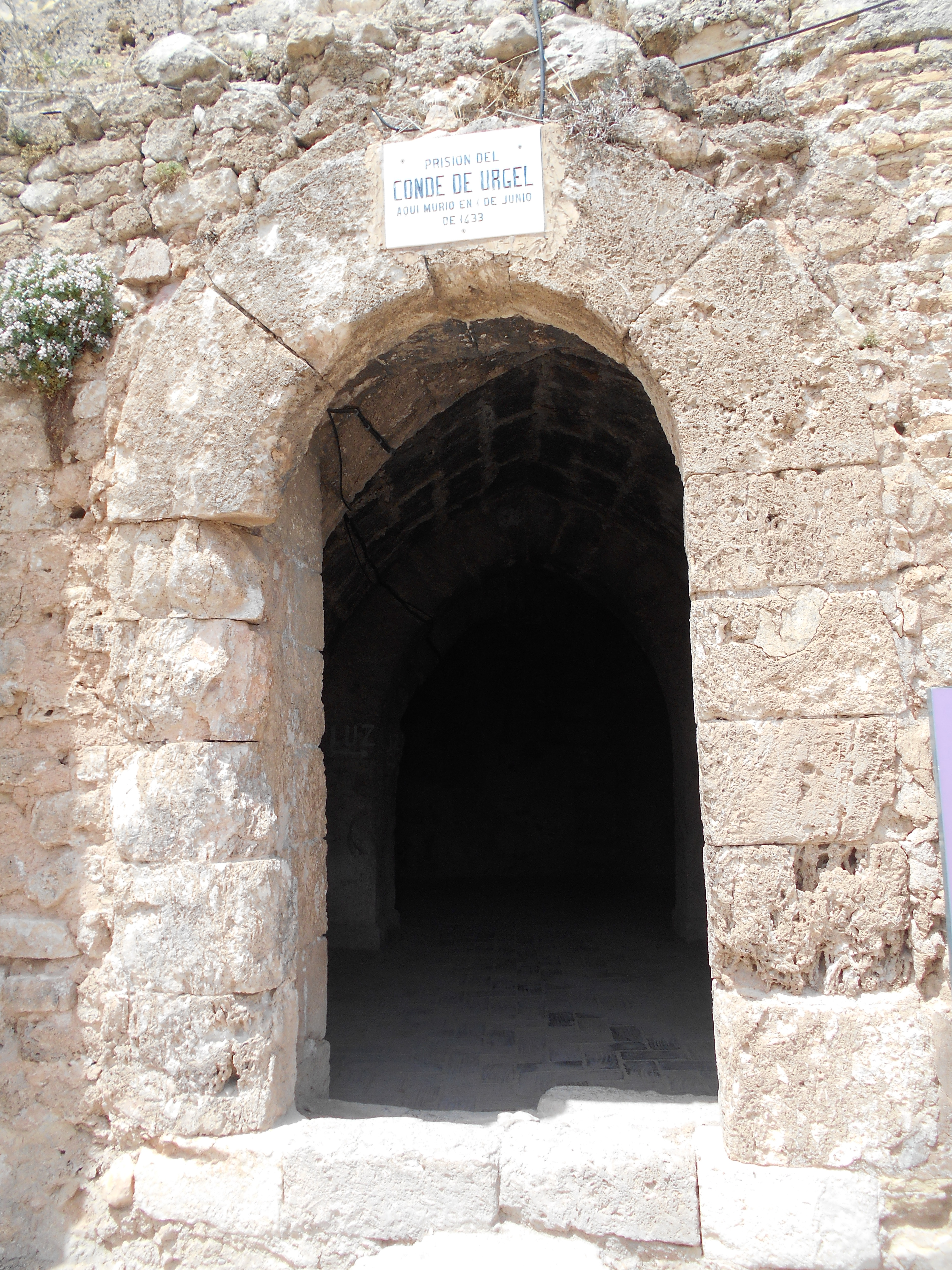
Porte d'entrée de la prison de Jacques II d'Urgel dans le château de Xàtiva. La plaque commémorative porte la mention (en espagnol) Prisión del Conde de Urgel. Aquí murió en 1 de junio de 1433 (« Prison du comte d'Urgel. C'est ici qu'il mourut le 1 6 1433 »).

Une partie de la ville et du royaume furent en désaccord avec la décision, mais les sermons de Vincent Ferrier en faveur de la solution adoptée et une habile politique de conciliation avec les partisans de Jacques d'Urgell réussirent finalement à faire accepter l'accession au trône de la couronne d'Aragon de la maison castillane de Trastamare, qui régnait déjà sur la couronne de Castille. De son côté, Jacques d'Urgel se révolta contre le nouveau roi Ferdinand Ier (en), mais l'urgelisme ses partisans finirent par être vaincus, Jacques fut emprisonné, ses biens confisqués et il mourut en 1433 dans la prison du château de Xàtiva.

### Renforcement et interventionnisme de la monarchie

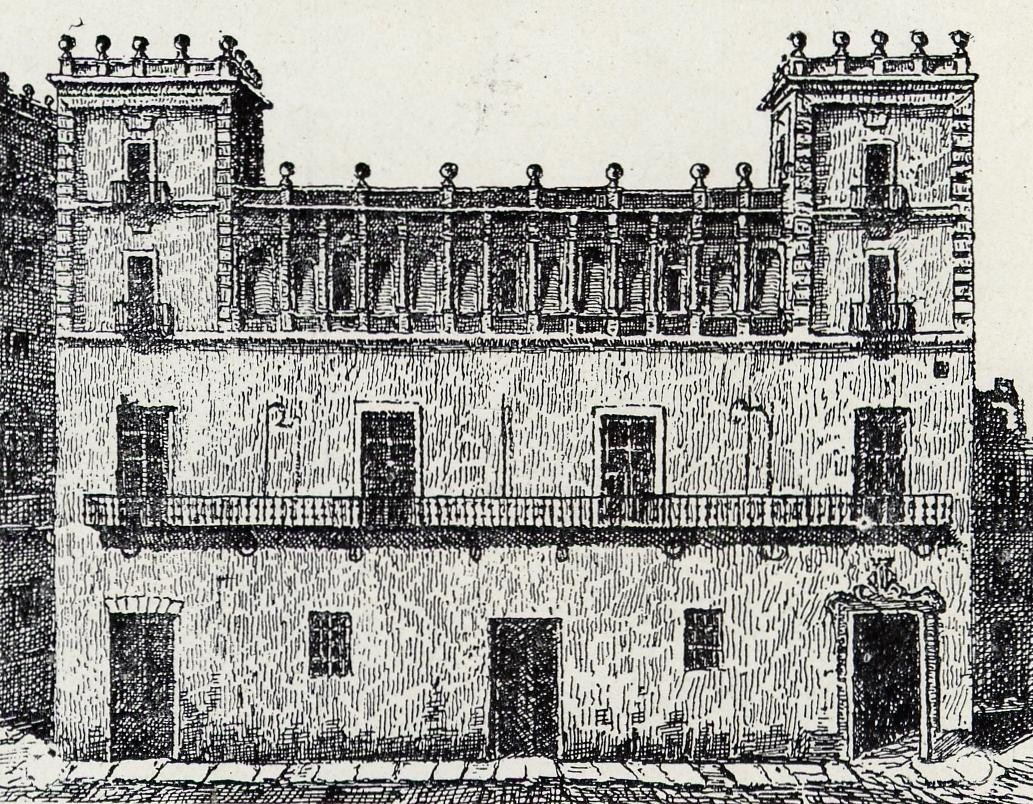
Façade de l'hôtel de ville historique de Valence avant sa démolition en 1865.

À partir de 1418, la monarchie réussit à réduire l'autonomie considérable que la ville de Valence avait atteinte au cours des cent ans antérieurs (l'élection des jurats qui gouvernaient la ville se faisait à travers des listes de douze ciutadans et douze cavallers i generosos, une paire pour chaque paroisse de la ville, qui étaient dressées par le Consell General, de sorte que le rôle du roi dans leur élection était purement symbolique. Les nouveaux jurats, quatre ciutadans et deux cavallers i generosos, prêtaient serment devant le batle general (« bailli général »), en tant que plus haut officier royal. Cette année-là, le roi Alphonse V « le Magnanime » établit la procédure de la ceda pour la nomination des jurats. La ceda était une liste de douze ciutadans et douze cavallers que le roi envoyait chaque année au Conseil municipal pour le renouvellement annuel des six jurats, ce qui garantissait que des personnes de sa confiance fussent élues par le Consell General. La liste des cedas était en réalité élaborée par le racional (es), désigné par le roi, de sorte qu'il devint son représentant dans la ville, avec des attributions qui faisaient de lui de facto la plus haute autorité de la municipalité, au-dessus des jurats, puisqu'il était aussi celui qui « suggérait » quelles personnes les jurats devraient nommer au Consell et aux différents postes à responsabilité de la ville. Le racional Guillem Saera devint célèbre pour avoir occupé ce poste pendant vingt-et-une années consécutives — entre 1456 et 1477 — en dépit d'une durée de mandat pouvant se limiter à trois ans. Un contemporain dit de lui : «que dengu no li contradia en tots los actes e fets que fer volia» (« que personne ne le contredisait dans tous les actes et faits qu'il voulait faire »).
Comme cela avait été le cas à Valence, la monarchie exerça également un plus grand contrôle sur les communes de sa juridiction. Toutefois, l'ingérence de la Couronne dans la nomination des jurats suivit un système différent de celui de la ceda de la capitale. Le système traditionnel de cooptation — les jurats sortants désignaient leurs successeurs — fut remplacé par le système d'insaculation — généralement au moyen de la méthode des redolins, qui consistait à mettre les morceaux de papier avec les noms des candidats dans des boules de cire qui flottant dans l'eau d'un bassin et à choisir ensuite au hasard ceux qui devaient occuper les nouveaux postes —. L'intromission de la Couronne dans l'élection consistait à préparer les listes de candidats et à ainsi garantir que les nouveaux jurats fussent des personnes en phase avec les intérêts de la Couronne. Ainsi, le nouveau régime insaculateur fut introduit à Xàtiva en 1427, à Orihuela en 1445, à Alzira, Vila-real et Castellón en 1446, et à Alicante en 1459.

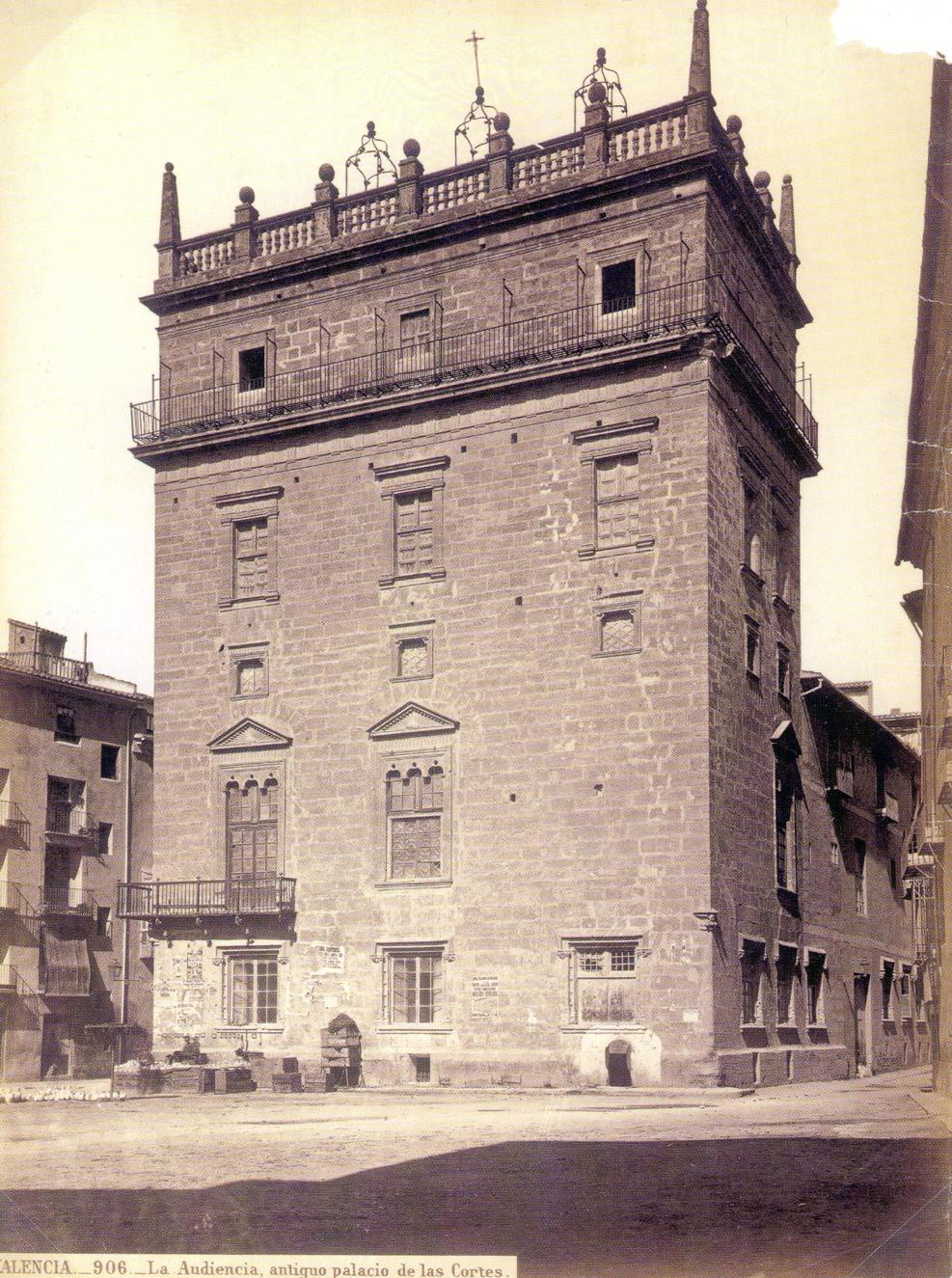
Vue du palais de la Généralité valencienne depuis la place de la Vierge de Valencia en 1870.

La Couronne prétendait également contrôler la Généralité (en catalan : Generalitat), dont le règlement définitif fut approuvé par les Corts de 1418 (ses six membres, deux députés pour chaque ordre, seraient renouvelés tous les trois ans sans attendre la réunion des nouvelles Cortes, puisque les députés dont le mandat prenait fin étaient ceux qui nommaient leurs remplaçants). À cet effet, Alphonse le Magnanime imposa en 1424 que les deux députés du braç royal (les villes et villages sous la juridiction directe du roi) soient deux jurats de la ville de Valence, dont le roi contrôlait la nomination depuis l'introduction du système de la ceda. À la fin du XVe siècle, le roi Ferdinand II ne prit même pas la peine de trouver les moyens de continuer à contrôler l'institution, il abolit simplement le système électoral et nomma des officiers royaux pour occuper ces postes. Plus tard, il établit le tirage au sort comme mode de désignation des deux députés du bras nobiliaire et une rotation rigide entre les villes — sans inclure la capitale — pour occuper les postes de députés du bras royal. En raison du contrôle que la monarchie exerçait sur l'institution, la Généralité valencienne avait moins de poids politique que son homologue catalane (es) et une moindre capacité à s'opposer aux prétentions du roi. Les députés valenciens le reconnurent eux-mêmes en 1624 lorsqu'ils déclarèrent que «nosaltres en este regne no tenim la plenitud de poder que los deputats de Catalunya i Aragó» (« nous dans ce royaume n'avons pas la plénitude de pouvoir des députés de Catalogne et d'Aragon »).

### La vigueur économique de Valence

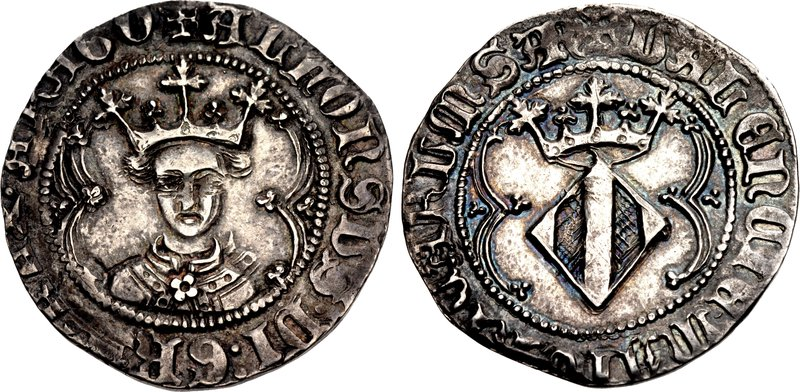
frappé sous le règne d'Alphonse le Magnanime (1416-1458), avec l'effigie du roi à l'avers et au revers les armoiries de Valence (simplifiées : avec seulement deux barres) avec le timbre de la couronne royale.

Malgré la dépression de la seconde moitié du XIVe siècle provoquée par l'impact de la peste noire, qui affecta en particulier les comarques septentrionales et centrales, qui virent leur population décliner, au XVe siècle culmina la croissance économique et démographique connue par le royaume de Valence depuis sa fondation deux siècles plus tôt. Le nombre d'habitants de la ville de Valence augmenta spectaculairement, jusqu'à en faire l'une des villes les plus peuplées de la péninsule Ibérique et même de tout le continent européen à la fin du siècle. Tout au long de ce dernier, et particulièrement durant sa seconde moitié, Valence devint un grand centre commercial et financier — et manufacturier, avec l'industrie de la soie, entre autres — ; dans son port faisaient escale les navires qui parcouraient les routes de la Méditerranée occidentale et de nombreuses compagnies et sociétés de toute l'Europe y avaient des représentations permanentes. Ainsi, Valence finit par assumer le leadership économique et financier de la couronne d'Aragon jusqu'alors détenu par Barcelone, en déclin à cause de la longue guerre civile catalane (1462-1472) — de fait, Valence hérita d'une bonne partie du trafic maritime de la capitale catalane —. Le royaume devint le nouveau « poumon financier de la Couronne » en remplacement de Barcelone et la Catalogne, et apporta, à travers des prêts accordés par les municipalités et les dons des Cortes, des sommes colossales pour financer ses entreprises militaires,.

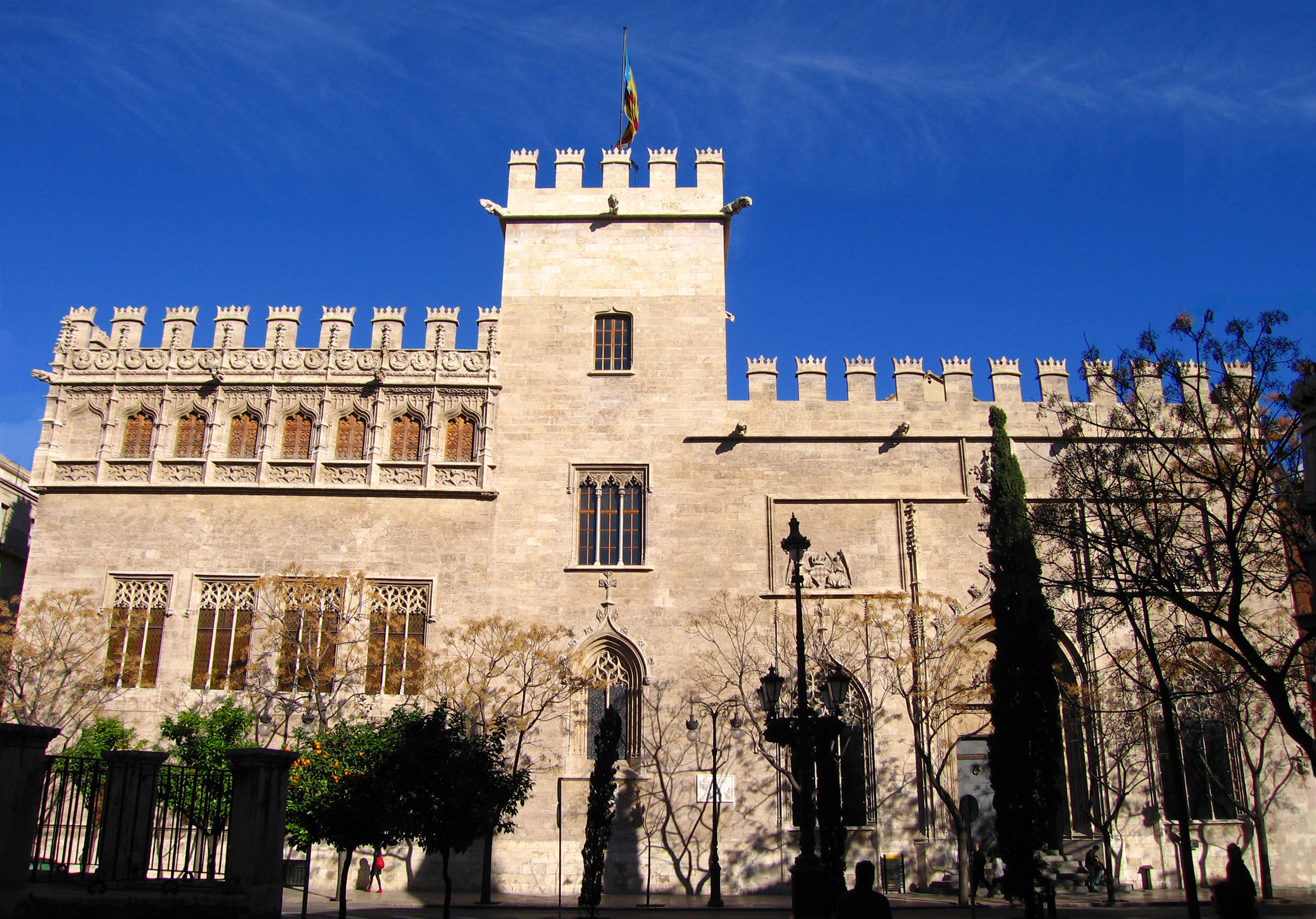
Façade de la Loge de la soie (Llotja) de Valence, l'édifice civil le plus important et représentatif de la force de Valence au XVe siècle.

Le grand bénéficiaire de l'expansion économique fut le patriciat urbain de la ville de Valence — « essentiellement une république de citoyens, un État municipal gouverné par le patriciat urbain » —, devenu « le secteur le plus dynamique de la société valencienne de la du Moyen Âge tardif. » Il faisait exhibition de son pouvoir de différentes manières, surtout à travers de grandes œuvres d'architecture civile, comme les tours de Quart (1440-1461), le palais de la Generalitat (dont le portail et les baies vitrées furent commandés en 1481) et, surtout, la nouvelle Loge de la soie, commencée en 1483 et terminée en 1498. D'autre part, le patriciat se soucia également de préserver son statut social en combinant des mesures d'assistance et de charité — entre autres institutions pour prendre soin des pauvres et marginaux, quatorze hôpitaux furent fondés, qui seraient unifiés en 1512 en un seul Hôpital général (es) — et d'autres purement répressives.

### Le Siècle d'or des lettres valenciennes
Valence devint le fleuron de la couronne d'Aragon et donna à la langue catalane son siècle d'or. « Le progrès matériel et la promotion politique se traduisirent une grande effervescence culturelle, stimulée également par le caractère cosmopolite de la capitale, qui recuillait des gens du monde entier, et par les contacts réguliers avec le monde extérieur, en particulier avec la péninsule italienne, d'où rayonnaient de nouveaux courants humanistes et de la Renaissance. » C'est dans le royaume de Valence que fleurirent les grands noms de la littérature classique catalane — dont bon nombre avait accompagné Alphonse le Magnanime dans ses affaires italiennes — et par là que l’imprimerie fit son apparition dans la péninsule, introduite par les typographes allemands.
Le philologue Antoni Ferrando situe le dénommé « Siècle d'or » des lettres valenciennes « entre 1383, année où Francesc Eiximenis dédia le Gouvernement de la République aux jurats de Valence, et 1500, date de publication du dernier volume de Lo Cartoixà, dans la version de Joan Roís de Corella — pour citer deux jalons littéraires très significatifs — ». Pendant ce temps, « un long siècle s'écoule au cours duquel le jeune royaume de Valence produit des œuvres littéraires de premier ordre, comparables seulement aux meilleures d'Europe. » Preuve de l'influence du royaume, les Borgia, originaires de Xàtiva, donnent deux papes : Calixte III (1455-1458) et Alexandre VI (1492-1503).

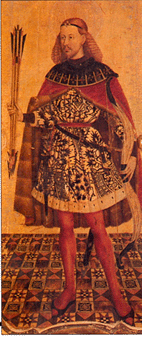
Possible portrait du poète Ausiàs March. Retable de Saint Sébastien de la Collégiale de Xàtiva, œuvre de Jacomart (, vers 1460), située dans la prédelle.

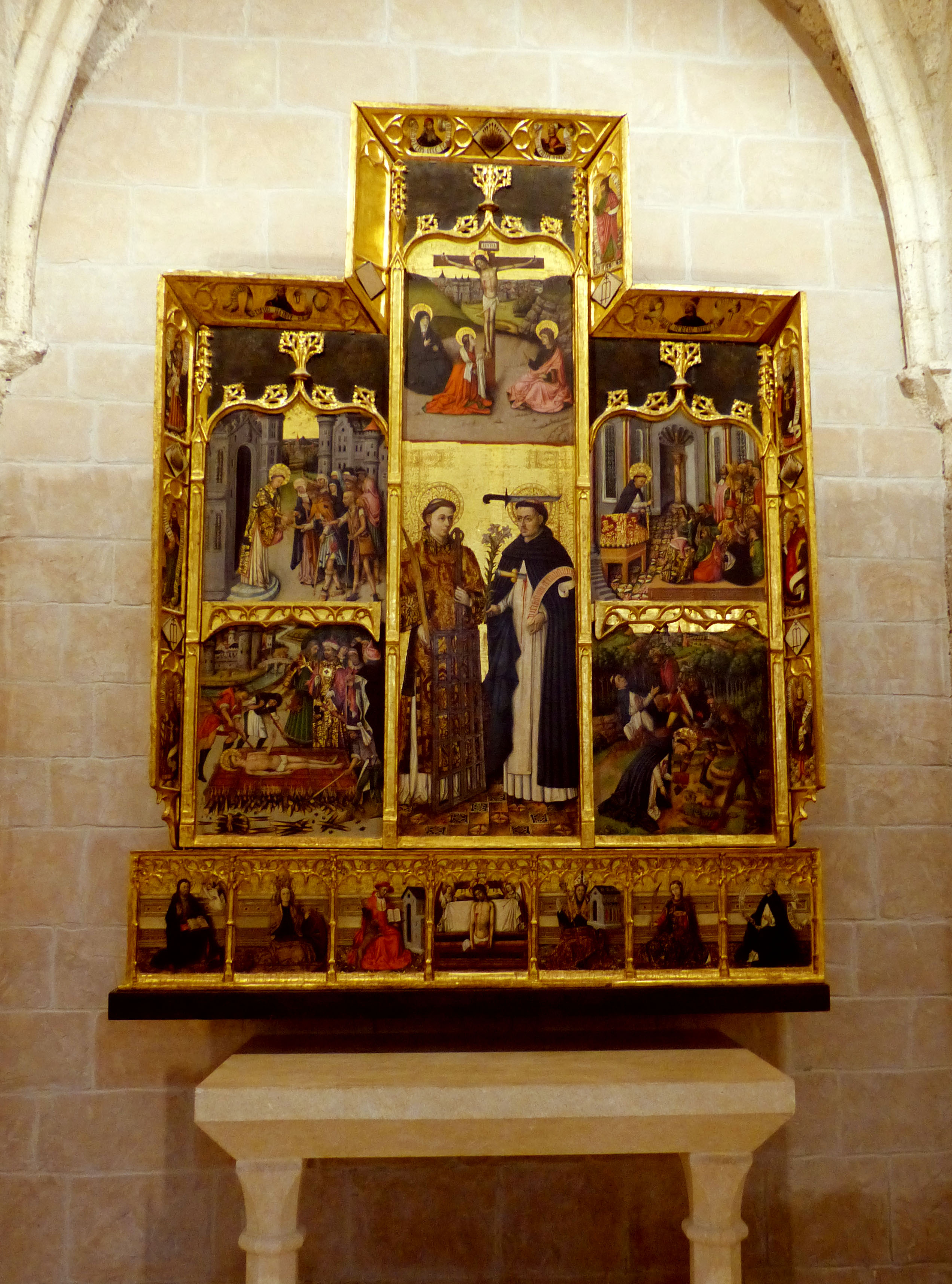
Retable de Saint Laurent et Saint Pierre de Vérone, œuvre de l'atelier de Jacomart et Joan Reixach (vers 1460). Tout à droite de la prédelle apparaît Vincent Ferrier qui venait d'être canonisé par le pape valencien Calixte III.

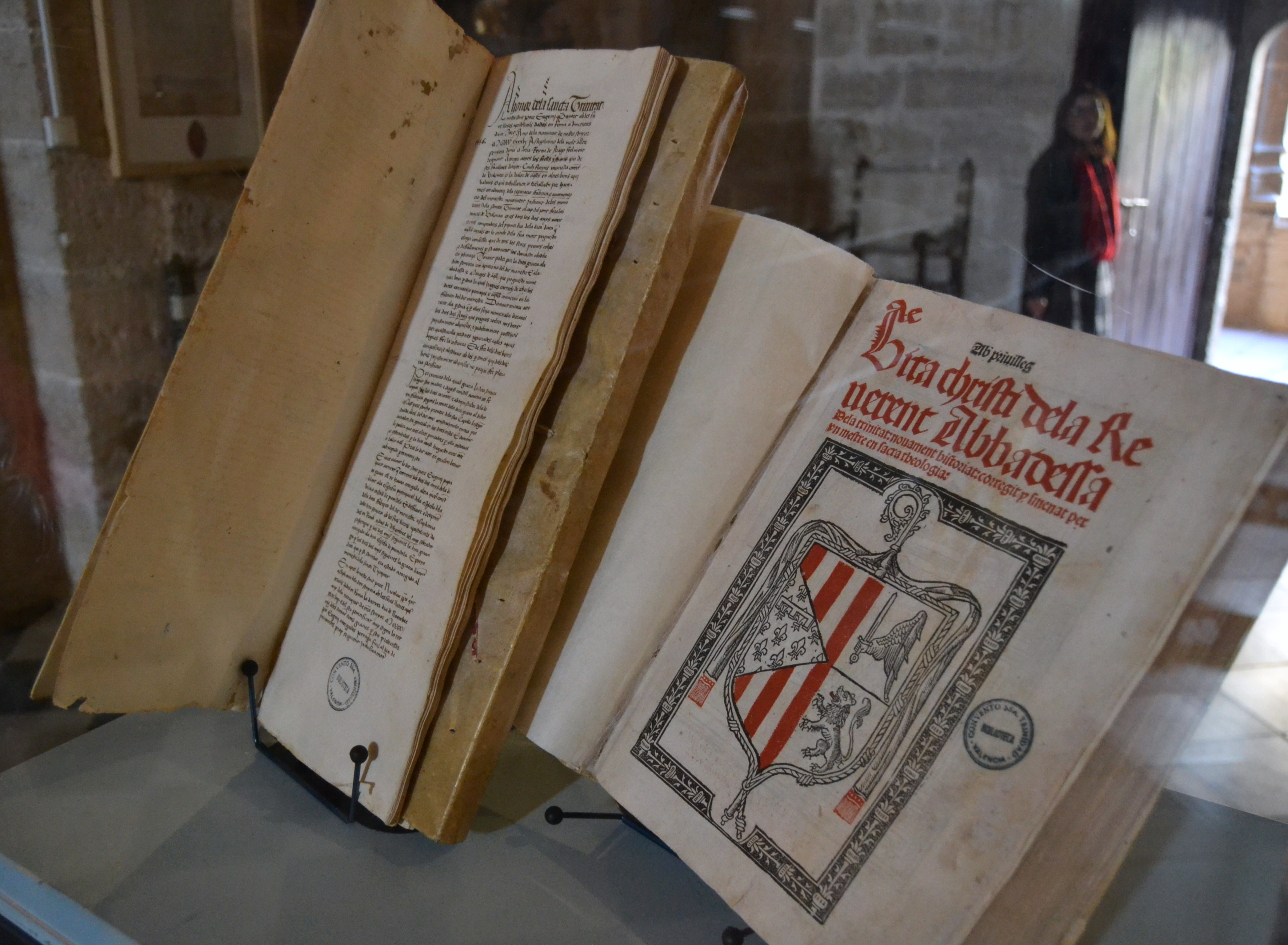
Première page de la [[Femmes dans la vie du Christ
|Vita Christi]] d'Isabelle de Villena, abbesse du monastère de la Trinité de Valence. Écrite «en romanç perquè los simples e ignorants puguen saber e contemplar la vida e mort de nostre Redemptor e Senyor Jesús» (« en langue romane pour que les simples et ignorants puissent savoir et contempler la vie et mort de notre Rédempteur et Ségneur Jésus »), elle fut imprimée en 1497, neuf ans après sa mort, à l'initiative de la reine Isabelle la Catholique.

Dans la longue liste d'écrivains, les plus remarquables sont Francesc Eiximenis, auteur du Gouvernement de la République (Regiment de la Cosa Pública), Le Chrétien (Lo Crestià), le Llibre dels àngels, le Llibre de les dones, Scala Dei et une Vida de Jesucrist. On a longtemps pensé qu'Eiximenis était valencien, mais il naquit à Gérone et arriva à Valence à l'âge de 56 ans, alors qu'il avait déjà écrit quelques œuvres ; Vincent Ferrier, canonisé en 1455 par le pape valencien Calixte III, dont parmi les milliers de sermons adressés au poble menut (le « petit peuple ») environ trois cents furent publiés dans des textes résumés à partir des notes prises par les scribes qui l'accompagnaient dans ses voyages, non seulement dans le royaume de Valence, mais dans toute l'Europe (il mourut dans la ville bretonne de Vannes, où il est enterré) ; Antoni Canals, disciple de Vincent Ferrier, traducteur d'ouvrages classiques tels que le Dictorum factorumque memorabilium (es) de Valère Maxime et le De providentia de Sénèque, adressé aux «hòmens de paratge» (les nobles) et aux «persones científiques e lletrades», et auteur de Escala de contemplació dédiée au roi Martin Ier et qui montre une religiosité médiévale, comme celle de son maître et celle d'Eiximenis ; Jordi de Sant Jordi, qui adopta une vision « laïque » dans son œuvre poétique précieuse, quoique brève (il mourut en 1424 alors qu'il avait entre 24 et 30 ans), et qui demeura dans le cadre des conventions littéraires des troubadours et utilisait une langue occitanisante ; Ausiàs March, qui rompit complètement avec le langage occitanisant et est considéré comme la plus grande figure du Siècle d'or valencien (il écrivit environ dix mille vers en cent vingt-huit poèmes) ; l'auteur anonyme du roman chevaleresque Curial e Güelfa (écrit au milieu du XVe siècle, bien que son existence ne fût connue qu'à la fin du XIXe siècle) ; Joanot Martorell, auteur du roman chevaleresque Tirant lo Blanc, qu'il laissa inachevé, qui fut terminé par Martí Joan de Galba et que le Castillan Miguel de Cervantes considérait comme « le meilleur livre du monde », inspirant même l'Anglais Shakespeare dans certains épisodes de son œuvre Beaucoup de bruit pour rien ; Jaume Roig, auteur d’Espill, sorte de roman en vers qui constitue en grande partie une diatribe contre les femmes ; Isabel de Villena, qui donna la réplique « féministe » à Jaume Roig dans sa Vita Christi, dans laquelle, selon Antoni Ferrando, « la perspective féminine acquiert une signification particulière dans la sympathie avec laquelle elle traite les femmes des Évangiles, en particulier Marie-Madeleine, et dans la prééminence qu'elle leur attribue en leur accordant plus de 80 pour cent du texte » ; et Joan Roís de Corella, qui fut connu autant pour ses poèmes d'amour que pour ses œuvres religieuses (il participa au concours poétique organisé en 1474 par Bernat Fenollar qui donna lieu à la publication d’Obres e trobes en lahors de la Verge Maria (es), premier livre littéraire imprimé dans la péninsule Ibérique, et écrivit une traduction de la Vitha Christi du chartreux Ludolfo de Sajonia publiée sous le titre Lo Cartoixà entre 1495 et 1500).

#### Unité de la langue et «particularisme onomastique»
Le sentiment d'une identité valencienne, qui apparaît au milieu du XIVe siècle, comme le démontre la prolifération du gentilé valencians pour désigner les habitants du royaume, s'appliqua également au nom de la langue du royaume, dans ce qu'Antoni Ferrando a appelé le « particularisme onomastique. » Jusqu'à la dernière décennie du XIVe siècle le terme utilisé par les Valenciens pour désigner leur langue était català (« catalan »), accompagné d'autres plus génériques tels que romanç, pla ou vulgar. À partir de cette date, apparaît le terme « langue valencienne » — le premier écrivain à l'utiliser fut Antoni Canals en 1395 —, sans que son usage ne signifie qu'elle fût considérée comme une langue différente du catalan. Selon Rubio Vela, « Il ne fait aucun doute que ceux qui l'utilisaient [la dénomination de llengua valenciana] ne l'ont pas fait avec l'intention de nier l'unité de la langue [...]. Ce n'est pas une déclaration de notre part, mais plutôt une réalité objective qui ressort, parfois de manière forte et sans équivoque, dans les textes de l'époque [...] qui se réfèrent à la langue des Valenciens comme catalane ou valencienne ». Par exemple, dans le procès en béatification de Vincent Ferrier, il est dit à de nombreuses reprises qu'il prêchait en catalan ou en valencien [in sua vulgare idiomate Catalonie seu Valentino], et certains témoins déclarèrent que la langue maternelle du futur saint, né à Valence, était le catalan (ydioma cathalonicum),. « Les textes de l'époque confirment un fait incontestable, démontré jusqu'à saciété : l'idée que la langue parlée par les Catalans et les Valenciens était une seule et même langue, indépendamment du nom qu'on lui donnait [...]. Gaspar Escolano (es) affirma sans détour : "... con ser la mesma que la Catalana..." », conclut-il.
En outre, Antoni Ferrando souligne que « la majorité des écrivains valenciens des XIVe et XVe siècles sont d'origine catalane. Ceux du meilleur rang le sont : Saint Vincent Ferrier était fils d'un marchand de Palamós ; Jaume, Pere et Ausiàs March descendaient d’une famille de Barcelone ; Les Martorell étaient probablement originaires de la ville catalane du même nom ; les ancêtres de Joan Olzina et de Bernat Fenollar venaient de la Catalogne occidentale, tout comme ceux du deuxième rang, Lluís de Vilarrassa, Berenguer de Vilaragut (es), Jordi Centelles, Narcís Vinyoles (es), Jaume Gassull, Francesc Barceló, Francesc de Castellví (es), etc. » L'exception est Joan Roís de Corella, dont la famille immigrée à Valence peu après la conquête était originaire du royaume de Navarre.

### L'union dynastique et le règne des Rois Catholiques (1479-1516)

(jusqu'en 1492) avec les armes de la couronne de Castille (premier et quatrième quartiers), titre apporté par Isabelle I de Castille, et celles de la couronne d'Aragon, avec celles du royaume de Sicile (deuxième et troisième quartiers), apportés par Ferdinand II d'Aragon.

En 1479 mourait Jean II d'Aragon. Son fils Ferdinand II, époux d'Isabelle de Castille, lui succéda, donnant lieu à l'union dynastique des couronnes de Castille et d'Aragon, chacune conservant néanmoins ses propres institutions, lois, monnaies, frontières, etc. Ainsi, Ferdinand et Isabelle, qui furent connus à partir de 1496 comme les Rois catholiques grâce à une bulle pontificale accordée par le pape valencien Alexandre VI, ne furent jamais appelés rois d'Espagne. Il s'agissait d'une union inégale, puisqu'elle consacrait l'hégémonie de la Castille (quatre millions d'habitants contre moins d'un dans la couronne d'Aragon), comme en témoigne la hiérarchie des titres qui plaçait ceux des rois de Castille et de León avant ceux d'Aragon. Le royaume de Valence (dont le titre apparaît en septième position) se trouve dans une position marginale, puisque ses quelque 250 000 habitants, soit 30 % de la population de la couronne d'Aragon, n'en représentait plus que 5 % dans la nouvelle monarchie espagnole. Bien que la ville de Valence demeurât la plus peuplée d'Espagne et de toute la péninsule, avec un poids économique et financier indiscutable, elle eut un rôle politique marginal dans la nouvelle monarchie, puisque, comme le souligne Antoni Furió : « Ferdinant le Catholique serait fondamentalement un roi castillan — pendant les trente-sept ans de son règne (1479-1516), il ne se rendit que six fois à Barcelone et quatre à Valence — et, de fait, les grandes entreprises politiques de son règne, de la conquête de Grenade à la projection vers l'Amérique, répondirent à une orientation preférentiellement castillane ». Le rôle de Valence se limita à une importante contribution financière à la monarchie ne participerait qu'en tant que réserve financière de la monarchie, tout en étant exclue, comme le reste de la Couronne d'Aragon, des bénéfices de ces entreprises, notamment celles qui liées à la découverte et la conquête de l'Amérique, dont les territoires furent incorporés à la couronne de Castille.

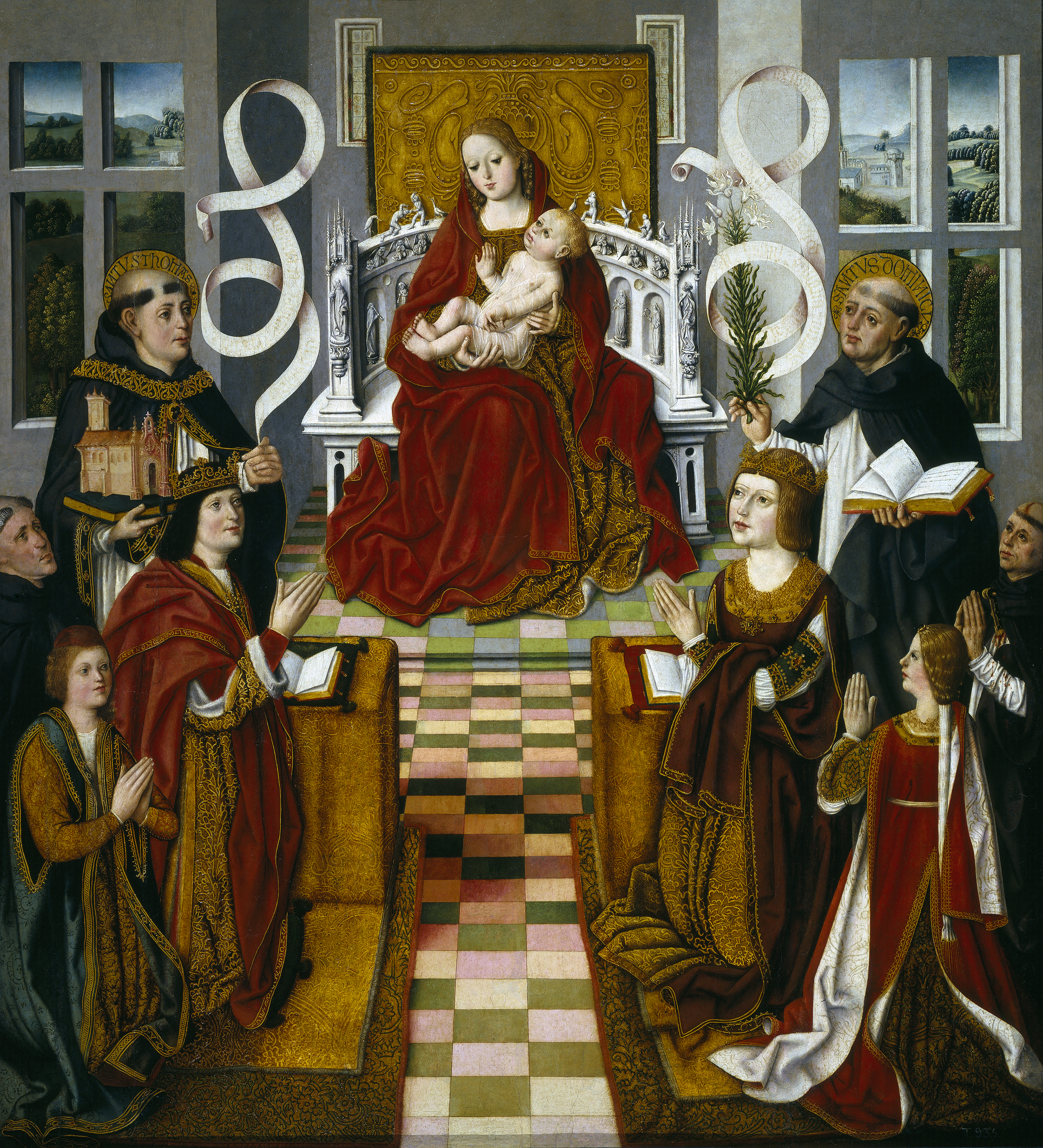
Vierge des Rois Catholiques, tableau sur lequel apparaît, agenouillé derrière le roi Ferdinand II d'Aragon, l'inquisiteur général Tomás de Torquemada, et, agenouillé derrière la reine Isabelle de Castille, l'inquisiteur du royaume d'Aragon nommé par Torquemada, Pedro de Arbués. Ce dernier fut assassiné en 1485, victime d'une conspiration de ceux qui s'opposaient à l'introduction de l'Inquisition espagnole dans le royaume.

Avec Ferdinand le Catholique, l'interventionnisme de la monarchie s'accrut ; en 1484 il introduisit une nouvelle institution, la seule commune aux deux Couronnes : l'Inquisition. Créée en 1478 pour préserver l'« unité de la foi catholique », son objectif principal fut donc de persécuter les judéoconvers, que l'on soupçonnait de continuer à pratiquer la religion juive secrètement. Néanmoins, « dans l'intention des Rois catholiques, ses véritables partisans et promoteurs, les considérations politiques pesaient autant ou plus que les considérations religieuses, puisque la nouvelle Inquisition — la seule institution qui couvrait tous les royaumes de la Couronne — mettait au service de la monarchie un efficace système d'information et de répression, tout en étant un puissant instrument d'harmonisation légale et politique. » Les ordres valenciens protestèrent, ainsi que ceux du royaume d'Aragon et ceux de la principauté de Catalogne, et tentèrent d'empêcher l'implantation du Saint-Office, alléguant le statut d'« étrangers » des inquisiteurs (tous étaient castillans) et le fait que leurs procédures ne respectaient pas les garanties procédurales stipulées dans les Fors au profit des accusés, en vain car le monarque persista. L'Inquisition eut un impact énorme sur la société valencienne, surtout sur pour la communauté des Juifs convertis. Entre 1484 et 1530, le Tribunal de Valence, le plus répressif de toute la monarchie après celui de Séville, poursuivit 2 354 personnes, très majoritairement accusées d'être judaïsants. Des 1 842 personnes dont le sort est connu, 754 furent condamnées à mort (presque toutes étant des membres de la famille de l'humaniste Jean Louis Vivès).
Rafael Narbona souligne que « l'introduction de l'Inquisition constitua une étape importante dans la réduction sensible de l'autonomie classique des villes et royaumes de la couronne d'Aragon, car elle agissait comme un outil laborieux qui minait et fit trembler le système politique, jusqu'alors avait été assez déconnecté de l'autorité royale directe. » D'autre part, l'expulsion des Juifs décrétée par les Rois Catholiques en 1492 n'affecta qu'un millier de personnes dans le royaume de Valence (sur environ cent mille dans l'ensemble de la monarchie), car la communauté juive avait été décimée après les massacres de 1391.

## XVIesiècle: desGermaniesau «problème morisque»

### Révolte desGermanies(1519-1522)
En 1519, une épidémie de peste noire éclata à Valence, ce qui poussa une partie des autorités à abandonner la ville pour éviter la contagion. Elle coïncida avec une crise de subsistance, provoquée par les pluies et l'inondation de 1517, et la menace d'une éventuelle attaque des pirates barbaresques, dont les incursions sur le littoral valencienne étaient très fréquentes. Pour les affronter, les gremis — corporations de métiers — reçurent l'ordre de s'armer, occasion dont elles profitèrent pour mettre en avant une vieille revendication : entrer dans le gouvernement de la ville, monopolisé par le patriciat urbain et par la petite noblesse (cavallers i generosos),,. En réponse à une émeute survenue le 7 août au cours de laquelle la cathédrale fut prise d'assaut, le gouverneur (es) de Valence interdit les réunions et les défilés, et les gremis — corporations de métiers — répondirent en formant la Germania (« Confrérie ») le 29 septembre.
Afin d'obtenir la reconnaissance de la Germania par le roi Charles Ier — futur empereur Charles Quint, qui avait accédé au trône de la monarchie espagnole trois ans plus tôt, après la mort de son grand-père Ferdinand le Catholique — une commission d’agermanats, se rendit à Molins de Rei où se trouvait alors le jeune monarque (âgé de 19 ans). Il les reçut le 4 novembre et le 25 il décida de légaliser la Germania en échange de l'acceptation par le bras royal (les représentants des villes et villages sous juridiction royale) du serment des fors, obligatoire pour tout monarque au début de son règne, par délégation, sans nécessité de se rendre à Valence. À cette époque il était davantage intéressé par son projet d'élection à Aix-la-Chapelle comme empereur du Saint-Empire romain germanique. Après cette reconnaissance, la Germania fut organisée et présidée par la Junta dels Tretze (le 'Conseil des Treize'), formée de treize syndics des gremis choisis par tirage au sort et avec un mandat annuel. Cependant, le 4 janvier, le roi rétrocéda, suivant les demandes de la noblesse et du patriciat urbain de dissoudre la Germania et après avoir reçu des rapports défavorables aux agermanats. La Junta dels Tretze protesta et le roi Charles, pressé de se rendre en Allemagne où il espérait être couronné empereur, finit par transiger et mandata à Valence l'un de ses principaux conseillers, Adrien d'Utrecht, aussi dans le but de lui faire prêter serment sur les fors par délégation.

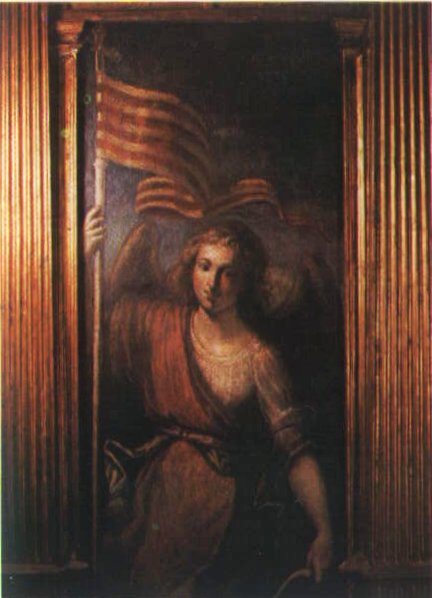
Ange gardien portant le drapeau à quatre barres. Emblème du braç royal des Corts qui apparaît sur le retable de la chapelle du palais de la Generalitat, œuvre de (1607). Il s'agit du drapeau hissé par les agermanats.

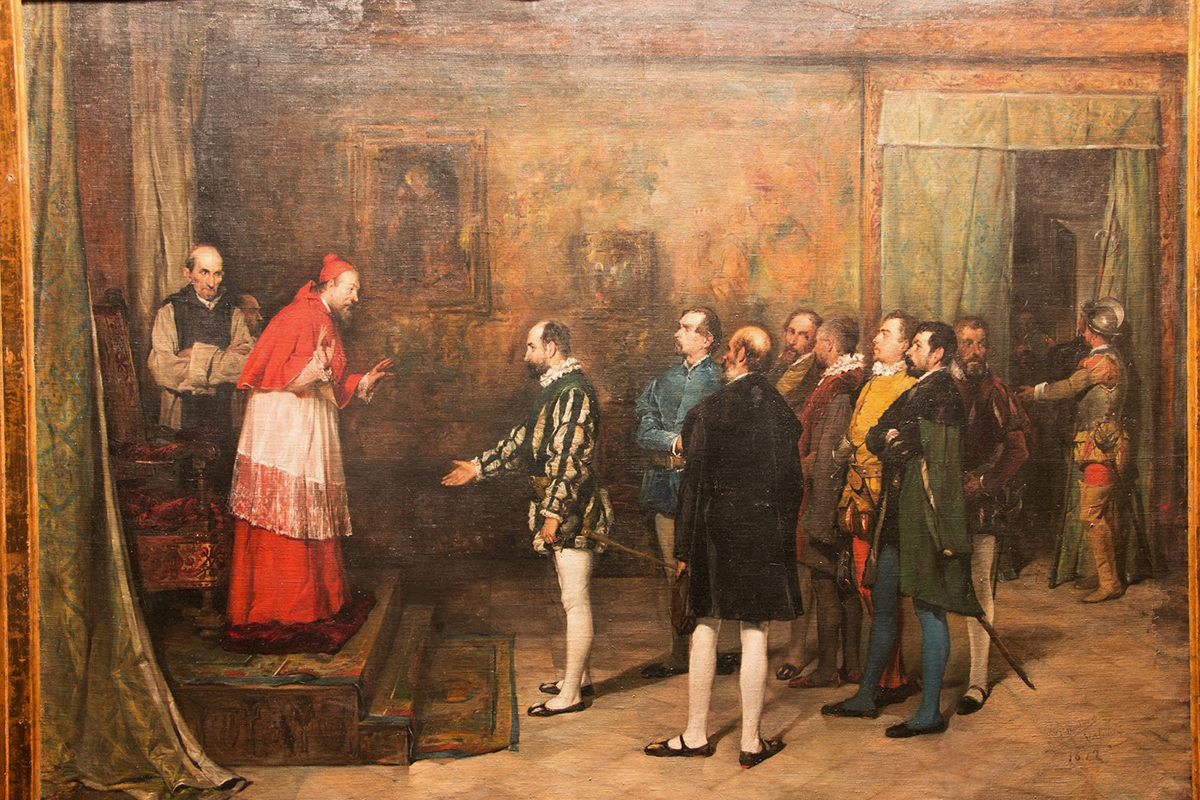
Tableau de José Benlliure de 1872 représentant le moment où Adrien d'Utrecht reçut la Junta dels Tretze.

Adrien d'Utrecht s'entretint avec la Junta dels Tretze, mais ne prit aucun engagement, davantage intéressé par gagner du temps. Les Tretze exigèrent que fût nommé un jurat en représentation des gremis, mais la décision du roi fut d'envoyer une liste de la ceda (la procédure établie depuis un siècle pour nommer les six jurats, quatre citoyens et deux de la petite noblesse) et de nommer comme vice-roi de Valence du noble castillan Diego Hurtado de Mendoza (un « étranger », selon les protestations des Tretze) que Charles Ier chargea notamment de dissoudre la Junta dels Tretze. Les agermanats choisirent de résister, ce qui finit par dériver en une rébellion ouverte. Les unités militaires de la Germania, organisées quelques mois auparavant, prirent les rues de Valence à la fin du mois de mai et obtinrent que le Consell General choisît deux jurats populaires. Le vice-roi Hurtado de Mendoza, soutenu par la noblesse, tenta de faire annuler l'élection et de dissoudre la Germania, mais se vit obligé à fuir de la ville et les Tretze  finirent par occuper toutes les postes à responsabilité de la ville,,.

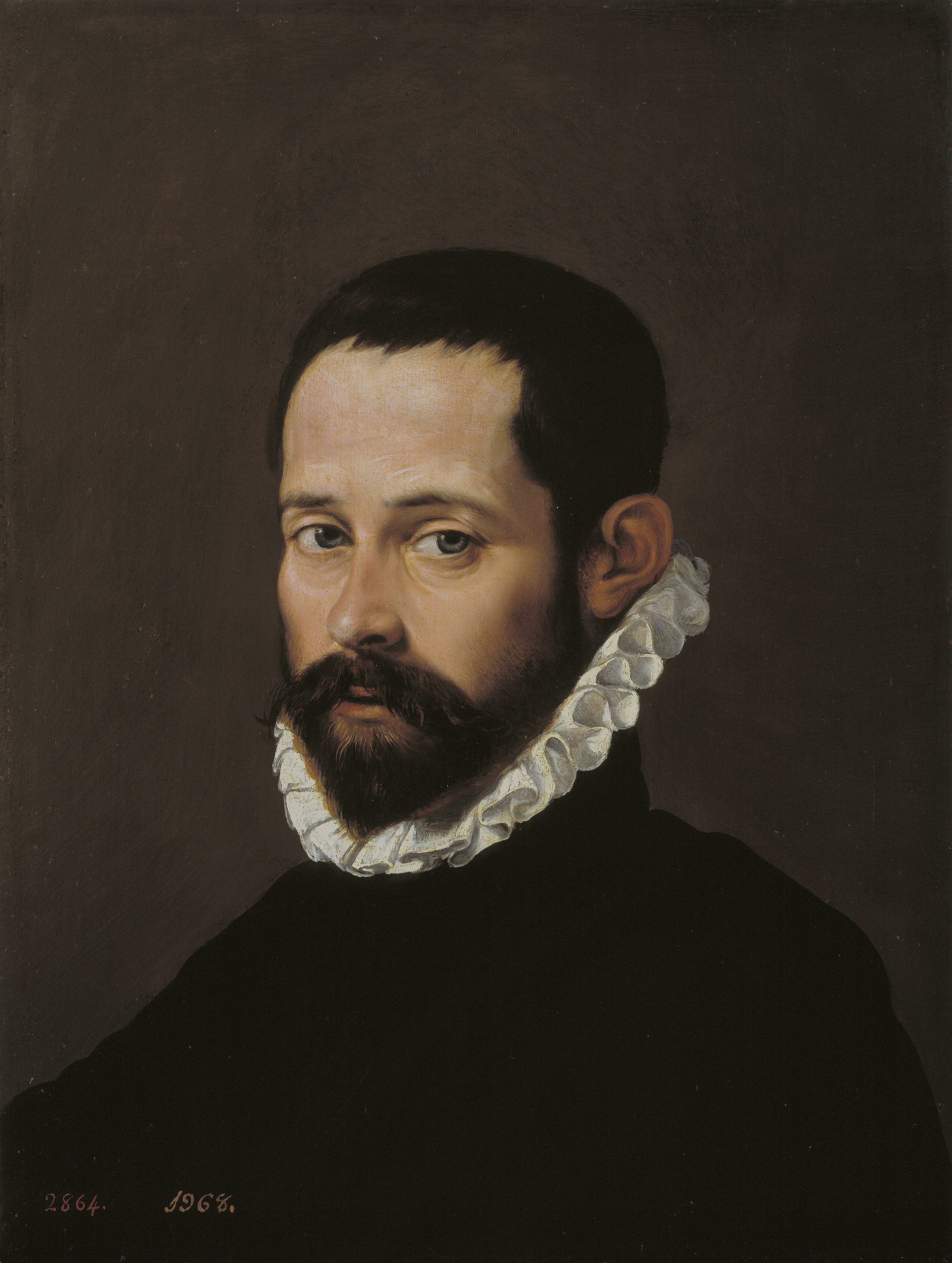
Portrait du noble castillan Diego Hurtado de Mendoza nommé par le roi vice-roi de Valence, et dénoncé comme un « étranger » par la Junta dels Tretze.

Pendant ce temps, la rébellion se propageait à d'autres localités du royaume, qui formèrent à leur tour leurs propres Germanies, présidées par des conseils eux aussi composés de treize membres, subordonnées à celle de la capitale. Celles rattachées à une seigneurie adoptèrent un programme antiféodal plus radical,,. Dans ces zones rurales, le rôle de premier plan fut initialement tenu par les laboureurs aisés, désireux de s'affranchir ou du moins de réduire le pouvoir seigneurial, mais ils furent bientôt submergés, notamment dans les centres urbains, par les secteurs les plus radicaux qui réclamaient l'abolition de toutes les rentes, se livrant au pillage des terres seigneuriales et baptisant de force de leurs vassaux mudéjars. Cette tournure prise par les évènements est un facteur supplémentaire et peut-être décisif expliquant l'alignement total de la noblesse valencienne avec le camp royaliste.
Le premier objectif des agermanats fut d'occuper la moitié nord du royaume pour empêcher le vice-roi de recevoir des renforts depuis la principauté de Catalogne. Une armée d'environ 2 000 hommes fut défaite par les forces royalistes dans les batailles d'Oropesa (es) (4 juillet 1521) et d'Almenara (es) (18 juillet 1521). Ils eurent initialement plus de succès dans leur second objectif : dominer la moitié sud du royaume. Une armée, commandée par Vicent Peris, prit le château de Xàtiva le 14 juillet et neuf jours plus tard une autre vainquit l'armée royaliste commandée par le vice-roi lui-même dans la bataille de Gandia (es) — seule bataille rangée du conflit —. Cependant, Peris,  ne sut pas tirer profit de sa victoire, car il se consacra à baptiser de force les Mudéjars et à piller la huerta de Gandia et les régions voisines jusqu'à la Canal de Navarrés. Une armée de 6 000 hommes qui tentait de prendre Orihuela, la capitale de l'autre gouvernorat du royaume, fut vaincue par l'armée royaliste sous le commandement le 29 août 1521 à la bataille d'Orihuela (en). Il y eut environ deux mille morts. Après leur victoire, les royalistes menèrent une brutale répression — une quarantaine d'agermanats furent exécutés — et le tiers sud du royaume, jusqu'à Ontinyent, resta en leur pouvoir,.
Pendant ce temps, dans la capitale, les promoteurs initiaux de la Germania, dont la plupart appartenaient au secteur le plus aisé de la classe des artisans et de la petite bourgeoisie urbaine et dont certains étaient même des ciutadans honrats (es), s'en éloignèrent à cause de la radicalisation des meneurs de la rébellion. Le 29 juin, dix jours seulement après le début de la guerre, ils offrirent le poste de gouverneur de Valence au marquis de Zenete et le 30 juillet ils procédèrent à la dissolution de la Junta dels Tretze. L'armée de Peris fut défaite à Morvedre le 11 octobre et il parvint à s'échapper à Xàtiva. Trois jours plus tard, Valence se rendait aux forces royalistes et le 19, les deux jurats agermanats démissionnèrent, donnant lieu à de nouvelles élections dans lesquelles seuls les ciutadans honrats et les cavallers i generosos (la petite noblesse) se présentèrent. Peris fit encore une dernière tentative désespérée pour faire réactiver la Germania dans la capitale mais il échoua et fut exécuté le 4 mars 1522,.
Après la capitulation de Valence, il ne restait plus que deux foyers de rébellion dans le royaume : Xàtiva et Alzira . Puis la figure de L'Encobert fit son apparition : l'homme se présenta à Xàtiva en prétendant être le fils du prince Jean, héritier du trône des Rois catholiques disparu vingt-cinq ans auparavant ; il s'agissait en réalité d'un judéoconvers d'origine aragonaise appelé Antonio Navarro, mais qui réussit à faire croire à son histoire, donnant ainsi au mouvement agermanat un caractère millénariste qui contribua à le faire perdurer. Trois autres encoberts apparurent dans le royaume. L'assassinat de Navarro à Burjassot par des tueurs à gages en mai 1522 et, surtout, le retour en Castille de Charles Ier, désormais empereur du Saint-Empire romain germanique, scellèrent le sort de la rébellion. Sur ordre du roi-empereur lui-même, Xàtiva se rendit le 5 décembre, suivie d'Alzira deux jours plus tard après près d'un an de siège (en),,.

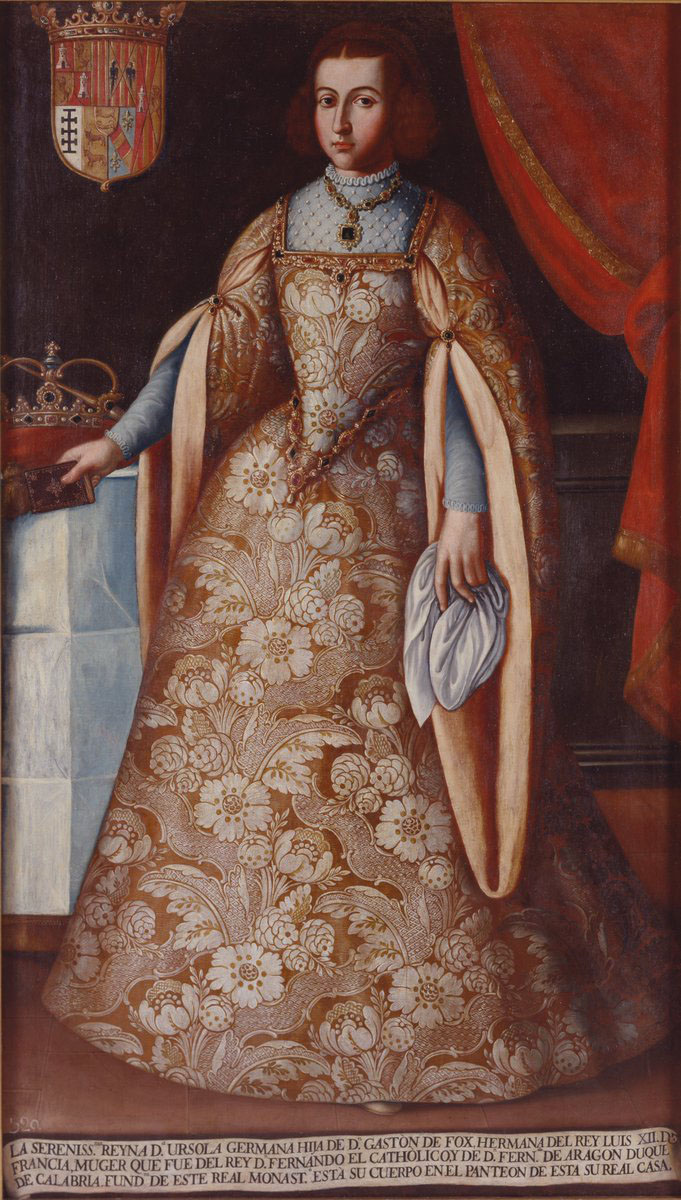
Portrait de Germaine de Foix, vice-reine de Valence. Elle aggrava la répression initiée par son prédécesseur Diego Hurtado de Mendoza, en révoquant le pardon général qu'il avait accordé.

Une dure répression fut menée contre les agermanats, surtout à partir de décembre 1523, lorsque Germaine de Foix, seconde épouse de Ferdinand le Catholique, mort sept ans plus tôt, devint vice-reine de Valence en remplacement de Diego Hurtado de Mendoza. Elle annula le pardon général accordé par son prédécesseur, ce qui provoqua une fuite massive des agermanats. Au total, environ cent cinquante personnes furent exécutées. Leurs biens furent confisqués et les municipalités insurgées, environ quatre-vingts, furent contraintes de s'acquitter de lourdes sanctions financières, dépassant au total le chiffre de 380 000 livres, soit plus de 360 000 ducats, dont environ un tiers revint à la ville de Valence,,. Comme dans le royaume de Majorque, le paiement des sanctions se poursuivit durant plus de cinquante ans plus tard pour certaines villes.

### Repli politique et culturel: la castillanisation progressive des élites

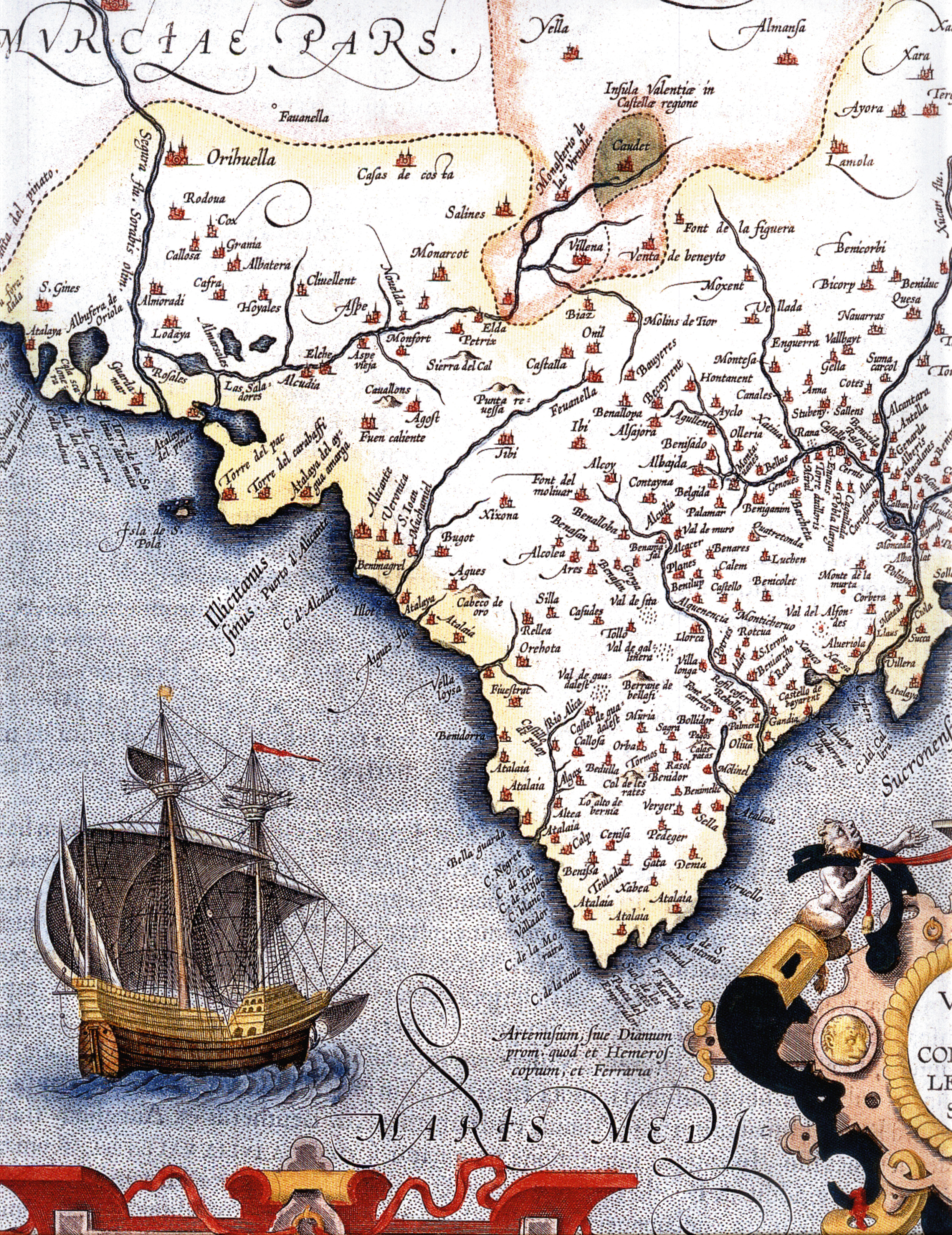
Une partie du royaume de Valence au XVIe siècle.

Le repli politique et culturel qui caractérisa l'histoire du royaume après la défaite des Germanies avait en réalité été amorcé plus tôt, sous le règne de Ferdinand II le catholique, le pays valencien perdant beaucoup de poids économique et politique à la suite de son intégration dans la monarchie hispanique, dans laquelle la couronne de Castille était hégémonique — ses 250 000 habitants représentaient à peine 3 % de la population totale de huit ou neuf millions d'habitants de la Péninsule —. La croissance économique continuait d'être soutenue principalement par le commerce extérieur et l'industrie de la soie, mais l'Inquisition joua un rôle important dans cette décadence. Bien que son objectif fût religieux — assurer l'« unité de foi » de la nouvelle monarchie hispanique —, son action « eut des effets collatéraux sur la culture de l'époque et contribua, avec la répression des auteurs, des éditeurs et des œuvres, à appauvrir le panorama intellectuel de Valence de la première époque moderne ». Joan Roís de Corella et Tirant lo Blanc furent par exemple l'objet de soupçons inquisitorials. L'un des cas les plus représentatifs est celui du médecin et écrivain Lluís Alcanyís, mort sur le bûcher en 1506 après avoir passé trois ans en prison. Peu de temps après, le futur humaniste d'origine judéoconverse Jean Louis Vivès quitta Valence pour ne jamais y revenir.

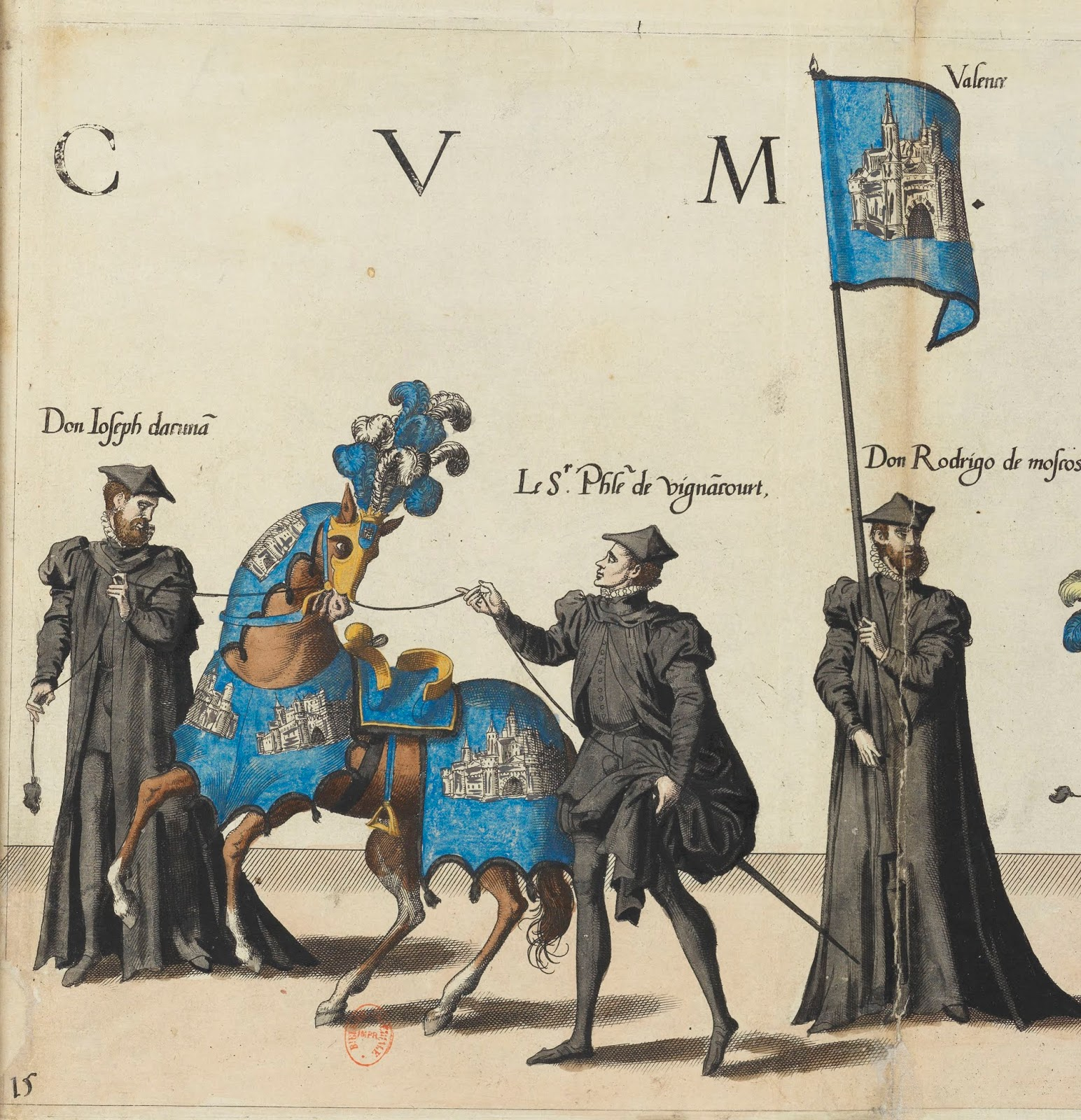
Cheval drapé de l'emblème héraldique du royaume de Valence lors des rites funéraires à l'occasion de la mort de Charles Ier d'Espagne, dans La Magnifique, et sumptueuse pompe funèbre faite aus obsèques, et funerailles du très grand, et très victorieus empereur Charles Cinquième, celebrées en la Ville de Bruxelles le XXIX. jour du mois de décembre M.D.LVIII par Philippes Roy Catholique d’Espaigne son fils, par Jérôme Cock (dessin), Jean et Luc de Dovar, (graveurs), Anvers, Christophe Plantin, 1559, planche n˚ 15.

L'affaiblissement du patriciat urbain et de la petite noblesse (cavallers i generosos), groupes sociaux qui avaient été porteurs du Siècle d'or en tant que lecteurs et dont étaient issus la plupart de ses auteurs, comme conséquence de la « nouvelle condition périphérique de Valence au sein de la monarchie et de l'empire hispaniques », ainsi que « l'infiltration de certains grands lignages de l'aristocratie castillane dans le milieu seigneurial valencien et l'implication des grandes familles valenciennes dans les rouages de la monarchie hispanique » jouèrent également un rôle fondamental dans ce repli. En conséquence, dans le domaine des lettres, le Siècle d'or s'orienta vers « une production courtisane, aristocratisante, de plus en plus castillanisée et sans figures marquantes. » Si entre 1473 et 1506 seulement 5 livres furent publiés en castillan (49 en catalan) dans le royaume, entre 1510 et 1524 il y en eut 42, contre 27 publiés en catalan (et 34 en latin).
Le royaume conserva ses propres lois et institutions, ainsi que sa monnaie, son système de mesures, ses douanes, etc. , mais au début du siècle la monarchie créa deux institutions qui se superposèrent aux médiévales et à travers lesquelles le roi, absent du royaume — il ne le visita qu'en de très rares occasions — exerça son pouvoir (guidé par le Conseil d'Aragon (en)) : l'Audience de Valence (es), créée par Fernando II en 1506 et, surtout le vice-roi (es), poste permanent créé par Charles Ier en 1520 à l'occasion de la rébellion des Germanies (ayant pour antécédent le Lieutenant général (es)).

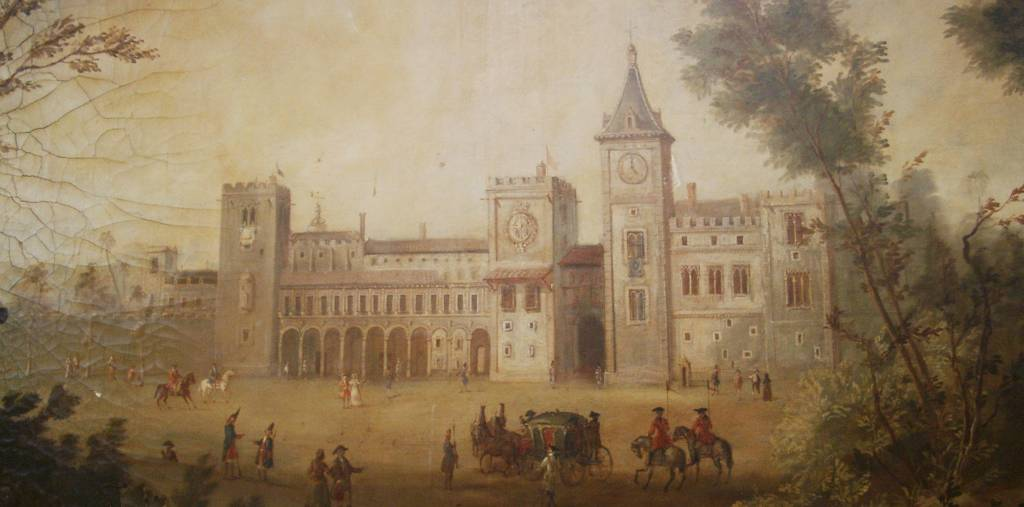
Vue du de Valence, situé extra muros, de l'autre côté du Turia, au début du XIXe siècle, peu avant sa démolition. Ce fut le siège de la cour vice-royale jusqu'en 1707.

Autour du vice-roi - poste occupé entre 1523 et 1536 par Germaine de Foix, conjointement avec son troisième mari le duc de Calabre entre 1526 et 1536, qui à la mort de la première lui succéda jusqu'en 1550 ; les vice-rois suivants, à de rares exceptions près, furent déjà des membres de la haute aristocratie castillane - se forma une cour, installée au palais del Real (en) de la capitale et dont Luis de Milán dépeignit, dans son œuvre El Cortesano une atmosphère totalement nouvelle dans la cour de Valence, dans la mesure où le vice-roi avait la condition d’alter ego du monarque. La noblesse valencienne, en bonne part fortement endettée, s'y rendait à la recherche de prébendes et de charges, et chercha à se lier aux grands lignages de la noblesse castillane — tout en augmentant son caractère endogamique et en marquant sa distinction avec la petite noblesse locale des cavallers i generosos — dans le but d'accroître son influence et de finalement pouvoir accéder au véritable centre du pouvoir, la cour royale définitivement installée à Madrid par Philippe II. Selon Miguel José Deyá Bauzá, la « communion croissante d'intérêts entre le roi et les élites » après les Germanies, s'expliquerait par « la nécessité de surmonter le traumatisme agermanat et de compter sur la couronne face à la menace morisque et à la situation défensive complexe [à cause de la poussée turco-barbaresque] ». Tout cela « encourageait une collaboration croissante avec le monarque, ce qui produisit une plus grande fluidité constitutionnelle, mais au prix de Cortes et d’organismes royaux moins revendicatifs politiquement que ce que leur permettait le système foral. »

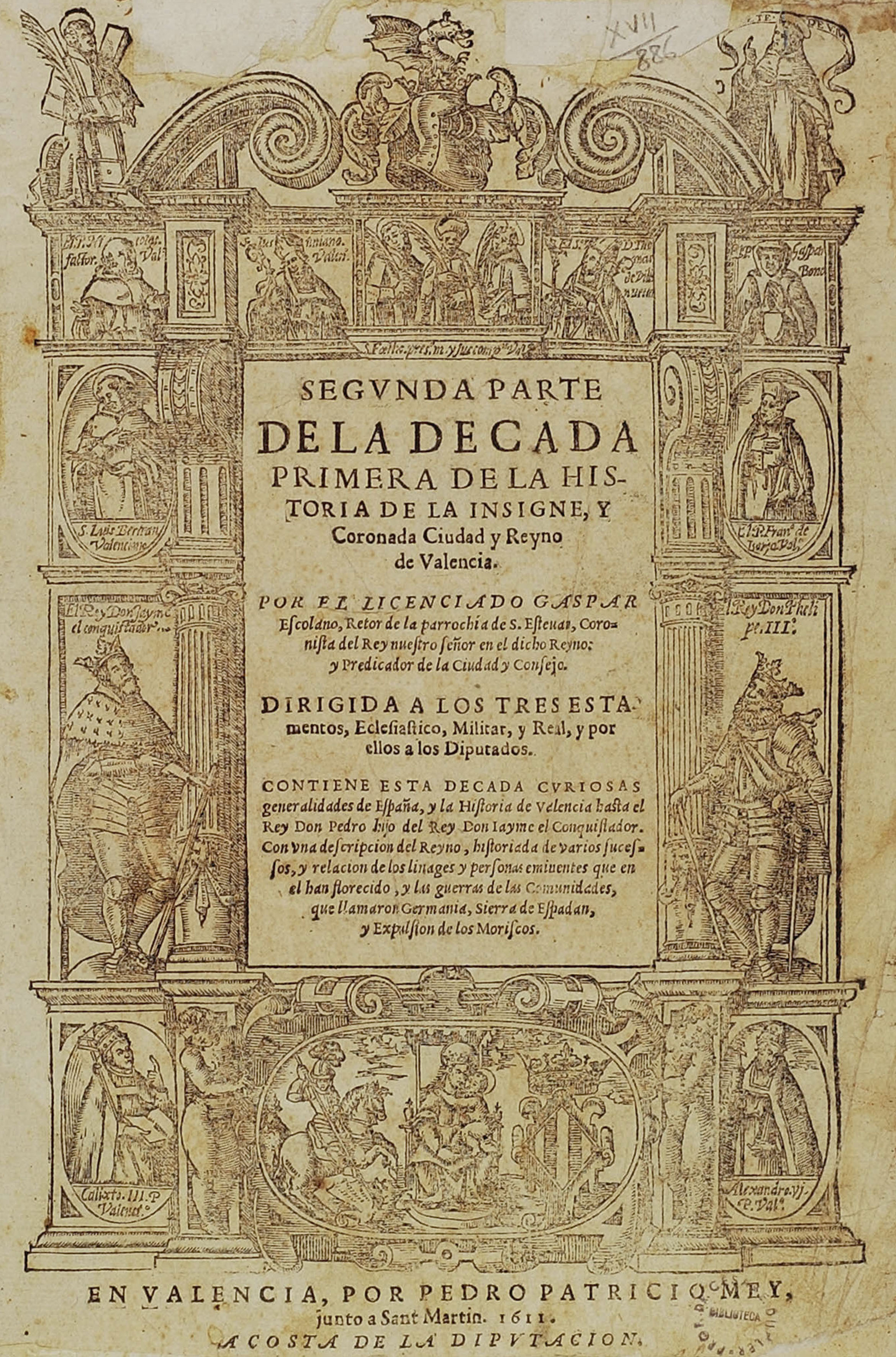
Couverture de la Segunda parte de la década primera de la historia de la insigne y coronada ciudad y Reyno de Valencia (« Deuxième partie de la première décennie de l'histoire de l'illustre et couronnée ville et royaume de Valence ») de (1611).

La conséquence de tous ces changements fut une progressive castillanisation politique, sociale, culturelle et linguistique de la noblesse locale. Le phénomène affecta également le patriciat urbain — dont les revenus provenaient de plus en plus des intérêts des prêts censitaires et des baux des impôts municipaux — qui aspirait à s'intégrer à elle en s'assimilant aux cavallers et qui commença à imiter leurs coutumes et leur mode de vie en s'« aristocratisant » progressivement. Comme le souligne Antoni Furió, « avec l'union dynastique et la consolidation ultérieure de la monarchie hispanique, le castillan, langue des Trastamare et bientôt aussi des Habsbourg, s'est imposé dès le début comme langue de la cour, de l'État et de la politique. Ceci et la subséquente obligation de le comprendre, de le parler et de l'écrire, pour communiquer avec les organes du pouvoir de l'État et la classe sociale qui le soutenait, favorisa, premièrement, le bilinguisme de l'aristocratie autochtone et, plus tard, sa castillanisation totale. Les raisons de prestige et de distinction sociale jouaient également un rôle, puisque sa condition de langue de cour — même à Valence : à la cour vice-royale — faisait de l'usage du castillan un signe d'élégance et de distinction. »

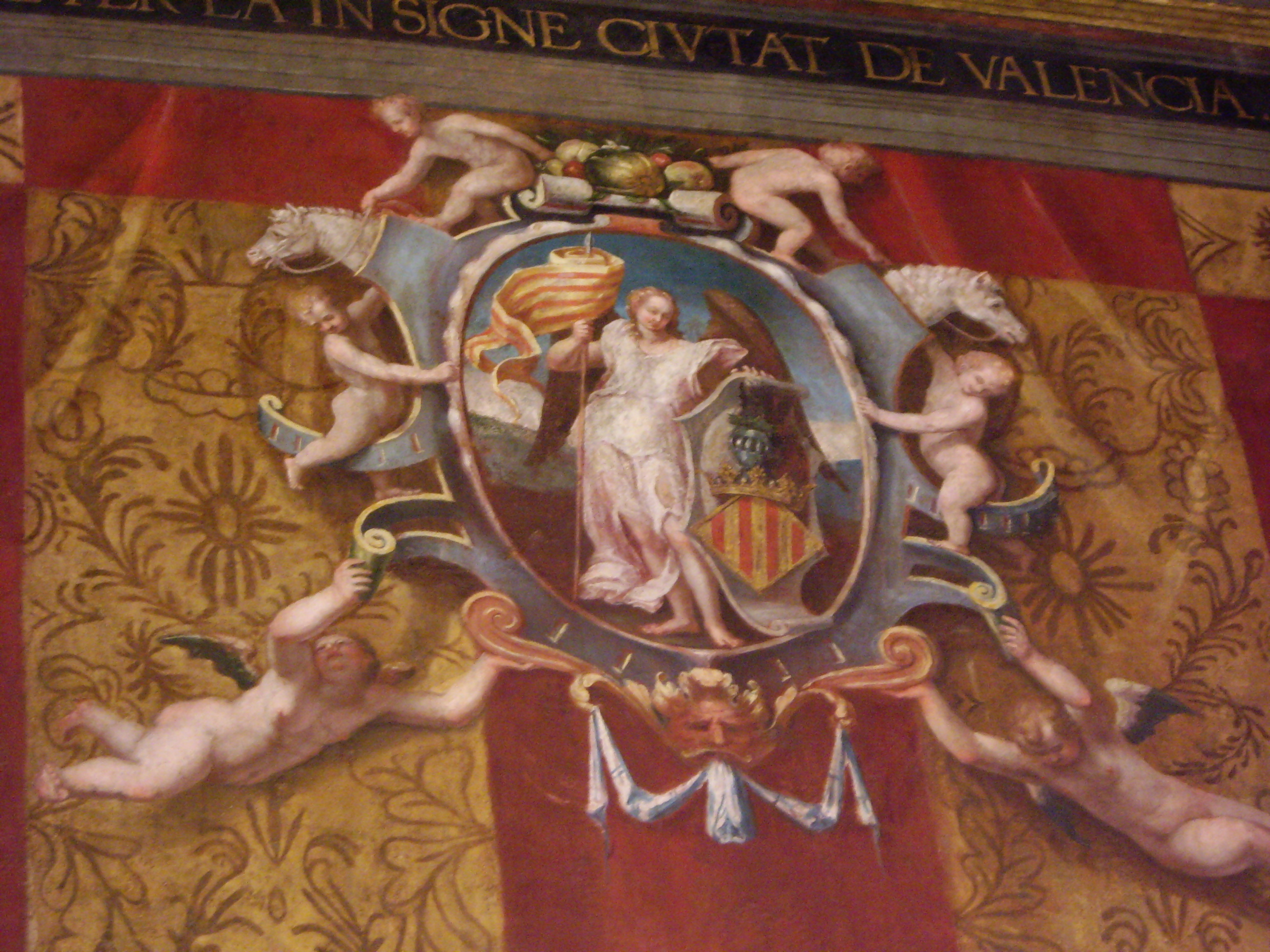
Emblème du braç royal des Corts (l'Ange Gardien avec le drapeau et l'écu à quatre barres rouges, symbole de la couronne d'Aragon, sur un champ d'or) situé au-dessus des quatre jurats de la ville de Valence et membres de la Députation générale du royaume de Valence. Peinture de la Sala de Corts du palais de la Generalitat (1592).

Ce phénomène est illustré par « l'extraordinaire diffusion de livres en espagnol, aussi bien importés que, surtout, produits localement. Entre 1510 et 1572, 219 titres furent publiés à Valence en castillan, seulement un de moins que ceux imprimés en latin et plus de trois fois plus que ceux publiés en catalan, ces derniers n’étant majoritaires que dans le domaine juridique. En revanche, pour ce qui est de la littérature, de la religion et de l’histoire, la prédominance du castillan était absolue. » En 1592, un concours littéraire fut déjà organisé uniquement « en lenguaje castellano, que es agora el que más corre » (« en langage castillan, qui est aujourd'hui la langue le plus courant »). Vingt ans plus tard, Gaspar Escolano publiait en castillan Décadas de la historia de Valencia (« Décennies de l'histoire de Valence »). En 1538, Pere Antoni Beuter publia en catalan sa Primera part de la història de València (« Première partie de l'histoire de Valence »), mais déjà la deuxième partie, publiée en 1550, le fut en castillan, tout comme la Crónica de la ínclita y coronada ciudad de Valencia (« Chronique de l'illustre et couronnée ville de Valence ») de Rafael Martí de Viciana, écrite en catalan mais publiée en castillan. Ainsi, tout au long du XVIe siècle le valencien fut peu à peu remplacé par le castillan comme langue de culture, bien qu'il continuât à être la langue du peuple et aussi celle de l'administration du royaume (ce qu'il demeurerait jusqu'au Décret de Nueva Planta de 1707, dont l'application imposait que toute la documentation officielle fût rédigée en castillan).
| - Représentation de l'ordre (braç) ecclésiastique dans la sala de Corts du palais de la Generalité valencienne (peinture de Vicente Requena « le Jeune » (es), 1592-1593). - Ordre militaire ou noble (peinture de Francesco Pozzo, 1592). - Bourgs et villes de premier ordre de l'ordre royal (peinture de Vicente Mestre (es), 1592). - Bourgs de deuxième classe de l'ordre royal (peinture de Lluís Mata et Sebastián Zaidía (es), 1593). - Autres bourgs de deuxième classe de l'ordre royal (peinture de Lluís Mata, 1593). |

### Conversion forcée des Mudéjars (1525): le «problème morisque»

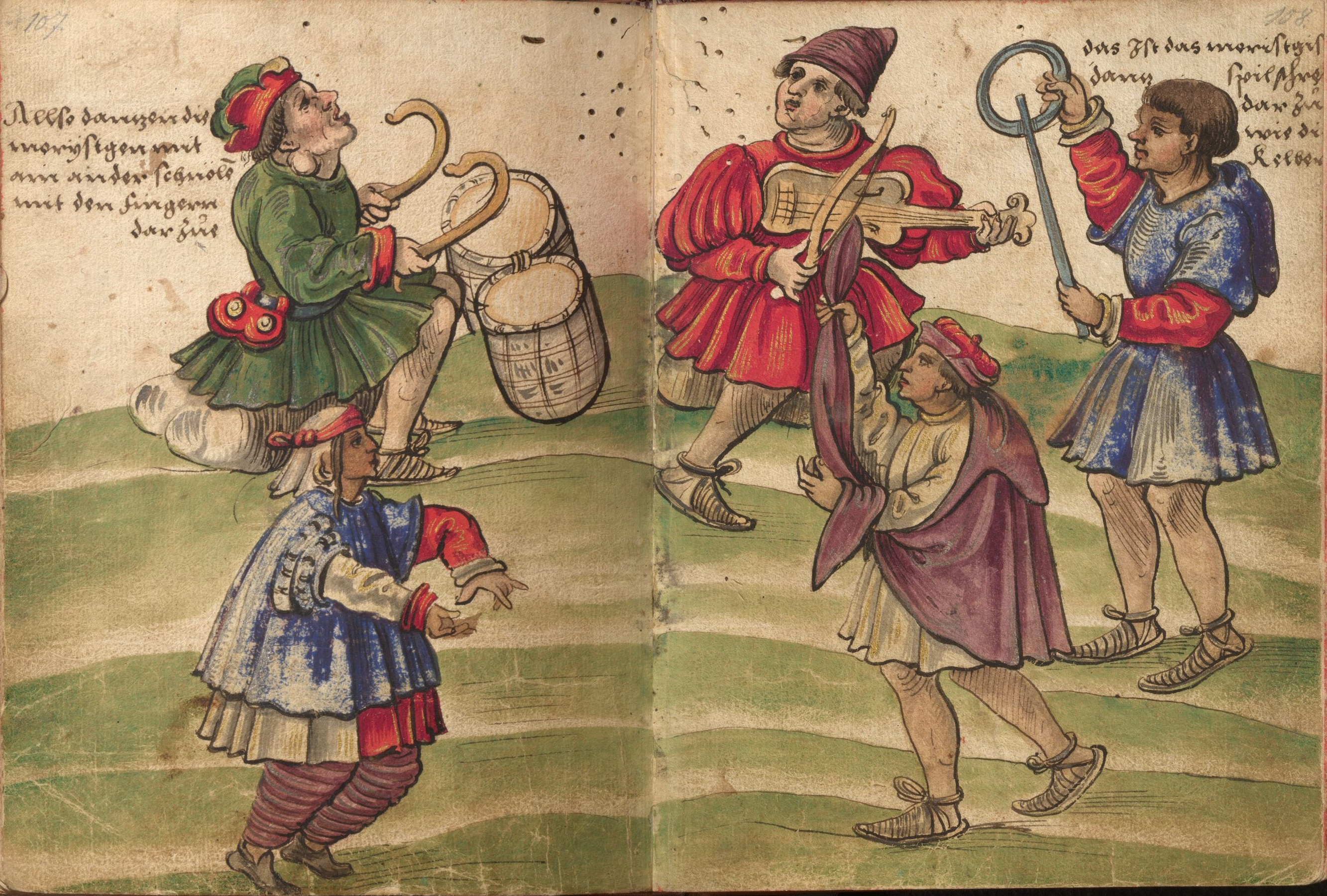
Danse morisque, Dessin de Christoph Weiditz (1529).

Une fois la révolte des Germanies terminée, la question de la validité des conversions forcées au catholicisme des Mudéjars — «moros (« Maures ») ou «sarraïns» (« Sarrasins ») dans les textes de l'époque — réalisées par les agermanats fut soulevée — le chroniqueur Gaspar Escolano rapporte que des procédures expéditives ont été utilisées comme l'aspersion de leurs têtes avec des balais trempés dans l'eau des canaux d'irrigation —. L'inquisiteur général Alonso Manrique convoqua une commission pour aborder le problème, qui après plusieurs mois de délibération détermina en juin 1525 que les baptêmes étaient valides — selon son raisonnement, choisir le baptême comme alternative à la mort signifiait que le libre arbitre avait été exercé —, ce qui suscita les protestations des Mudéjars qui nièrent leur légitimité, certains d'entre eux se révoltant en se retranchant dans la Sierra de Bernia (es) et la Muela de Cortes (es), bien qu'ils finissent par se rendre. Ce processus culmina avec l'ordre du roi Charles Ier publié le 8 décembre 1525, par lequel les Mudéjars, non seulement du royaume de Valence, mais aussi des autres États de la couronne d'Aragon, étaient obligés de se convertir au christianisme - ceux de la Couronne de Castille avaient déjà été contraints de le faire par les Rois catholiques en 1502,.

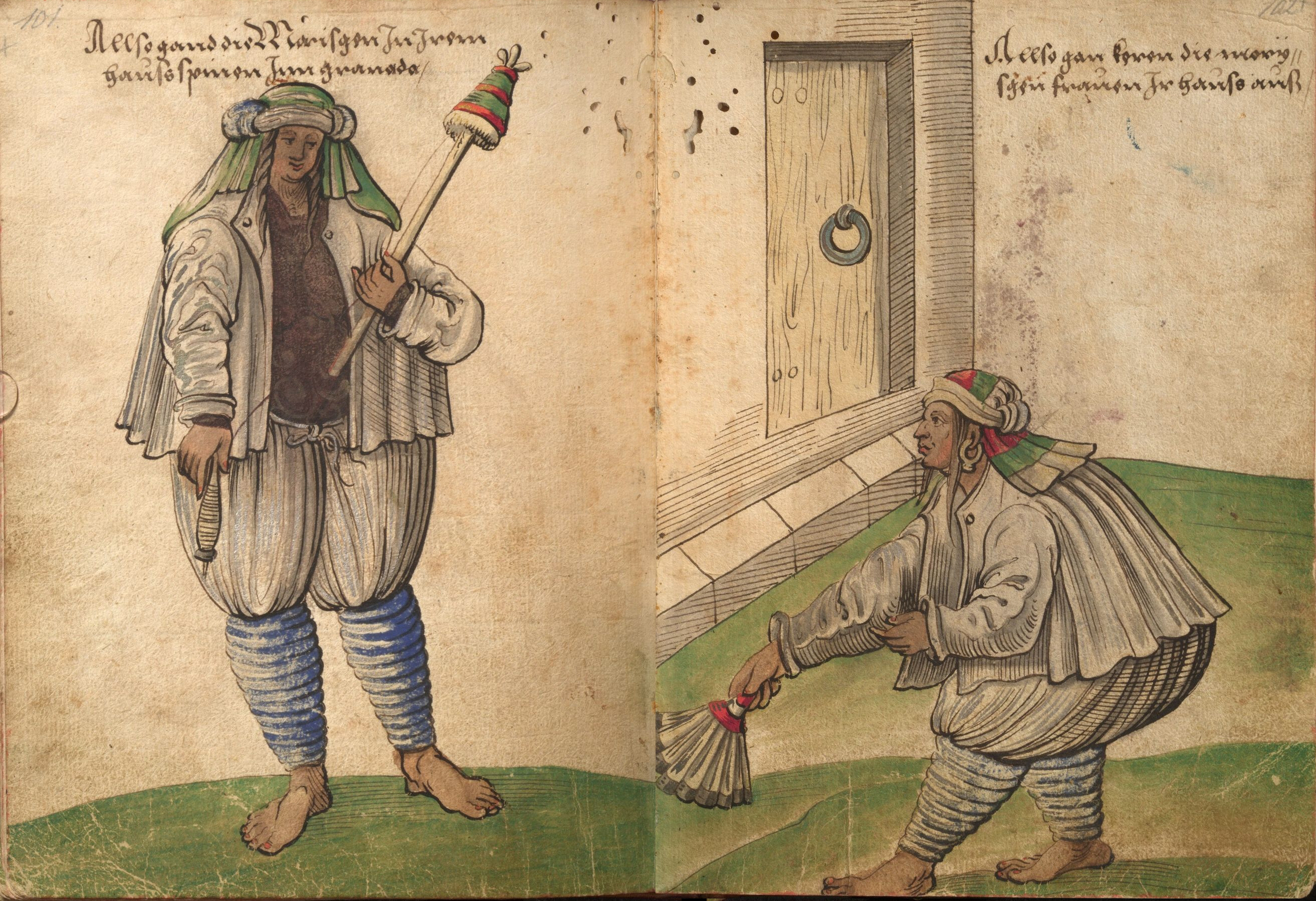
Femme mauresque filant et Femme maure balayant chez elle, Dessins de Christoph Weiditz (1529).

Les Mudéjars de la couronne d'Aragon, désormais devenus des Morisques (des « nouveaux chrétiens »), envoyèrent une délégation à la cour où ils obtinrent, après de longues négociations et le paiement de 40 000 ducats, la non intervention de l'Inquisition dans leurs affaires pendant quarante ans, la possibilité de conserver pendant dix ans leurs coutumes, leur langue et le droit d'avoir des cimetières différents, ainsi que l'égalité fiscale avec le reste des chrétiens et le paiement d'une rente aux alfaquíes convertis au titre des biens des mosquées passés à l'Église,. Cependant, l'accord resta secret jusqu'en mai 1528, car les révoltes continuaient, la plus importante étant la rébellion de l'Espadan (es), menée par les mudéjars de la vallée du Palancia, une zone fortement islamisée, qui ne fut réprimée qu'en septembre 1526. Les Morisques du royaume voisin d'Aragon ne s'agitèrent pas et ne s'unirent pas à eux,.
Au milieu du XVIe siècle, il devint clair que la politique d’assimilation de la minorité morisque avait échoué. Les Morisques continuaient de maintenir une conscience claire de leurs différences et de leurs origines communes, fondée sur leur langue (que les chrétiens appelaient algarabía, un arabe dialectal et appauvri), leurs coutumes liées à la religion musulmane (comme les interdits alimentaires) et le maintien de leurs noms arabes (malgré le fait que lorsqu'ils avaient reçu un nom chrétien lors de leur baptême), comme le démontre un document dans lequel ils se désignaient eux-mêmes comme « la nation des chrétiens de Maures du royaume de Valence ». De fait, en de nombreux endroits, particulièrement dans les zones les plus reculées de l'intérieur, ils continuèrent à pratiquer leur religion, comptant parfois avec la protection de leurs seigneurs et de nombreux alfaquíes, qui jouaient un rôle clé dans le maintien de l'identité musulmane des Morisques, tenaient des écoles clandestines dans lesquelles ils enseignaient à lire et écrire l'arabe.
Un témoin dans un procès inquisitorial contre un Morisque de Benaguacil déclara en 1567 que « bien que récemment convertis, ils ne sont ni ne vivent comme des chrétiens, mais plutôt ils traitent et vivent toujours comme des Maures... si bien qu'ils sont plus maures que jamais. » Le constat était fait que les campagnes d'évangélisation avaient catégoriquement échoué, ce qui se devait au fait que les paroisses créées dans les zones morisques étaient rares et mal dotées financièrement, ce qui entraînait un manque d'intérêt de la part des prêtres et frères chargés de l'évangélisation dans un territoire hostile, qui étaient de plus mal préparés ; on tenta à peine la prédication en arabe et lorsqu'on proposa la création d'une chaire de cette langue à l'université de Valence, Philippe II, suivant la recommandation de l'archevêque de Valence Juan de Ribera, refusa car cela aurait supposé de mettre l'arabe au même niveau que le latin. De plus, l'Inquisition ne respecta pas pleinement son engagement de 1526 de ne pas agir contre les Morisques pendant quarante ans et poursuivit plus d'une centaine d'entre eux pour avoir continué à pratiquer la religion musulmane, et même un seigneur pour l'avoir permis à ses vassaux. À la fin de la trêve qui avait été accordée, les procès se multiplièrent : entre 1566 et 1620, plus de trois mille cinq cents personnes furent jugées, dont trente-huit moururent sur le bûcher.

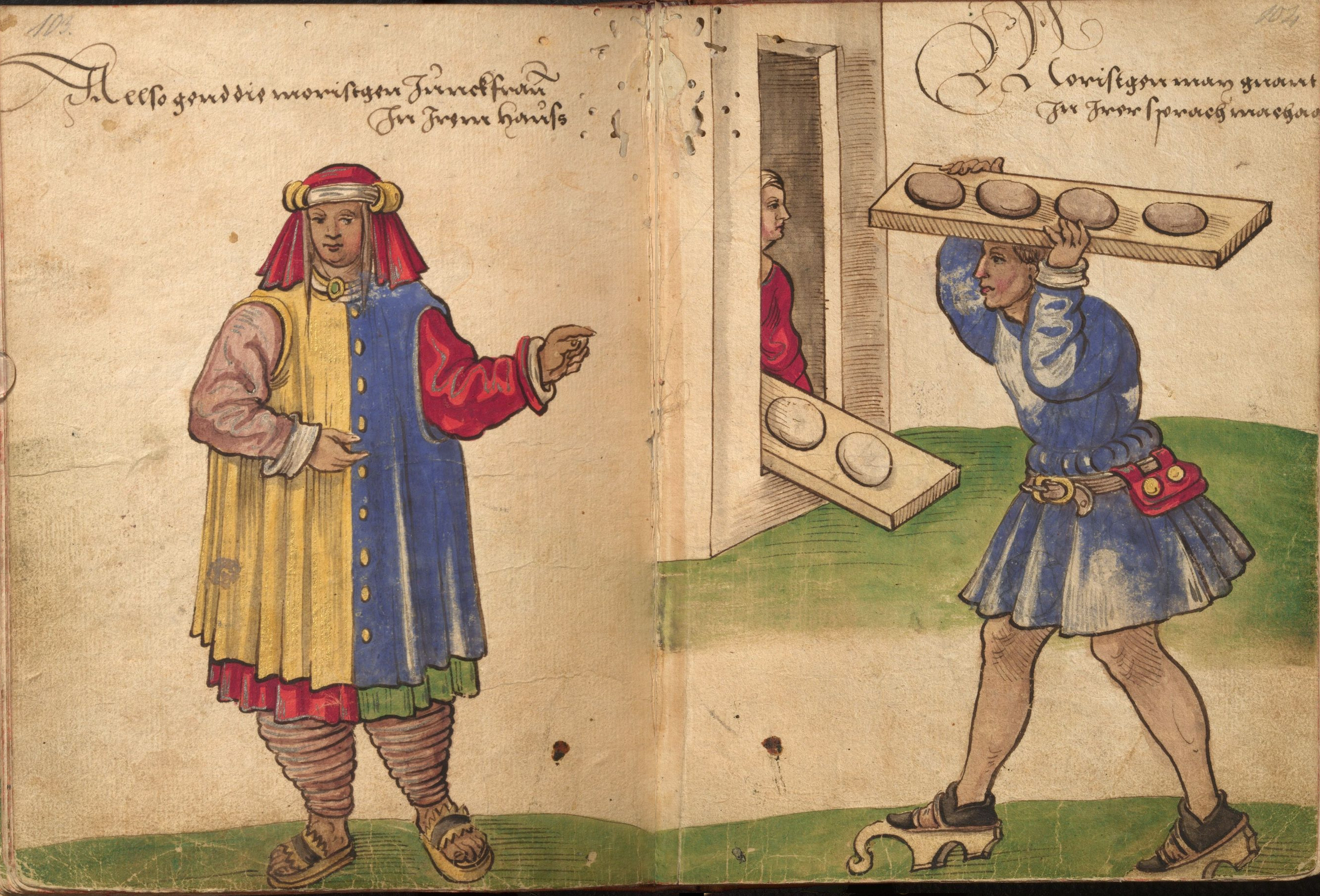
Morisque portant du pain, dessin de Christoph Weiditz (1529)

Le « problème maure » devint une question de politique « internationale » prioritaire pour la monarchie espagnole en raison de l'émergence de l'Empire ottoman dans la Méditerranée occidentale — en 1554 il s'empara du Peñón de Vélez de la Gomera et en 1555 de Béjaïa — puisque les Turcs et leurs alliés barbaresques pouvaient recourir aux Morisques dans leurs attaques. De fait, on sait que les Morisques valenciens, comme ceux de Grenade, entretenaient des contacts avec le sultan de Constantinople et avec celui du Maroc pour former une éventuelle alliance contre Philippe II, sur le trône depuis l'abdication de son père Charles Ier en 1556. À l'inquiétude de la cour concernant la menace morisco-turque s'ajouta la montée du banditisme morisque et de la piraterie barbaresque, qui disposait des informations et du soutien logistique des Morisques pour ses incursions. Certains d'entre eux profitaient de l'occasion pour fuir avec les pirates vers le nord de l'Afrique, et parfois pour se joindre à eux. Les autorités prirent des mesures radicales pour les affronter, comme celles concédées par le vice-roi qui en 1560 interdit la pêche aux Morisques, étant donné qu'ils étaient soupçonnés de collaborer avec les pirates, et en 1563 il décréta leur désarmement total, saisissant 330 armes à feu et près de 30 000 armes blanches. On découvrit également que les Morisques aragonais fabriquaient des armes pour leurs coreligionnaires valenciens et que ces derniers en cachèrent un grand nombre avant leur saisie,. Le littoral fut également fortement fortifié avec la construction de dizaines de tours de guet et de tourelles.
La tension atteignit son point culminant après le déclenchement de la révolte des Alpujarras en 1568, bien que la connexion redoutée entre les Morisques du Royaume de Grenade et ceux de Valence n'eût pas lieu. La révolte fut écrasée en 1570 . L'année suivante, l' Empire ottoman était définitivement vaincu à la bataille de Lépante, ce qui apaisa quelque peu la situation, mais l'idée de procéder à une expulsion était déjà ouvertement évoquée à la cour de Philippe II. Cette décision fut finalement prise lors d'une réunion du Conseil d'État tenue en 1582 à Lisbonne — deux ans plus tôt, Philippe II avait incorporé le royaume de Portugal à la monarchie espagnole — mais son application fut reportée et le problème laissé au fils et successeur de Philippe II, Philippe III.

## XVIIesiècleet début duXVIIIesiècle: de l'expulsion des Morisques à la «Nueva Planta»

### Expulsion des Morisques (1609)

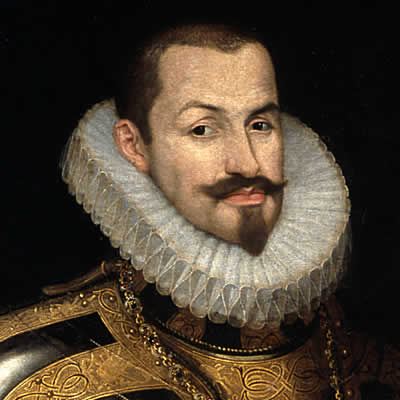
Francisco Gómez de Sandoval, marquis de Denia et duc de Lerma, favori de Philippe III d'Espagne.

Une commission réunie à Madrid en octobre 1607 décida de poursuivre la politique d'« instruction » des Morisques — un de ses membres déclara : « étant donné que les religieux sont envoyés en Chine, au Japon et ailleurs uniquement par zèle pour convertir les âmes, il est encore plus raisonnable de les envoyer en Aragon et à Valence, où les seigneurs sont la raison pour laquelle les Morisques sont si vils à cause de la façon dont ils les favorisent, les dissimulent et profitent d'eux » — mais seulement quelques semaines plus tard, le 30 janvier 1608, le Conseil d'État en décida autrement et proposa au roi Philippe III leur expulsion sans donner d'explication sur l'adoption de cette nouvelle posture. La clé, selon plusieurs historiens, fut le changement d'opinion du favori, Francisco Gómez de Sandoval, marquis de Dénia et duc de Lerma, qui entraîna les autres membres du Conseil, du fait que les seigneurs des Morisques, dont il était, allaient recevoir « les biens meubles et immeubles des vassaux eux-mêmes en compensation de la perte qu'ils subiront,. »
Le 4 avril 1609, le Conseil d'État décida de commencer l'expulsion des Morisques par ceux du royaume de Valence, mais l'accord ne fut pas rendu public immédiatement afin de garder les préparatifs secrets. Cinquante galères en provenance d'Italie reçurent l'ordre de se concentrer à Majorque avec environ quatre mille soldats à bord et la cavalerie castillane fut mobilisée pour surveiller la frontière avec le royaume. Dans le même temps, les galions de la flotte de l'Océan se virent confier la surveillance des côtes de l'Afrique. Ce déploiement ne passa pas inaperçu et alerta les seigneurs morisques de Valence qui rencontrèrent immédiatement le vice-roi, qui leur dit qu'il ne pouvait rien faire. Ils décidèrent alors que deux membres du bras militaire des Corts se rendraient à Madrid pour demander la révocation de l'ordre d'expulsion.
A la cour, ils exposèrent la ruine qui les menaçait et dirent que si l'ordre était maintenu, « Sa Majesté [devrait] leur désigner un autre [royaume] qu'ils pourraient conquérir afin de vivre conformément à leur condition avec de la richesse, ou mourir en combattant, ce qui était beaucoup plus honorable que de mourir aux mains de la pauvreté. » Cependant, lorsqu'ils apprirent les clauses du décret qui allait être publié, ils abandonnèrent les Morisques à leur sort, se plaçant « du côté du pouvoir royal » et devenant « ses assistants les plus efficaces », selon un chroniqueur de l'époque. La raison de ce changement d'opinion, telle que reflétée par l'auteur lui-même, était que le décret établissait « que les biens meubles que les Morisques ne pourraient pas emporter avec eux, et tous les biens immobiliers, seraient appliqués à leur bénéfice en guise d'indemnisation. » Cette manne fut mise à profit par les seigneurs féodaux, dont beaucoup étaient endettés et dans des situations économiques difficiles, faisant d'eux des promoteurs zélés de l'expulsion des Morisques.

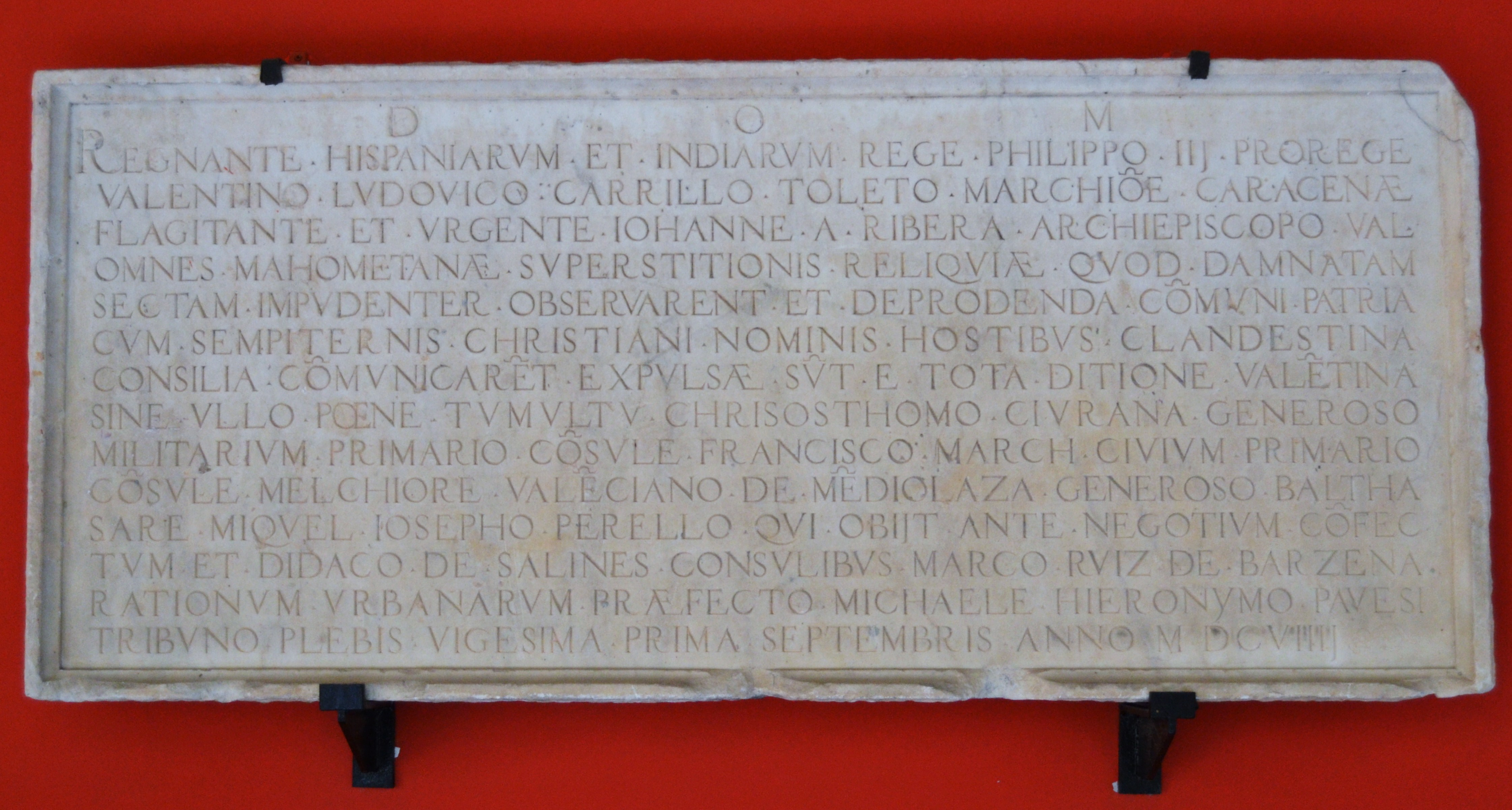
Plaque commémorative relative à l'expulsion des Morisques (Musée des Beaux-Arts, Valence).

Le décret d'expulsion daté du 4 août 1609, rendu public par le vice-roi de Valence, Luis Carrillo de Toledo (es), marquis de Caracena, le 22 septembre 1609, accordait un délai de trois jours à tous les Morisques pour se rendre aux lieux qu'on leur ordonnait en emportant avec eux ce qu'ils pouvaient de leurs biens, y compris de l'argent numéraire, et menaçait de la peine de mort ceux qui cacheraient ou détruiraient le reste car le roi avait établi que ces biens devaient revenir aux seigneurs — « por cuanto S.M. ha tenido por bien hacer merced de estas haciendas, raíces y muebles que no puedan llevar consigo, a los señores cuyos vasallos fueren » —. Comme exception, les femmes morisques mariées à de vieux chrétiens et ayant des enfants de moins de six ans étaient autorisées à rester, « mais si le père est un Morisque et qu'elle est une vieille chrétienne, il sera expulsé et les enfants de moins de six ans resteront avec leurs mères ». Le décret établissait également des mesures visant à préserver les Morisques d'abus durant le voyage et après leur débarquement,.
Certains seigneurs se comportèrent dignement et certains en vinrent même à accompagner leurs vassaux morisques jusqu'aux navires, mais d'autres, comme le comte de Cocentaina (es), profitèrent de la situation et leur dérobèrent tous leurs biens, y compris ceux à usage personnel, vêtements, bijoux et vêtements. Aux extorsions de certains seigneurs s'ajoutaient les agressions en bandes de vieux chrétiens qui les insultèrent, les volèrent et même dans certains cas les assassinèrent pendant le voyage vers les ports d'embarquement. Il n'y eut aucune réaction de pitié envers les Morisques comme celles qui se produisirent dans la couronne de Castille. C'est ce que rapporta le poète Gaspar Aguilar, bien qu'il exagère lorsqu'il mentionne les « richesses et trésors », puisque la plupart étaient obligés de vendre à vil prix les biens qu'ils possédaient et n'étaient pas autorisés à vendre leur bétail, leur grain ni leur huile, laissés au profit des seigneurs.

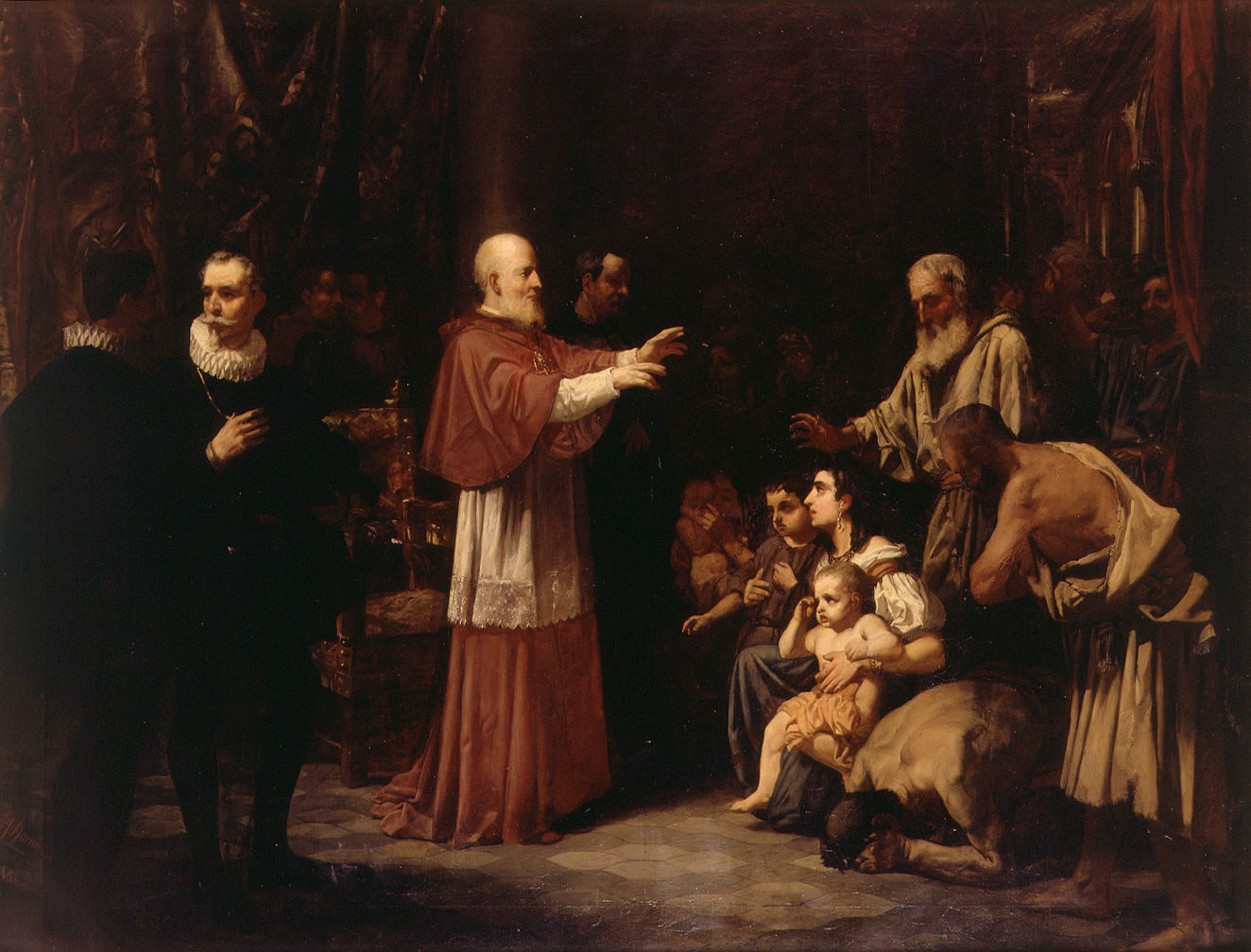
Tableau de 1864 de déformant la réalité de l'expulsion des Morisques pour louer la figure de Juan de Ribera, dont le rôle fut tout autre, car « il employa tous ses efforts pour que ne subsistât pas la moindre graine de la secte détestée [de Mahomet]. »

Entre octobre 1609 et janvier 1610, les Morisques furent embarqués à bord de galères royales et de navires de particuliers que devaient payér les membres les plus riches de leur communauté. Environ 30 000 personnes partirent du port d'Alicante, près 50 000 de celui de Dénia, autour de 18 000 du Grao de Valence, de Vinaròs, plus de 15 000, et de Monofa, environ 6 000. Au total, environ 120 000 Morisques furent expulsés, bien que ce nombre inclue ceux qui s'embarquèrent après janvier 1610 et ceux qui prirent le chemin de l'exil par voie terrestre à travers jusqu'en France ou au-delà,. À tous ceux-là il faudrait encore ajouter environ 10 000 personnes mortes ou ayant fui pendant les révoltes, portant le bilan total autour de 130 000 victimes directes de l'ordre d'expulsion.
Les exactions qu'ils subirent, ainsi que les nouvelles qui arrivaient du nord de la Barbarie selon lesquelles ils n'y étaient pas les bienvenus, provoquèrent la rébellion d'environ vingt mille morisques de La Marina Alta, qui se concentrèrent dans les montagnes proches de Callosa d'en Sarrià, et furent durement réprimés par un tercio débarqué à Dénia, par les milices locales et par des volontaires attirés par le butin.

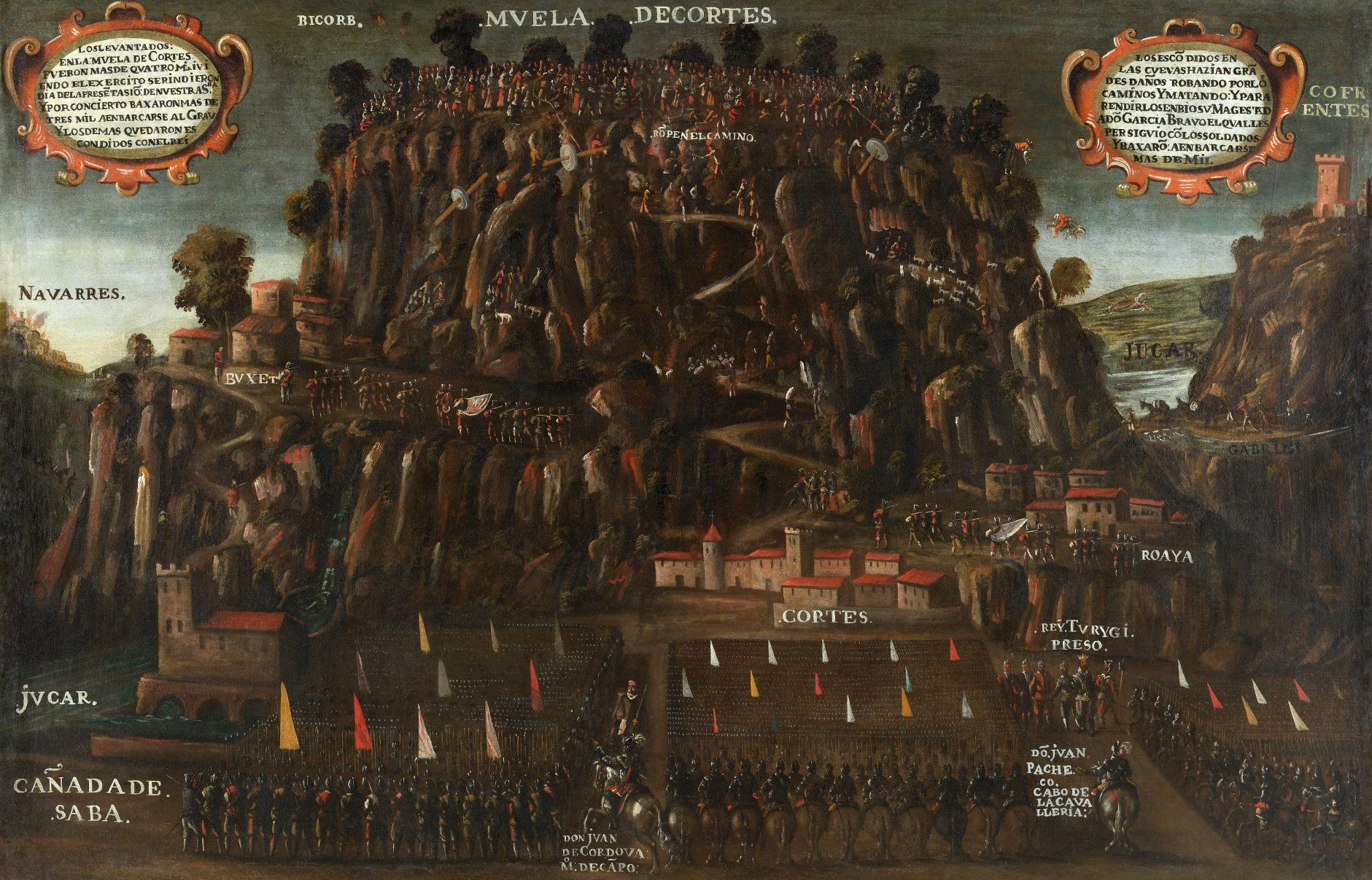
Tableau de Vicente Mestre (1613) sur le soulèvement morisque de la Muela de Cortes.

Plusieurs milliers de Morisques de la zone montagneuse de l'intérieur de Valence, près de la frontière avec la Castille, se révoltèrent également et se retranchèrent dans la Muela de Cortes, où ils choisirent comme chef un riche Morisque de Catadau appelé Vicente Turixi. Toutefois, déjà décimés par la faim et la soif, ils furent facilement défaits par les tercios arrivés d'Italie pour assurer l'opération. On ignore combien de Morisques périrent, on sait seulement que les environ trois mille survivants furent embarqués. Leur chef fut exécuté à Valence. Il mourut en affirmant être chrétien,.
Pour en finir avec les Morisques rebelles, le vice-roi publia un ban dans lequel il offrait « à toute personne qui se lancerait à la poursuite desdits Maures soixante livres pour chaque Maure qu'elle présenterait vivant et trente pour chaque tête qu'elle remettrait de ceux qu'elle tuerait [...]. Et s'il advient que les personnes qui les ramèneraient vivants préfèrent qu'ils soient leurs esclaves, nous jugeons bon de leur donner pour tels, et de leur concéder la faculté pour que comme de tels esclaves ils puissent ainsi les marquer au fer. »
Selon l'historien valencien Manuel Ardit : « D'un point de vue moral, l’expulsion des Morisques fut un acte de barbarie et d’intransigeance religieuse et politique. Environ 112 000 personnes furent expulsées de leur pays pour la simple raison qu'elles étaient différentes : elles parlaient une autre langue, avaient d'autres coutumes et adoraient le même Dieu d'une manière différente. »

#### Conséquences de l'expulsion des Morisques

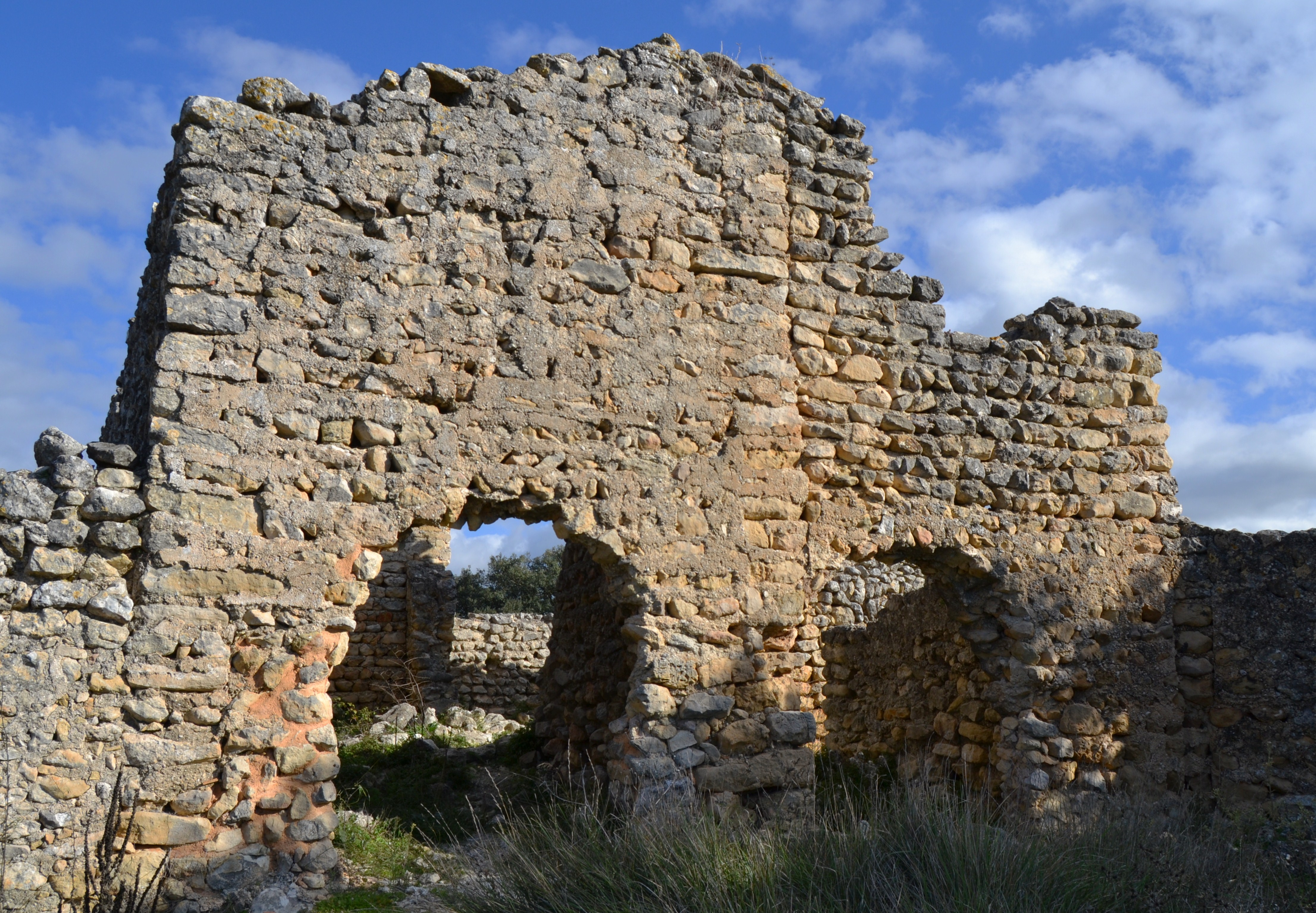
Ancienne localité morisque de L'Atzuvieta dans la Vall d'Alcalà (Marina Alta).

Le royaume de Valence fut celui de la monarchie espagnole le plus affecté par l'expulsion : les Morisques y représentaient un tiers de la population, qui en 1609 était d'environ 350 000 habitants,. Près d'un siècle de repeuplement fut nécessaire pour combler le vide démographique.
Le repeuplement chrétien fut très majoritairement confié à des colons originaires du royaume de Valence. Moins de 10 % venaient de l'extérieur ; c'est par exemple le cas des Majorquins qui s'installèrent dans la région de la Marina Alta, à l'origine d'une modalité « majorquinisante » du valencien parlé localement,,. Les colons occupèrent les meilleures terres de sorte que presque tous les villages des zones montagneuses de l'intérieur demeurèrent désertés : en 1638, sur les 405 colonies morisques existant en 1609, 205 étaient encore inhabitées. En 1645, les Cortes du royaume de Valence supplièrent le roi Philippe IV de favoriser l'occupation et l'exploitation agricole de ces terres,.
L’expulsion eut de sévères répercussions sur la production agricole qui tarda à se rétablir. La culture de la canne à sucre subit un contrecoup sévère et la récolte de riz diminua, ce qui obligea à importer du blé de Castille et de Sardaigne pour pallier la pénurie de céréales. En revanche, la production de soie ne fut pas affectée et que la production de vin augmenta,
Pour le petit laboureur et l'artisan, l'expulsion des Morisques signifiait la disparition de concurrents, mais leur prétention à l'annulation des dettes contractées avec ces derniers — à qui ils avaient acheté des produits agricoles et du bétail — fut douchée par la Couronne, qui établit qu'elles devraient être payées aux seigneurs des Morisques en compensation de la perte de leurs vassaux. Les intérêts sur les dettes contractées par les Morisques, dont les seigneurs auraient dû être responsables pour avoir conservé leurs terres, furent néanmoins réduits à 5% %, au détriment des prêteurs, dans de nombreux cas des communautés bourgeoises et ecclésiastiques.  En 1613, la Taula de canvi (es) de la ville de Valence fit faillite, mais la question de savoir si ce fut en conséquence directe de l'expulsion est controversée.

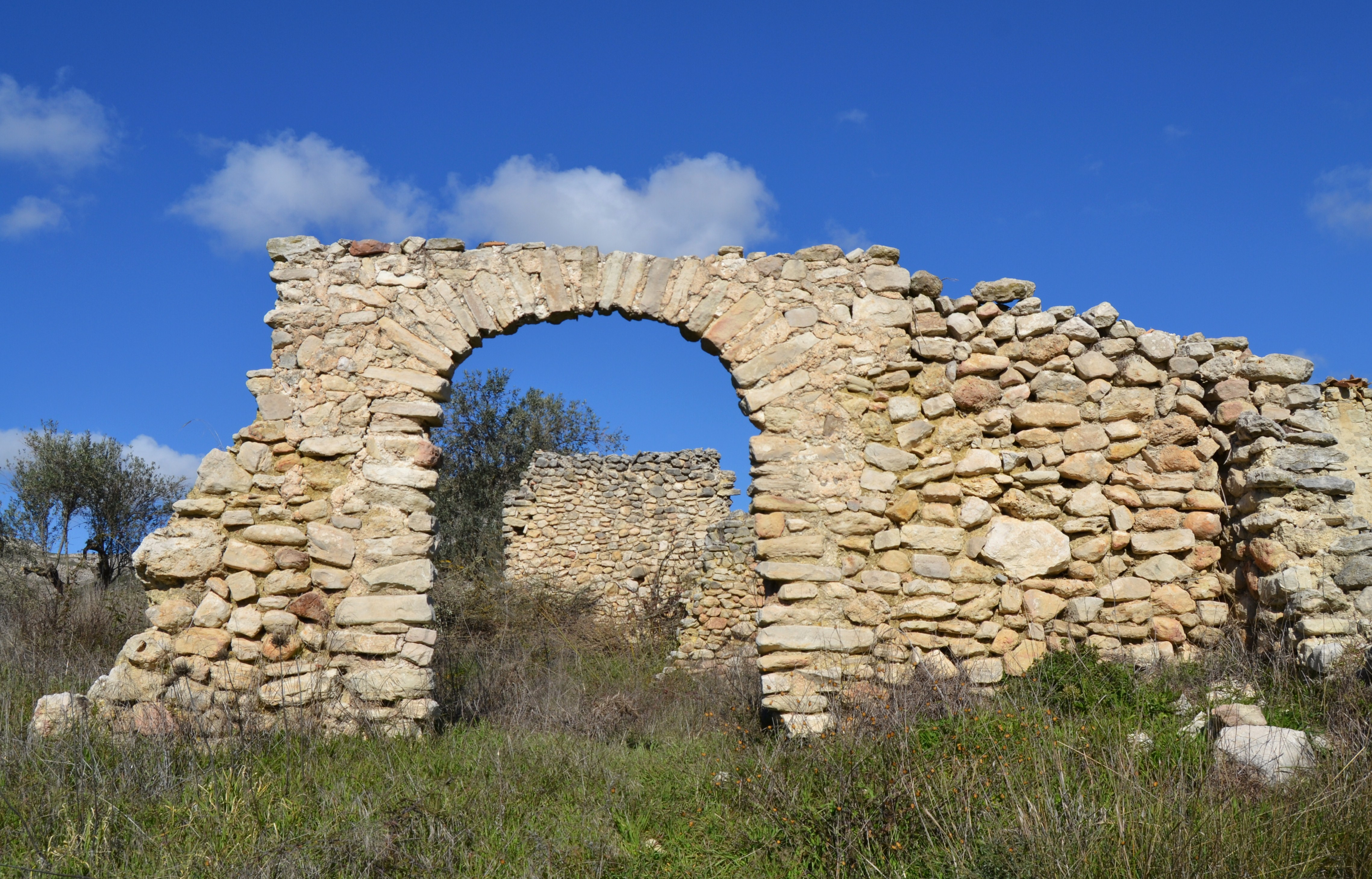
Ancien village morisque de La Roca dans la Vall d'Alcalà (Marina Alta).

En principe, les seigneurs, laïcs comme ecclésiastiques, auraient dû être les grands perdants de l'expulsion, puisqu'ils perdaient les vassaux travaillant les terres de leur juridiction. C'est le cas du duché de Gandia, dont 13 000 Morisques furent expulsés, mais il était déjà en grandes difficultés financières avant l'expulsion, le duc étant tellement endetté que ses revenus devaient être consacrés exclusivement au paiement de la dette. Cependant, beaucoup tirèrent leur épingle du jeu car ils s'approprièrent les alleux des Morisques expulsés, virent les intérêts de leurs dettes réduits (à 5 % par les pragmatiques (es) de 1614 et 1622) car ils invoquèrent le manque de vassaux et qu'ils imposèrent aux nouveaux colons les mêmes conditions onéreuses que celles autrefois imposées aux Morisques — toutefois, ils durent parfois les assouplir pour que les terres ne restent pas improductives —, ce qui provoqua des tensions croissantes entre seigneurs et paysans.
Dans les mots de Manuel Ardit, « Les Morisques étaient pauvres mais dociles. Les nouveaux vassaux chrétiens finirent par se montrer contestataires. En 1693 ils décidèrent que les chartes de peuplement étaient excessivement dures. Une formidable révolte s'étendit dans toute l'ancienne montagne morisque, marquant la culmination de ces tensions, celle qui fut appelée la Seconde Germania, à la fin du siècle.
Cependant, « la noblesse valencienne continua à connaître de graves difficultés pendant une grande partie du XVIIe siècle », bien que « ce fût qui la bourgeoisie urbaine qui paya les pots cassés », celle-ci voyant ses revenus baisser avec la réduction des taux d'intérêts.
Les historiens Antonio Domínguez Ortiz (es) et Bernard Vincent (es) font le bilan suivant de l'expulsion des Morisques :

« L'expulsion de 1609 fut pour Valence, sinon une catastrophe, du moins un sévère contretemps, bien qu'avec de grandes différences sectorielles. Quelques grands seigneurs en sortirent indemnes et certains mêmes furent gagnants ; de nombreux noyaux paysans s'améliorèrent. De nombreux seigneurs moyens et petits souffrirent des conséquences de l'opération, ainsi que de nombreux rentiers, chevaliers, ecclésiastiques et institutions qui avaient placé leur capital dans des cens. L'ensemble du Royaume se rétablit grâce à l'augmentation des exportations de vin et de soie, ce qui lui permit de drainer en sa faveur une partie de l'argent castillan. Au milieu du siècle, il subit les causes générales de la récession qui affecta toute l'Espagne (guerres et pestes) et se rétablit à partir de 1660. »

En 1850, le chroniqueur et historien Vicente Boix (en) décrivit ainsi cet épisode : « cette expulsion dépeupla le pays, diminua son agriculture et le réduisit à l'impuissance. »

### «L'Union des Armes» et la Guerre de Catalogne (1625-1652)

#### Union des Armes: lesCortsde 1626

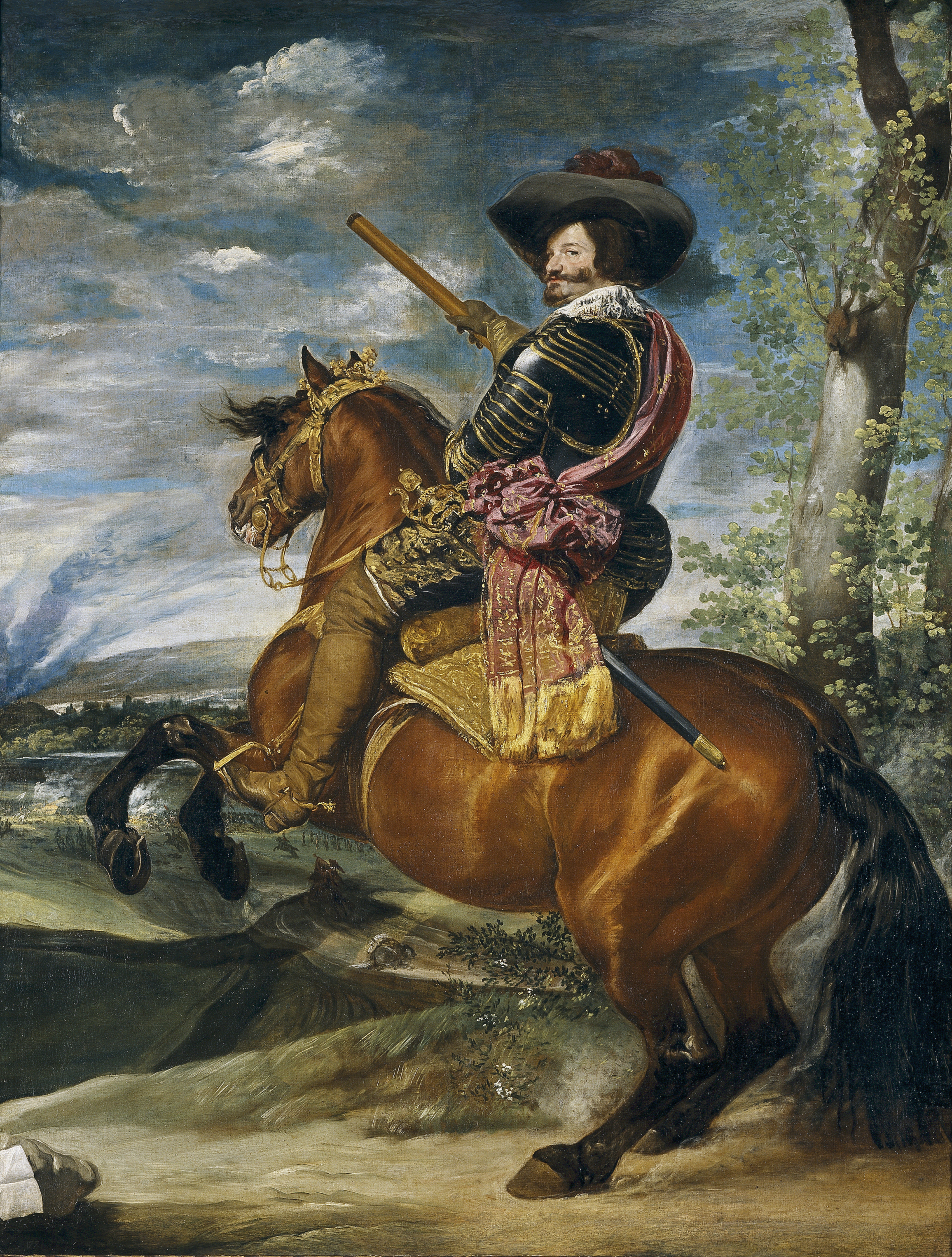
Portrait équestre du comte-duc d'Olivares, par Diego Velázquez (vers 1636).

Face à la difficile situation dont le nouveau roi Philippe IV avait hérité à la suite de la dépression économique et du début en 1618 de celle qui serait connue comme la guerre de Trente Ans et se compliqua dès son accession au trône, à seulement seize ans, avec la fin de la trêve de Douze Ans dans la guerre contre les autoproclamées Provinces-Unies des Pays-Bas, son favori le comte-duc d'Olivares proposa de modifier le modèle politique de monarchie composite (en) des Habsbourg dans le sens d'une uniformisation les lois et les institutions de leurs royaumes et d'ainsi obtenir que l'autorité du roi fût renforcée de sorte que son pouvoir soit partout équivalent à celui dont il disposait avait dans la couronne de Castille. Cette proposition se concrétisa dans un rapport (es) daté du 25 décembre 1624.
Cependant, Olivares était conscient que la réalisation de ce projet décrit requerrait du temps, c'est pourquoi il présenta au Conseil d'État un projet moins ambitieux, connu sous le nom d'« Union d'armes », qui impliquait la création d'une armée de réserve de 140 000 hommes recrutés et entretenus par les différents royaumes, États et seigneuries de la monarchie hispanique en proportion de leur population et richesse. Le royaume de Valence se verrait attribuer 6 000 hommes, comme le royaume de Sicile et les îles de la Méditerranée et de l'Océan, tandis que la couronne de Castille et son Empire d'Amérique en recevraient 44 000 ; le royaume de Portugal, la principauté de Catalogne et le royaume de Naples 16 000 chacun ; les Pays-Bas 12 000; Le royaume d'Aragon 10 000 ; et le duché de Milan 8 000. Si un territoire de la monarchie était attaqué, un septième du contingent, soit environ 20 000 fantassins et 4 000 cavaliers, devait être destinés à sa défense,.
Lors de la même séance du Conseil d'État du 13 novembre 1625 au cours de laquelle fut approuvée l'« Union d'Armes », on avertit que, concernant la couronne d'Aragon, le projet pourrait violer les lois des trois États qui le composaient (qui, par exemple, interdisaient de déployer les hommes recrutés en dehors de leurs territoires) et nécessiterait donc l'approbation des Cortes de chacun d'eux. Deux jours plus tard seulement, Olivares envoya quatre régents du Conseil d'Aragon pour expliquer le projet et essayer de persuader les ordres et autorités de chacun d'eux des bénéfices de celui-ci (le quatrième régent se chargea du royaume de Majorque, qui ne disposait pas de ses propres Cortes). Olivares fixa également la date de la réunion des différentes Cortes à la mi-décembre et proposa qu'elles se réunissent dans une même ville, où le roi se rendrait depuis Madrid, profitant également de l'occasion pour prêter serment sur leurs lois respectives comme c'était requis, ce qu'il n'avait pas fait depuis son accession au trône en 1621, provoquant un grand mécontentement aux différentes Cortes. Olivares promit également que le roi effectuerait une nouvelle visite plus tard, qui durerait une année entière.
Cependant, les rapports que les régents transmirent à Madrid étaient assez décourageants. Ils évoquaient les doutes et le manque d'enthousiasme, voire le rejet, que le projet avait suscité — en dépit des importants efforts fournis, comme ceux du régent Castellví qui, selon un chroniqueur, « avait surpassé Démosthène » dans la défense de l'« Union des Armes » face au bras nobiliaire valencien —. Par exemple Pere Joan Porcar (es), prêtre de l'église de Saint Martin (es) de Valence, écrivit dans son dietari, après s'être montré en désaccord avec une réunion des Corts en dehors du royaume, qu'Olivares « prétend que toutes les couronnes et royaumes d'Aragon doivent être conformes à celle de Castille, malgré les fors et les privilèges desdits royaumes. La réunion des multiples Cortes fut donc reportée à la mi-janvier, et l'idée de la tenir dans la même ville fut écartée. Celles d'Aragon seraient les premières et se tiendraient à Barbastro le 15, suivies de celles de Valence, qui se réuniraient à Monzón (une ville pourtant aragonaise) et les Catalanes à Barcelone, et non à Lérida comme cela avait été initialement prévu, suscitant des protestations.
Accompagnés d'une petit nombre de courtisans, le roi et le comte-duc quittèrent Madrid le 7 janvier 1626 pour Saragosse (ils ne revinrent dans la capitale que le 14 mai, après un voyage plus long que prévu). À Barbastro, le roi présenta le projet de l'Union des Armes aux Cortes d'Aragon et à Monzón, à quelques jours de distance, à celles de Valence. Dans les deux cas, il rencontra une forte opposition menée par l'ordre nobiliaire. Les premiers à céder aux pressions et menaces furent celles de Valence, mais la Couronne dut faire une concession qui contredisait le sens originel du projet : le nombre de 6 000 hommes payés prévu initialement ne fut pas accordé — le chiffre se réduisit à 1 666 au cours des négociations — mais à sa place le paiement d'un service de 1 080 000 livres étalé sur quinze ans, somme considérée comme suffisante pour entretenir 1 000 volontaires valenciens ou de l'extérieur du royaume. L'accord fut approuvée le 21 mars — à cette même date, le roi partait pour Barcelone pour y célébrer les Cortes catalanes —. Le lendemain, une affiche apparaissait sur les murs de Valence montrant Olivares entouré de flammes traînant le roi et les trois ordres avec des cordes. Le roi lui demandait : « Où emmenez-vous ces gens, comte ? » Ce à quoi Olivares répondait : « Quand ils sentiront le feu, eux diront où. »
L'hispaniste britannique John H. Elliott a souligné que les Valenciens disposaient d’un argument de poids pour rejeter le nombre d’hommes qui leur avait été attribué car on pouvait la considérer exorbitante étant donné que seulement quinze ans auparavant, le royaume avait perdu un tiers de sa population. Fournir 6 000 hommes payés, « signifiait en réalité la mobilisation d'un adulte sur onze [...]. La simple impossibilité de répondre à une exigence de ressources humaines de cette importance, surtout si elle devait être permanente, constituerait sans aucun doute l'arme la plus puissante dont disposeraient les Cortes valenciennes». Une interprétation partagée par son disciple James Casey (es), qui remarque que le projet initial « impliquait un taux de conscription beaucoup plus élevé que celui accepté par le gouvernement lui-même, qui estimait pouvoir obtenir un ou deux hommes pour cent foyers. »
D'autre part, Elliott souligne également que, contrairement à ce qui était survenu aux Cortes catalanes qui ne votèrent même pas la proposition, le roi ayant quitté précipitamment Barcelone le 4 mai sans clore la réunion, celles du royaume de Valence ne s'opposèrent pas frontalement à l'Union des armes et finirent par céder partiellement aux demandes du monarque — comme il advint aux Cortes du royaume d'Aragon, qui avaient rabaissé le nombre de 10 000 hommes payés initialement prévu à 2 000 hommes payés pendant quinze ans, ou l'équivalent de leur entretien en argent —, parce que « le royaume de Valence manquait de la cohésion, de la force et de la confiance suffisantes pour organiser une forte résistance contre les mesures politiques dont on se défiait tant » et que de plus il était exposé depuis un certain temps « au processus corrosif de pénétration linguistique et culturelle de la Castille », très inférieur dans la principauté de Catalogne. Une autre raison, selon Elliott, selon laquelle la société valencienne « était traditionnellement considérée comme politiquement plus docile que ses deux autres États frères, l'Aragon et la Catalogne » était que « le conseil permanent de ses ordres, la Deputació, n'avait à aucun moment cessé d'être un organisme de rente, sans jamais devenir une institution activement soucieuse de la défense de la constitution contractuelle. » Antoni Furió souligne également le facteur de la « sclérose administrative d'une Generalitat dépourvue de compétences politiques », faisant preuve d'une plus grande loyauté envers la Couronne, ce qu'il explique « autant par la nature même du royaume, qui depuis sa création avait été un espace plus favorable à l'action de la monarchie, que par la dépendance croissante de l'aristocratie et d'autres groupes privilégiés vis-à-vis du pouvoir royal », le tout étant facilité par le grand niveau d'endettement non seulement de la noblesse, mais aussi des municipalités du royaume. À cet égard la Généralité valencienne se trouvait en claire situation de désavantage par rapport à son homologue catalane qui jouissit d'un important poids politique et même, selon les propres députés valenciens, que celle de l'Aragon. Comme le déclara le régent Castellví lui-même : « l'état dans lequel se trouvent la ville de Valence et autres villes, villages et lieux du royaume est tel que tous, avec moins de exceptions, répondent de charges ordinaires, de cens et des dépenses beaucoup plus que ce qu'ils ont en rentes. » Casey ajoute encore « le peu d'enthousiasme des Valenciens pour l'Union des armes » : le mécontentement provoqué par la défense de la côte contre les attaques continues de la piraterie barbaresque, entièrement assumée par le royaume sans aucune aide du gouvernement de Madrid ; de plus « cette Union exigeait [des Valenciens] une réorientation des intérêts du monde méditerranéen, qui était le leur, vers l'Atlantique, ce qui intéressait beaucoup la Castille.

#### Guerre de Catalogne (1640-1659): lesCortsde 1645
Lorsqu'éclata le soulèvement de la Catalogne en 1640, les royaumes de Valence et d'Aragon restèrent fidèles à la monarchie, mais au cours de la guerre, de nouvelles relations s'établirent entre la Couronne et les élites des deux entités respectives, découlant sur un renforcement de l'autoritarisme royal.
La contribution initiale du royaume se limita à fournir argent, nourriture et équipement militaire, mais tout changea lorsque la nouvelle arriva début avril 1642 que « l'ennemi a occupé et occupe la frontière du royaume actuel de la part de la principauté de Catalogne avec la tentative d'assiéger (es)Tortosa, ce qui, en cas de succès, entraînerait un danger notoire pour le présent royaume actuel. » La Junta d'Electes des trois ordres décida d'envoyer deux mille hommes, motivée par sa fidélité au monarque, mais le recrutement ne fut achevé qu'au printemps de l'année suivante. En 1644, de nouvelles conscriptions furent organisées pour Lérida et Tarragone et de nouveaux subsides furent approuvés pour entretenir la garnison de Tortosa et de Roses. À la fin de cette même année, le roi réussit à faire accepter par la Junta d'Electes cantonnement des troupes de l'armée royale durant le printemps de 1645, afin d'alléger le fardeau qui jusqu'alors pesait fondamentalement sur le royaume d'Aragon. Il obtint également la concession d'une nouvelle conscription pour Tarragone, Tortosa et Roses.
Entre 1643 et 1645, les trois ordres valenciens (Estaments) approuvèrent trois concessions pour un total de 68 000 livres, non soumises à la convocation de Corts. Cependant, pour assurer la continuité de la collaboration du royaume de Valence dans la guerre de Catalogne, le roi les réunit à Valence en 1645. En dépit de leur brièveté, en raison de l'urgence de Philippe IV pour obtenir une nouvelle donation substantielle — on approuva un total de 342 000 livres, au taux de 57 000 annuelles —, toutes les problèmes qui demeuraient en suspens furent débattus. Lors de ces Cortes, on convit de créer une Junta de Contrafurs ou Junta d'Elets per a l'observança dels Furs, chargée d'examiner les plaintes pour violations des fors de Valence jusqu'à la réunion des prochaines Corts — celles-ci ne furent toutefois jamais convoquées, si bien qu'il s'agit des dernières de l'Espagne des Habsbourg —  et une Junta del Servei (« Comité du Service »), qui s'occuperait de la conscription de mille-deux-cents hommes pour six ans, affectés à la défense de la frontière de Tortosa.
La période s'écoulant entre la fermeture des Corts de 1645 et la fin de la guerre de Catalogne, est marquée par la désillusion et la frustration des élites du royaume de Valence et par les conflits internes de celles de la capitale. De plus, la noblesse dut supporter le préjudice que représentait pour elle « la marginalisation du commandement militaire des troupes qui agissaient au service du Royaume à ses frontières. » Lors de la réunion des Cortes l'approbation de nouveaux fors fut reportée et lorsque la Couronne statua sur ceux-ci, ils furent rejeté par les estaments valenciens. Pour cette raison, lorsque le roi demanda de nouvelles aides, ils refusèrent d'accorder tout financement jusqu'à satisfaction de leurs demandes ; en revanche, ils approuvèrent finalement une nouvelle conscription « en raison de l'urgence du moment » devant la possible chute de Tortosa aux mains de l'armée franco-catalane, qui eut lieu en juillet 1648.
Cet évènement ouvrit le royaume de Valence aux incursions des forces franco-catalanes, qui assiégèrent la ville de Sant Mateu en 1649, alarmant tout le royaume, comme le manifestèrent les ordres. Une force armée fut levée sous le commandement du vice-roi de Valence, le comte d'Oropesa (en), qui réussit à lever le siège de Sant Mateu et s'occupa de fortifier Traiguera, près de la frontière catalane, pour éviter de nouvelles incursions et avec l'objectif final de récupérer Tortosa, ce qui advint en décembre 1650. Les ordres valenciens écrivirent au roi pour le féliciter et exprimer leur joie, en soulignant que la « nation valencienne » « avait coopéré en grande partie [...] en raison du grand nombre de soldats avec lesquels elle a collaboré (dans) une entreprise d'une telle importance. »
Après la capitulation de Barcelone en octobre 1652, les estaments se montrèrent réticents à continuer à collaborer avec la monarchie sans aucune contrepartie. Le vice-roi écrivait à ce sujet que « la maladie de la Catalogne les rend fébriles » et peu enclins à collaborer. Cependant, même après la fin de la guerre — survenue en 1659 avec la signature du Traité des Pyrénées —, les contributions en hommes et en argent, nécessaire pour la campagne du Portugal au cours de laquelle l'armée royale fut défaite en juin 1665 à la bataille de Villaviciosa, se poursuivirent . Philippe IV mourut en septembre 1665, son fils Charles, âgé de seulement quatre ans, lui succéda et sa mère, Marie-Anne d'Autriche occupa la régence, au cours de laquelle fut reconnue l'indépendance du royaume de Portugal en février 1668,.

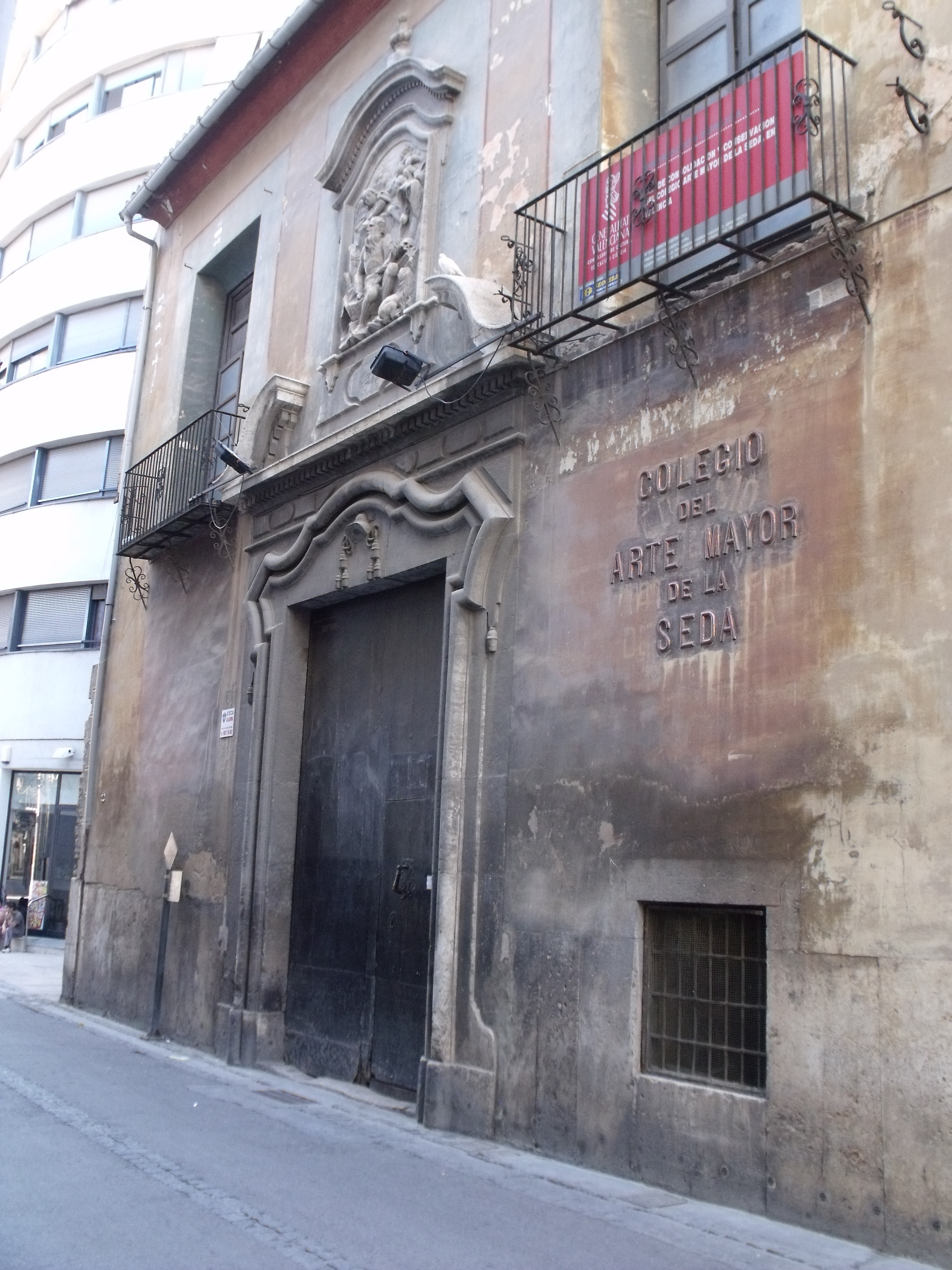
Façade du de Valence, titre concédé par Charles II en 1686 en échange d'une donation et en reconnaissance de la croissance notable de la manufacture de la soie, devenue l'un des piliers fondamentaux de l'économie de la ville.

Dans son testament, Philippe IV demandait à son fils et à ses successeurs de « garder et de faire garder tous mes royaumes et les lois, fors et privilèges de chacun d'eux, et de ne permettre aucune nouveauté dans leur gouvernement [...] car ne pas l'avoir fait provoqua les dommages que l'on connaît [...]. » Cependant, ni pendant la régence de Marie-Anne d'Autriche (1665-1775), ni pendant le règne effectif de Charles II (1675-1700), ne furent réunis les Corts pour que le nouveau monarque prête serment sur les Fors et soit reconnu comme tel, malgré les demandes insistantes des Estaments. Juan José d'Autriche, fils illégitime de Philippe IV et à partir de 1677 à la tête du gouvernement — entre 1669 et 1675 il avait été vice-roi d'Aragon et vicaire général de la Couronne d'Aragon —, fit en sorte que Charles II, ayant atteint l'âge de la majorité (quatorze ans), se rendît à Saragosse pour présider les Cortes du royaume d'Aragon, où il prêta serment de serment sur ses fors, mais lorsqu'il se prépara à faire de même avec la principauté de Catalogne et le royaume de Valence il se heurta à l'opposition du Conseil d'Aragon (es), qui craignait que les Catalans ne profitent de l'occasion pour réclamer les droits perdus en 1652, et celle du Conseil de Castille, qui alléguait que les Corts ne servaient qu'à favoriser les royaumes et à diminuer l'autorité et le pouvoir royaux. Certains auteurs ont vu dans cette posture autoritaire sans précédent une première avancée vers la monarchie absolue, s'exprimant par une « discrimination » politique envers la couronne d'Aragon.
Ainsi, comme le souligne Carme Pérez Aparicio, « le règne du dernier Habsbourg fut marqué par [le] vieux contencieux [du] respect et [de] la défense des Fors, violés à plusieurs reprises par certains vice-rois et officiers royaux, prêts à mettre fin au brigandage et à la criminalité à n'importe quel prix », ce qui ne fut pas un obstacle à la poursuite de la collaboration militaire avec la monarchie, notamment pour défendre la Catalogne soumise à de fréquentes attaques du royaume de France, surtout pendant la guerre de Neuf Ans (1688-1697). Toutefois, ces contributions militaires valenciennes « conservèrent à tout moment leur caractère volontaire, elles furent toujours demandées en respectant la procédure constitutionnelle, c'est-à-dire les trois ordres comme représentants du Royaume, et acceptées ou refusées en fonction de différentes circonstances et stratégies. »

### SecondeGermania(1693)
En juillet 1693, dans la dernière décennie du règne de Charles II, eut lieu une révolte paysanne qui affecta principalement les comarques centrales du royaume de Valence, spécialement celle de La Marina (Alta et Baixa), qui fut baptisée « Seconde Germania » car les rebelles avait adopté le nom d’agermanats en mémoire des Germanies du début du XVIe siècle. La révolte rassembla aussi bien des travailleurs journaliers pauvres que des paysans aisés, soutenus par des notables locaux comme les notaires, avocats et le bas clergé. 
À Morvedre en 1689, le notaire Félix de Vilanova soutint que, selon les anciens privilèges médiévaux, les paysans locaux étaient exemptés de payer les droits seigneuriaux. Le conflit atteignit son paroxysme dans les régions autrefois habitées par les Morisques — La Marina, El Comtat, La Safor et La Vall d'Albaida —, comme le prouvent les nombreux conflits juridiques que des habitants contre leurs seigneurs. Le même Félix de Vilanova qui avait fomenté la rébellion du Camp de Morvedre, se rendit dans les années suivantes dans La Marina où il dit de nouveau aux paysans « qu'il avait ou connaissait certains privilèges qui les exemptaient de payer les droits des seigneurs », propagande anti-seigneuriale qui alerta le vice-roi lui-même, ainsi que le duc de Gandia et d'autres seigneurs valenciens qui se plaignirent au Conseil d'Aragon des difficultés qu'ils rencontraient pour percevoir les rentes de leurs paysans,. En pratique, ces revendications revenaient à revendiquer l'abolition du régime féodal.
Après avoir tenté en vain d'étouffer les protestations par la force — le gouverneur de Xàtiva avait tenté d'arrêter les leaders de la révolte, dont le centre était Pedreguer, mais ceux-ci avaient réussi à s'échapper —, le vice-roi convoqua à Valence les représentants d'environ trente-cinq localités concernées, issues au total d'une quinzaine de seigneuries. Le comité arbitral de Valence nommé par le vice-roi le 12 février 1693 n'ayant pas accepté leurs revendications, allégant qu'ils n'avaient présenté aucun document pour les appuyer, ils décidèrent alors d'envoyer un mémorial au roi Charles II. Dans celui-ci, ils affirmaient que les partages de terres imposés par les seigneurs dans les nouvelles chartes de peuplement étaient illicites car ils contrevenaient aux privilèges et exemptions établis au moment de la conquête par Jacques Ier, justifiant ainsi leur non-paiement des rentes seigneuriales. Ils y exprimaient également leur désir de devenir des villes de juridiction royale, placées sous l'autorité directe du roi, et soutenaient que les seigneurs commettaient des abus en s'attribuant sur les terres des compétences relevant du monarque seul,,,,.
Le conflit éclata au début de la période des récoltes, à travers des refus de payer les impôts dus aux seigneurs. L'étincelle qui déclencha la rébellion fut l'arrestation, le 9 juillet 1693, dans la localité de Villalonga, de quatre agriculteurs qui avaient refusé de remettre la part de la récolte correspondant au duc de Gandía en tant que titulaire du domaine éminent de leurs terres. Rapidement, une armée d'agermantas se forma, composée de plusieurs milliers de paysans de la comarque de La Safor et des celles voisines du Comtat et de La Marina,,. Cette armée improvisée, composée de quelque 1 500 hommes mal équipés, était organisée en huit bataillons dirigés par le barbier chirurgien de Muro d'Alcoy, Josep Navarro,.

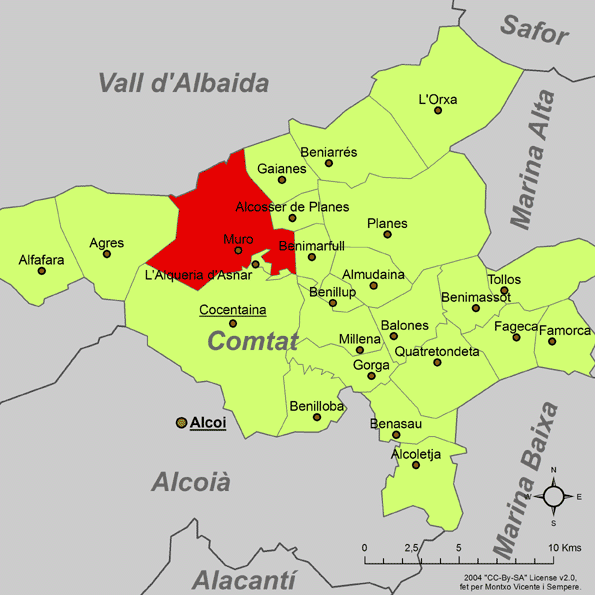
Carte de la comarque de El Comtat avec la localisation de Muro de Alcoy, où eut lieu la défaite des agermanats.

Le 10 juillet, environ trois mille paysans prirent le contrôle de la ville de Gandia. Le gouverneur de Xàtiva, Ventura Ferrer, avait mobilisé des troupes sur ordre du vice-roi, le marquis de Castel-Rodrigo : quatre cents hommes à cheval, quatre cents fantassins et deux pièces d'artillerie, auxquels s'ajoutèrent les milices de Xàtiva, Algemesí et Carcaixent, soit un total d'environ quinze cents hommes,,. Ferrer avait déclaré sa volonté de procéder à « quelques arrestations et agressions jusqu'à ce qu'ils soient humiliés et demandent de la miséricorde en se rendant. »
L'affrontement eut finalement lieu dans l'après-midi du 15 juillet à Setla de Nunyes, près de Muro de Alcoi, et se conclut par la défaite et la débâcle des agermanats. Il y eut douze morts et autant de blessés, tous du côté des insurgés. Dans les semaines suivantes, des escadrons de cavalerie patrouillèrent dans les villages, ordonnant à leurs habitants de payer les droits seigneuriaux, et la tentative d'insurrection qui eut lieu dans le marquisat de Llombai (en), près de la capitale, fut également réprimée,,. 
Une sévère répression fut immédiatement enclenchée, notamment contre les leaders de l'insurrection. Toutefois, « malgré l'échec immédiat de cet acte de rébellion instinctive, primitive, le mouvement conserva de la vigueur, encore une fois canalisé vers les tribunaux ou débordant à nouveau de manière violente, dans le cadre de la guerre de Succession,. »

### Insurrection et défaite des Habsbourg (1705-1707)
La décision de Charles II, sans descendance directe, de désigner comme héritier dans son testament le prince Philippe de Bourbon, duc d'Anjou et petit-fils de Louis XIV, au détriment de l'autre candidat, l'archiduc Charles d'Autriche, ne fut pas reçu avec beaucoup d'enthousiasme dans les États de la couronne d'Aragon, dont le royaume de Valence, en raison du sentiment antifrançais généralisé qui y régnait — dû, entre autres raisons, au souvenir encore très vivace des incursions françaises en Catalogne pendant la guerre de Neuf Ans (1688-1697) — et de la crainte que le nouveau monarque ne mette fin au pactisme en appliquant le système absolutiste et centraliste imposé par son grand-père au royaume de France. En outre, le pouvoir du roi de désigner un héritier fut mis en doute, en défendant la formule du Compromis de Caspe de 1412. Ainsi, lorsque la mort de Charles II, survenue le 1er novembre 1700 fut connue Français, seul le royaume de Valence se soumit sans réserve la volonté du roi, tandis que dans le royaume d'Aragon on proposa la convocation d'une Junte générale de la Couronne d'Aragon à la manière du Compromis de Caspe, et dans la principauté de Catalogne on demanda la convocation des Cortes générales de la couronne d'Aragon. Toutefois, dans ces deux territoires finit par s'imposer le pragmatisme devant l'évidente menace représentée par l'Armée française stationnée près de la frontière. Quoi qu'il en soit, « les relations entre le nouveau roi et les royaumes débutèrent avec une méfiance mutuelle ».
À l'été 1701, le nouveau roi Philippe V, âgé de dix-sept ans, commença un voyage à travers les capitales des États de la Couronne d'Aragon. À Saragosse, il prêta serment sur les Fors d'Aragon mais reporta la tenue de Cortes. Il se rendit à Barcelone, où étaient en revanche convoquées les Cortes catalanes, dont les sessions commencèrent le 12 octobre 1701 (es) et devant lesquelles le monarque se présenta et prêta serment sur les Constitucions. Les Cortes du royaume de Valence ne furent jamais célébrées et Philippe V ne prêta pas serment sur les Fors, ce qui suscita une grande frustration : les dernières Corts avaient été tenues en 1645 et de nombreux problèmes et greus (« griefs ») se trouvaient en suspens. La raison en était qu'en avril 1702 Philippe V avait quitté Barcelone pour l'Italie, laissant à sa femme, María Luisa Gabriela de Savoie, la charge de présider les Cortes d'Aragon, pour affronter la Grande Alliance formée par les États signataires du traité de La Haye, dirigés par l'empire Habsbourg, le royaume d'Angleterre et les Provinces-Unies des Pays-Bas, défendant l'accès au trône d'Espagne de l'archiduc Charles d'Autriche. La guerre de succession d’Espagne avait commencé,.
Au début, le royaume de Valence demeura fidèle à Philippe V ; la ville de Valence et la Généralitat armèrent à leurs frais un tercio de 600 hommes mis à la disposition du roi, mais celui-ci les envoya à Cadix pour la défendre des attaques de la flotte anglo-néerlandaise, laissant le royaume sans protection, ce qui faciliterait le triomphe de l'insurrection autrophile de 1705,. Les premiers signes de soutien à l'archiduc Charles d'Autriche se manifestèrent avant même l'arrivée de Philippe V dans la péninsule. En janvier 1701, le vice-roi rapportait l'existence de « conversations détendues et de réunions privées concernant la succession de la Monarchie. » Parmi les partisans des Habsbourg, on comptait des membres du bas clergé, séculier et régulier, craignant le régalisme français, de la petite noblesse, engagés dans la défense des Fors qu'ils croyaient menacées, de la bourgeoisie et des secteurs liés au commerce avec l'Angleterre et les Pays-Bas, ou d'autres lésés par la concurrence des produits français. Tous tendirent à défendre les droits de l'archiduc Charles, encouragés par des agents envoyés par le père de ce dernier, l'empereur Léopold Ier, qui parcoururent clandestinement tous les territoires de la Monarchie pour établir des contacts et préparer les rébellions, ainsi que par certains membres de la noblesse de la cour, tout particulièrement Fernando de Silva y Meneses, comte de Cifuentes (es),.

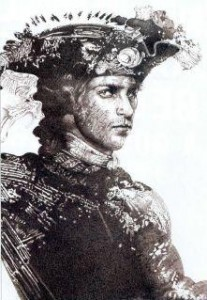
, général des Habsbourg et chef des maulets.

En 1703, la flotte anglo-hollandaise fit son apparition sur la côte valencienne sous le commandement de l'amiral Schovell, et fut chaleureusement accueillie à Altea, dans la comarque de la Marina. L'année suivante, la flotte se dirigea vers Barcelone pour y débarquer des troupes alliées (es) afin de soutenir une insurrection catalane austrophile, qui ne se produisit finalement pas. L'un des objectifs de la flotte commandée par l'amiral anglais George Rooke et le prince de Hesse-Darmstadt était de débarquer dans la Marina des agents austrophiles ayant pour mission de contacter et d'organiser les partisans de l'archiduc. Juan Bautista Basset (en), militaire valencien qui avait été au service de Charles II et de l'empeur Habsbourg, se distingua dans ce travail de propagande et d'agitation. Il sut profiter de l'agitation paysanne dans les comarques valenciennes centrales qui s'était manifestée lors de la Seconde Germania de 1693, en promettant la fin du paiement des droits seigneuriaux, sources de leur mécontement, s'ils soutenaient la cause de l'archiduc. Basset promit également que certaines villes cesseraient d'être des seigneuries pour passer sous la juridiction directe du roi. Basset prit ainsi la tête du secteur le plus radical des austrophiles, dont les membres passeraient à l'histoire sous le nom de maulets. La majorité de ceux-ci étaient des paysans qui plaçaient la lutte anti-seigneuriale avant la cause dynastique, ce qui ferait que la majorité de la noblesse valencienne s'aligne avec le camp des Bourbons, recevant le nom de botiflers (en),,. D'autre part, les agents austrophiles portaient une lettre signée de l'archiduc dans laquelle il exhortait les Valenciens à lutter pour « sauver leur patrie de la servitude à laquelle il se voit réduit », mais ne faisait aucune référence à une quelconque promesse d'exemption du paiement des droits seigneuriaux.
Lorsqu'en août 1705, la flotte anglo-hollandaise se présenta pour la troisième fois sur la côte valencienne. Elle se dirigeait de nouveau vers Barcelone avec à son bord l'archiduc lui-même pour diriger la rébellion qui s'était propagée en Catalogne conformément au pacte de Gênes et qui finirait par triompher en octobre. Les troupes alliées débarquèrent à Altea le 10, après une tentative échouée de prendre le port d'Alicante, et deux jours plus tard, les paysans levés en arme par Joan Baptista Basset prenaient Dénia et proclamaient l'archiduc Charles roi sous le titre de « Charles III »,.
Au vu des nouvelles qui arrivaient de La Marina, le vice-roi de Valence, le marquis de Villagarcía José Antonio de Mendoza, demanda à Philippe V l'envoi de troupes, mais considéra prioritaire la défense de la Catalogne, où venait d'avoir lieu le débarquement allié, et n'envoya au Pays valencien qu'un petit régiment composé uniquement de Catalans sous le commandement de Rafael Nebot. Un coup dur pour la cause de Philippe fut la prise de Tortosa à la fin de septembre par la flotte alliée, ce qui facilita l'émergence d'un deuxième foyer austrophile à Vinaròs, à l'extrême nord du royaume de Valence. La situation bascule définitivement lorsque le régiment de Nebot rejoignit les forces commandées par Basset. Ils occupèrent ainsi successivement Oliva, Gandia, Xàtiva et Alzira, leur ouvrant la route vers Valence La réaction des habitants de Valence à l'arrivée de l'armée commandée par Basset et Nebot fut une « joie indescriptible ». Dès qu'ils apprirent l'arrivée des austrophiles, le peuple se mutina et exigea la reddition de la ville. » Valence capitula le 16 décembre 1705, presque sans aucune résistance mais après la fuite des autorités royales et des plus éminents partisans des Bourbon. Deux mois plus tôt, Barcelone avait également été prise par les austrophiles,.

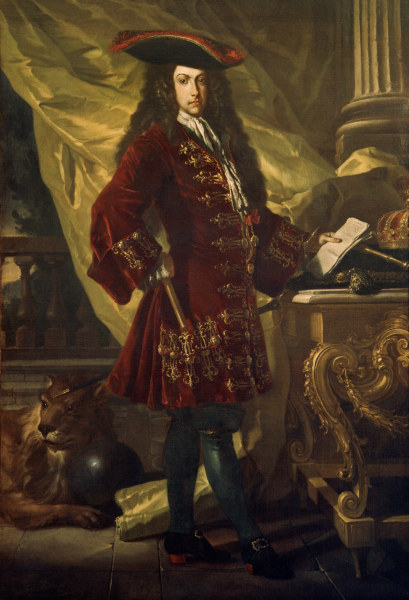
Charles III de Habsbourg en 1707.

La ville d'Alicante tomba aux mains des austrophiles quelques mois plus tard, le 7 août 1706, de sorte qu'à la fin de cette année-là, tout le royaume de Valence était aux mains des Habsbourg, à l'exception de Peníscola et de la Foia de Castalla (ca). Cependant, une division surgit bientôt au sein des partisans valenciens de l'archiduc en raison de la politique « radicale » de Basset et de ses partisans – les maulets. « Il exempta les vassaux du paiement des droits féodaux, concéda ed vastes exemptions fiscales et persécuta la noblesse philippiste et les commerçants français, dont les biens furent confisqués et vendus », mesures qui portaient préjudice à la ville de Valence, car l'une de ses sources de revenus était les taxes perçues sur les marchandises et aliments introduits dans la ville, et à le secteur de la noblesse, minoritaire, qui avait adopté la cause austrophile. Le sort de Basset fut scellé lorsqu'il échoua à mettre fin au siège des Bourbons en sortant de la ville à la tête d'une petite armée pour surprendre l'ennemi dans la localité voisine de Burjassot.

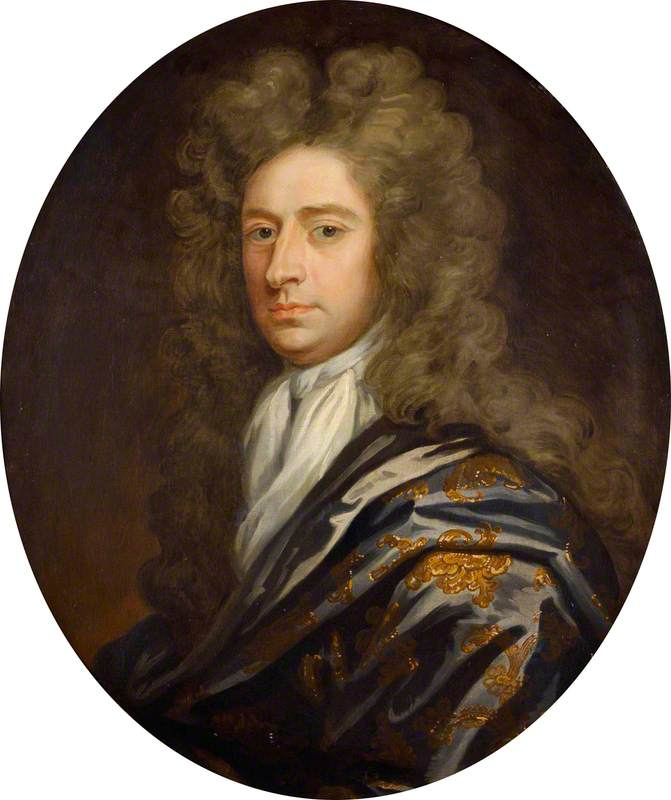
Charles Mordaunt, comte de Petersborough.

Ainsi, le 23 janvier 1706 l'archiduc Charles destitua Basset et nomma une figure plus modérée, le comte de Cardona, vice-roi de Valence. Le 4 février, il entra à Valence accompagné d'une armée de 1 800 hommes sous le commandement de Lord Peterborough . Les prisonniers austrophiles furent immédiatement libérés et autorisés à quitter la ville, les mesures de Basset en faveur des classes ouvrières furent suspendues et la noblesse se vit accorder une plus grande participation au gouvernement du royaume. Dans le même temps, les collaborateurs de Basset, tous d'extraction populaire, furent arrêtés, accusés de malversation sur les fonds obtenus lors de ventes aux enchères de biens confisqués aux marchands français et à la noblesse philippiste. Finalement Basset lui-même fut arrêté fin juin 1706, commençant dès lors un pénible séjour à travers les prisons de Xàtiva, Denia, Tortosa et Lérida. Lorsque son arrestation fut connue, des manifestations populaires éclatèrent aux cris de « Vive Basset, avant Charles III ! »
La nouvelle politique « modérée » du vice-roi Cardona fut ratifiée par l'archiduc Charles lui-même lorsqu'il arriva à Valence le 30 septembre 1706, après la conquête de tous les États de la couronne d'Aragon et une brève occupation de Madrid en juillet (es). Le 10 octobre, Charles, acclamé par la foule, prêta solennellement serment sur les Fors de Valence dans la cathédrale de la capitale valencienne, étant proclamé roi sous le nom de Charles III. Le serment donna lieu à « une grande fête d'exaltation de la maison d'Autriche : de nombreuses inscriptions, des hiéroglyphes élogieux et des peintures représentant la victoire des lions sur les coqs, en allusion aux maisons d'Autriche et de Bourbon, respectivement, décoraient les rues. »
Durant les cinq mois de sa résidence à Valence, où il établit sa cour, le roi traita l'épineuse question du paiement des droits seigneuriaux par les paysans, décidant lors d'une Junte célébrée le 29 novembre 1706 que ces derniers devaient les réaliser, puisque les exemptions accordées par Basset avaient été faites « sans ordre ni licence de Sa Majesté » et qu'elles contrevenaient à ce que « prévoient les Fors du Royaume eux-mêmes, dont Sa Majesté veut assurer l'observation, ayant juré de le faire. » Il n'entreprit cependant aucune espèce de représailles contre les paysans qui prétendaient que les promesses de Basset soient tenues et qui jusqu'alors ne s'étaient pas acquittés de leurs droits seigneuriaux.

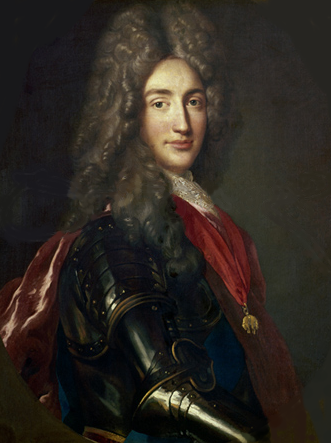
Jacques Fitz-James, IEr duc de Berwick, fils de Jacques II d'Anglaterre de la Maison de Stuart.

Le 7 mars 1707, Charles quitta précipitamment Valence avec toute sa cour pour Barcelone, à cause de l'avancée des troupes bourboniennes du duc de Berwick, Caudete, Petrel, Elda, Novelda et Elche étant déjà occupées. Un chroniqueur de l'époque justifia son départ en alléguant qu'« il était très risqué d'attendre la fin des divers et très graves évènements de la guerre dans une ville si mal fortifiée et avec les ennemis si proches [...]. De plus, dans la province de Valence, il n'avait pas de villes bien fortifiées comme celles de Catalogne pour s'opposer à l'ennemi. » Pour des raisons similaires, tous les « nobles de son parti » et le vice-roi lui-même, le comte de Cardona, quittèrent également la ville ; ce dernier fut remplacé par le comte de Corzana (es). Les supplications du gouvernement de la ville et de la Generalitat pour que le roi reste à Valence ne furent pas entendues. Le départ de Charles III fut également influencé par le climat de mécontentement social qui régnait à Valence en raison de la décision de révoquer les mesures anti-seigneuriales dictées par Basset et de l'arrestation de ce dernier. Cette démotivation pour la cause austrophile parmi les maulets et les paysans expliquerait aussi, entre autres raisons, le rapide succès de l'offensive des Bourbon après la bataille d'Almansa.
Le 25 avril 1707 eut lieu cette bataille décisive, à Almansa, entrée naturelle du royaume de Valence depuis la Castille. La victoire fut remportée par l'armée des Bourbons commandée par le duc de Berwick, qui vainquit l'armée alliée sous le commandement du comte de Galway et du marquis de Minas (en). Aucune troupe valencienne n'intervint et la clé de l'issue de la bataille résida dans la supériorité de la cavalerie des Bourbon. Le duc d'Orléans, commandant suprême des forces des vainqueurs, arriva à Almansa le lendemain du triomphe et envoya Claude d'Asfeld conquérir Xàtiva, tandis que lui et Berwick se dirigèrent vers Valence via Requena,,.
La nouvelle de la défaite d'Almansa provoqua une grande agitation à Valence, surtout lorsqu'on vit que les troupes austrophiles qui se retiraient ne s'arrêtaient pas dans la ville pour la défendre, poursuivant leur route vers la Catalogne. Le gouvernement municipal envoya une ambassade à Alzira pour supplier les généraux austrophiles de maintenir leurs troupes dans la capitale valencienne étant donné le danger imminent, en vain. La nouvelle de la prise de Requena par les Bourbons le 4 mai déclencha la panique dans la ville et de nombreux austrophiles s'embarquèrent pour Barcelone ou les îles Baléares. Le vice-roi s'enfuit également et s'installa à Sagonte.
Le 6 mai, les troupes bourboniennes sous le commandement du duc d'Orléans et du duc de Berwick, très proches de Valence, envoyèrent un émissaire pour exiger sa reddition. Le lendemain, le Consell General de la ville approuva cette demande, car elle était «sens defensa, sens caps y sens virrey» (« sans défense, sans chefs et sans vice-roi »). Selon un chroniqueur, le jurat en Cap (« juré en chef ») Melcior Gamir soutint « que ces malheureux habitants qui avaient tant fait pour le prince étaient désormais exposés aux armes des vainqueurs sans même avoir quelqu'un pour négocier la paix en préservant la vie des vaincus même s'ils livraient les autres [armes] aux vainqueurs. » Lorsque la décision du Consell fut connue, une émeute éclata dans la ville, qui put être contrôlée et la situation s'appaisa lorsqu'arrivèrent les termes des capitulations signées par le duc d'Orléans, dans lesquelles l'amnistie générale était garantie et la ville se voyait concéder tous les privilèges qu'elle avait avant Philippe V. Le 8 mai, seule une partie des troupes bourboniennes entrèrent à Valence, car on décidé que la plus grande partie d'entre elles resterait hors des murs pour éviter les pillages et, surtout, les affrontements avec la population qui se trouvait en émoi.
Le 12 juin, Xàtiva était pillée, brûlée et rasée sur ordre de D'Asfeld en guise de punition pour la « grande obstination et rébellion » de ses habitants — la ville avait résisté au siège pendant plus d'un mois — et pour servir d'exemple au reste des villes qui ne s'étaient pas encore rendues aux Bourbon. Jusqu'au nom de la ville, la deuxième la plus peuplée du royaume, fut changé, en San Felipe (« Saint-Philippe », en honneur au roi Bourbon).
la brutale répression sur Xàtiva suscita davantage encore de rejet des Bourbons parmi les Valenciens, si bien la résistance austrophile se maintint pendant plusieurs mois. En janvier 1708, tombait Alcoy — où furent exécutés des centaines de prisonniers —, en novembre c'était au tour de Dénia — où Charles III avait envoyé Basset après l'avoir gracié pour organiser sa défense —, puis en décembre d'Alicante, bien qu'un contingent britannique composé de 800 hommes résistât encore au dur siège (en) imposé par les Bourbon dans le château de Santa Barbara, jusqu'au 19 avril 1709. Bien que cela mît fin à la guerre au royaume de Valence, les troupes bourboniennes furent harcelées par des troupes de miquelets austrophiles qui demeurèrent actifs jusqu'à la chute de Barcelone en septembre 1714 ; ils le furent particulièrement au cours de 1710, lorsque les succès de l'archiduc en Aragon et sa deuxième entrée à Madrid (es), laissaient augurer une possible reconquête du royaume par les austrophiles, qui n'eut jamais lieu,.

### Décret de Nueva Planta (1707)
Lorsque Jacques Fitz-James, duc de Berwick, entra dans la capitale valencienne le 11 mai 1707, il lança un premier avertissement sur ce que pouvaient attendre la ville et le royaume du nouveau pouvoir des Bourbons :

« Ce Royaume a été rebelle à Sa Majesté [Philippe V] et a été conquis, ayant commis une grande trahison contre Sa Majesté, et n'a donc pas plus de privilèges ou de fors que ceux que Sa Majesté souhaitera désormais concéder. »

La menace fut mise à exécution un mois et demi plus tard. Le 29 juin Felipe V signa à Madrid le décret de Nueva Planta, déclarant l'abolition de « tous les fors, privilèges, pratiques et coutumes » des royaumes de Valence et d'Aragon — que ses troupes venaient également de conquérir —, « étant gouvernés » désormais « par les lois de Castille, si louables et plausibles dans tout l'univers. » L’abolition fut justifiée dans le décret sur la base de trois arguments : la rupture du serment de fidélité fait au roi, la domination absolue dont jouissait le roi dans tous les royaumes et États de sa monarchie et enfin le « juste droit de conquête » qui lui permettait d'imposer sa loi dans les territoires. Selon certains historiens, le premier et le troisième arguments étaient vrais du point de vue du camp des Bourbon — mais pas de celui des austrophiles — mais le deuxième était très discutable, « puisque la couronne d'Aragon, par le biais du pactisme, entretenait différents canaux de relation avec la monarchie qui conditionnaient grandement la souveraineté royale. » Quoi qu'il en soit, le décret de Nueva Planta, fut « le coup final porté au royaume de Valence. »
La décision avait mûri au cours des mois antérieurs, lorsque parmi les conseillers de Philippe V, y compris son grand-père le roi de France Louis XIV, avait peu à peu prévalu l'idée de modifier la structure politique de la monarchie composite des Habsbourg en mettant fin aux « privilèges » des États « rebelles » de la couronne d'Aragon, dont le royaume de Valence, car, comme l'affirma l'ambassadeur de Louis XIV, Michel-Jean Amelot de Gournay, « quelque affection qu'ils éprouvent pour le roi, ils seront toujours beaucoup plus pour leur pays. » L'archevêque de Saragosse, le Castillan Antonio Ibáñez de la Riva Herrera (en), avait déclaré en septembre 1706 : « Le roi pourra établir des lois justes et convenables à son service royal et au bien public, sans être empêché par les fors, dont les villes et villages infidèles ont été dépouillés par leur rébellion. »

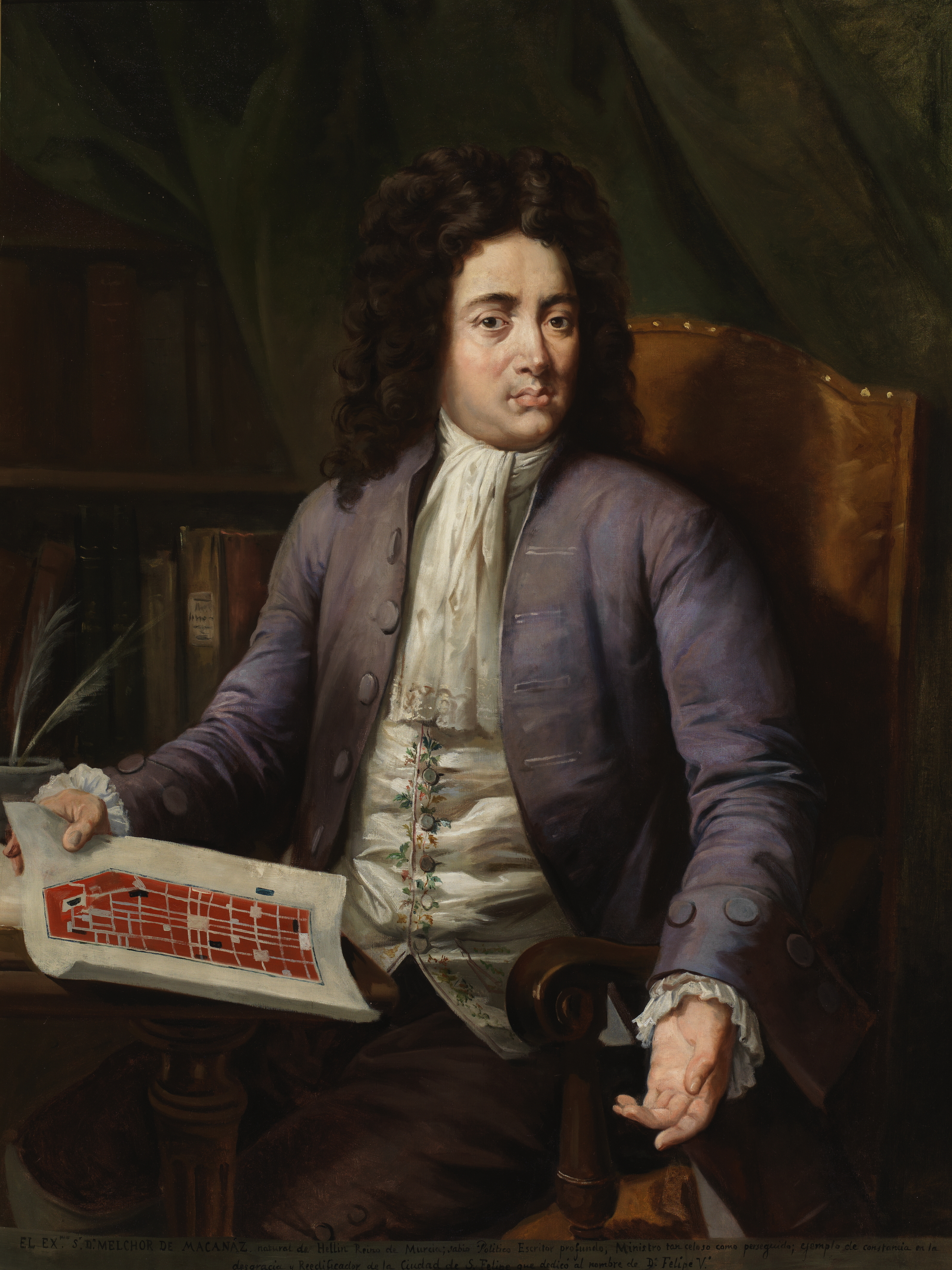
, à qui l'on attribue la rédaction du décret de Nouvelle Plante d'Aragon et de Valence, apparaît représenté avec le plan de la Colonia de San Felipe qui devait être édifiée à Xàtiva après sa destruction.

L'un des principaux défenseurs de l'abolition fut Melchor Rafael de Macanaz (es), qui présenta au roi le 22 mai 1707 un rapport dans lequel il reprenait le projet du comte-duc d'Olivares, réalisé soixante-quinze ans auparavant, recommandant à Philippe V de profiter de « l'occasion » pour cesser d'être un « roi esclave » des fors et devenir effectivement « roi d'Espagne », comme il l'écrivait dans son mémorial secret (es). Quelques jours avant, Louis XIV avait également soutenu l'abolition : « l'un des premiers avantages que mon petit-fils le roi obtiendra sans doute de sa soumission [celle des États de la Couronne d'Aragon] sera celui d'y établir son autorité de manière absolue et d'annihiler tous les privilèges qui servent de prétexte à ces provinces pour être exemptées au moment de contribuer aux besoins de l'État », écrivit-il. Trois semaines après la promulgation du décret, il félicita son petit-fils d'avoir implanté les lois de Castille dans ces territoires.
La nouvelle de l'approbation du décret parvint à la ville de Valence au début du mois de juillet 1707 et suscita une réaction unanime. Tant les partisans des Habsbourg que ceux de Philippe de Bourbon le considérèrent comme une grande injustice. Un chroniqueur philippiste, José Manuel Miñana (es), écrirait :

« L'ancienne liberté valencienne fut foulée aux pieds et ses privilèges abolis (qui la rendaient semblable à une région indépendante), et les Valenciens furent dorénavant gouvernés par les lois de Castille, leurs clameurs et leurs réclamations étant inutiles [...]. Alors les Valenciens commencèrent à regretter la liberté perdue et à ressentir le poids du joug de servitude qui les opprimait actuellement. »

De nombreux philippistes, dont l'opinion était pleinement partagée par les austrophiles, envoyèrent des lettres au roi ou au duc d'Orléans et à d'autres personnages influents de la cour pour qu'il intercédât auprès du monarque et rétablît les Fors, y compris ceux nouvellement nommés à des postes à responsabilité par le monarque lui-même. Tous argumentaient que de nombreux Valenciens étaient restés fidèles à la cause des Bourbons et que, par conséquent, il n'était pas juste qu'ils soient eux aussi punis « sans culpabilité du délit » par la perte de leurs fors,.

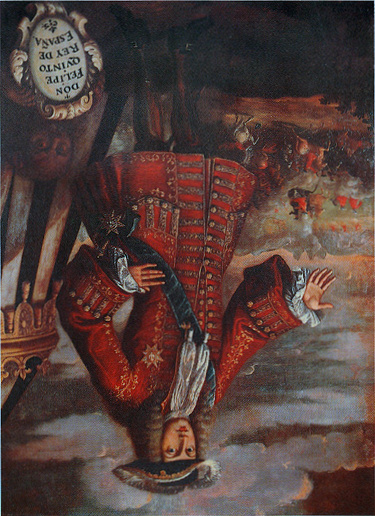
Portrait de Philippe V la tête en bas, tel qu'il est exposé au musée de l'Almodí de Xàtiva, en protestation contre l'incendie de la ville en mai 1707 en représailles pour avoir résisté à l'armée des Bourbons commandée par D'Asfeld.

Philippe V ne recula pas et ordonna même la détention et l'emprisonnement des deux responsables philippistes de la ville de Valence qui avaient été les plus en vue dans les manifestations ainsi que dans l'envoi de mémoriaux et de lettres à la cour, le jurat Lluís Blanquer et l'avocat Josep Ortí i Moles (es). Ce faisant, les fonctionnaires castillans qui allaient mettre en place les institutions de la «Nueva Planta» arrivaient à Valence. Le Castillan Pedro de Larreategui prit la tête de la nouvelle chancellerie — qui deviendrait plus tard l'Audience royale — en remplacement de l'historique Audience de Valence (es), après avoir juré de respecter les lois de Castille. Un autre Castillan, Juan Pérez de la Puente, avec le rang de surintendant prit en charge les impôts et le trésor de la ville de Valence, une responsabilité qui jusqu'alors incombait aux jurats et au racional. Le roi substitua ensuite les jurats — quatre ciutadans et deux cavallers — par trente-deux regidores — 24 nobles, dont 10 titrés et les autres chevaliers, et seulement 8 citoyens — nommés par lui et les plaça sous l'autorité du nouveau corrégidor, le comte de Castellar (es), plus tard remplacé par le gouverneur castillan Antonio del Valle. Peu de temps auparavant, il avait été décrété que toute la documentation municipale serait rédigée en castillan dans les nouveaux Libros Capitulares et Libros de Instrumentos, qui remplaçaient le Manual de Consells et les Qüerns de Provisions.
Le 17 juillet 1707, Philippe V abolit le Conseil d'Aragon, signe de ce qui attendait les deux autres territoires de la Couronne d'Aragon, la principauté de Catalogne et le royaume de Majorque, qui restaient sous le contrôle de Charles de Habsbourg. Lorsque Philippe V les conquit, il abolit leurs lois et institutions propres. Le 28 novembre 1715 fut promulgué le décret de Nueva Planta de Majorque (es) et le 16 janvier 1716 celui de Catalogne (es), par lesquels « se fermait le cercle absolutiste et centraliste sur l'ancienne Couronne d'Aragon ».

## «De royaume à province»
Après la promulgation du décret de Nueva Planta, le Royaume de Valence cessa d'exister en tant qu'entité politique distincte, comme le reste des États de la couronne d'Aragon. Ses institutions propres et ses fors furent abolis et il devint dès lors une « province » du royaume d'Espagne, régie par les lois de la couronne de Castille. Cela mit fin à la monarchie composite des Habsbourg, surgie à la fin du XVe siècle de l'union dynastique des couronnes de Castille et d'Aragon par le mariage de leurs monarques respectifs, pour laisser place à une monarchie centraliste et uniforme, à l'exception du royaume de Navarre, de la seigneurie de Biscaye et des provinces d'Alava et de Guipuscoa, qui, étant restés fidèles à Philippe V, conservèrent leurs fors et institutions particulières. Le doyen d'Alicante, l'austrophile Manuel Martí, déplora ainsi la « destruction de la patrie » :

« Après que ma famille a été arrachée à ses foyers, ses biens en partie soustraits, en partie ruinés et (ce qui est de loin le plus triste) après la destruction de la patrie [...]. Rien de plus calamiteux ne peut arriver aux hommes que de survivre à leur patrie. J’abhorre et je déteste cette frénésie des armes. »

De cette transformation du royaume en province découlèrent deux autres conséquences non moins importantes. La première fut l'instauration de l'absolutisme avec la disparition des garde-fous que constituaient pour le pouvoir du roi les institutions du royaume de Valence et la conception pactiste des relations entre le souverain et ses vassaux et l'imposition d'une administration militarisée d'inspiration castillane — capitaine général, Audience (es), corrégidors —et française - intendants - pour contrôler le royaume qui avait été « rebelle. » Cette nouvelle administration s'étendit également au niveau local car la «Nueva Planta» mit fin à l'autonomie dont disposaient les municipalités du royaume de Valence. Sur le plan politique, les délibérations étaient désormais contrôlées par les corrégidors ou ses représentants. Sur le plan économique et fiscal, elles perdirent la plupart de leurs attributions et furent reléguées à la gestion de leurs biens et revenus, toujours sous la supervision du corrégidor. Le résultat de ces changements fut « un ayuntamiento oligarchique, fermée aux forces les plus dynamiques de la société valencienne… »
Une deuxième conséquence fut l'accélération du processus de castillanisation des habitants de l'ancien royaume, surtout de ses groupes dirigeants — qui avaient entamé le processus de substitution linguistique dès la fin du XVIe siècle —, lorsque sa propre langue cessa d’être langue officielle des institutions. La castillanisation s'étendit également aux classes populaires, bien que plus modestement, à travers le service militaire imposé par les Bourbons avec les conscriptions forcées — les quintas (es) — et l'Église, qui utilisa de plus en plus le castillan dans les sermons, surtout dans les festivités les plus importantes. De plus, à partir du milieu du siècle, par ordre de l'archevêque Mayoral (es), elle fit usage du castillan pour rédiger toute la documentation ecclésiastique, y compris les livres paroissiaux dans lesquels les noms et prénoms valenciens furent transcrits en castillan. L’enseignement dispensé en espagnol, notamment à l’université, joua également un rôle important,.